# Socialisme

Le drapeau rouge est le principal symbole du socialisme et du communisme à leur commencement.

Le concept de socialisme recouvre un ensemble divers de courants de pensée et de mouvements politiques, dont le point commun est de rechercher une organisation sociale et économique plus juste. Le but originel du socialisme est d'obtenir l'égalité sociale, ou du moins une réduction des inégalités et, notamment pour les courants d'inspirations marxiste et anarchiste, d'établir une société sans classes sociales. Plus largement, le socialisme désigne un ensemble de doctrines qui critiquent l’organisation économique et sociale en place et propose des modèles alternatifs reposant sur des principes tels que la coopération ou la solidarité, avec pour objectif de réorganiser la répartition des ressources et, dans certains cas, de remplacer le capitalisme. Selon les contextes, le mot socialisme ou l'adjectif socialiste peuvent qualifier une idéologie, un parti politique, un régime politique ou une organisation sociale. La notion de socialisme s'exprime également par une forme spécifique de morale sociale laïque et non-religieuse véhiculant des valeurs morales individuelles et collectives.
Le terme socialisme entre dans le langage courant à partir des années 1820, dans le contexte de la révolution industrielle et de l'urbanisation qui l'accompagne : il désigne alors un ensemble de revendications et d'idées visant à améliorer le sort des ouvriers, et plus largement de la population, via le remplacement du capitalisme par une société plus juste. L'idée socialiste, sous de multiples formes, se développe au long du XIXe siècle et donne naissance dans le monde entier à des partis politiques s'en réclamant sous diverses dénominations (socialiste, mais également social-démocrate, travailliste, etc.).
Au tournant du XXe siècle, le marxisme supplante progressivement l'anarchisme puis l'approche dite du « socialisme utopique » : le courant de pensée marxiste se veut porteur d'une forme « scientifique » de socialisme, fondé sur une analyse du capitalisme, du dépassement de celui-ci par le biais de la lutte des classes et du passage à la propriété sociale des moyens de production. Dans les dernières années du siècle, une partie du socialisme européen s'oriente cependant dans les faits vers le réformisme. À la fin de la Première Guerre mondiale, la famille politique socialiste connaît une division avec la naissance du courant communiste, se réclamant du socialisme en affirmant le ramener à la tradition révolutionnaire. Les partis socialistes connaissent dans le monde entier des scissions au cours des années 1920 ; ils se trouvent dès lors en compétition avec des partis communistes qui se réclament du « socialisme réel » (ou « socialisme réellement existant ») appliqué par l'Union des républiques socialistes soviétiques (URSS), cette dernière s’étant auto-proclamée « patrie du socialisme »,. La plupart des partis socialistes européens accélèrent après la Seconde Guerre mondiale, leur évolution vers un réformisme éloigné du marxisme, tandis que les régimes communistes alignés sur l'URSS et qui se disent eux-mêmes socialistes, se multiplient dans le monde. Le socialisme démocratique, c'est-à-dire un socialisme converti à la démocratie libérale et respectueux du jeu parlementaire est associée à la notion de social-démocratie. Outre les diversités liées à ses variations idéologiques, le socialisme connaît également de nombreuses variétées liées aux contextes géographiques et culturels, comme le socialisme arabe ou le socialisme africain.
Les communistes ont dénoncé, en des termes parfois particulièrement virulents, les socialistes comme des « sociaux-traîtres » - voire, au moment de la ligne « classe contre classe » du Komintern, des « sociaux-fascistes » - et ont revendiqué le monopole du véritable socialisme,,,. Tandis que d'autres communistes, par exemple les conseillistes, ont dénoncé le caractère non-socialiste ("capitalisme d'Etat") des Etats marxistes-léninistes.
Le terme de social-démocratie a, quant à lui, acquis dans certains discours une charge négative, en ce qu'il supposerait une forme « molle » de réformisme, synonyme de l'abandon de « véritables perspectives socialistes »
La mouvance socialiste, prise au sens large, demeure aujourd'hui l'une des plus importantes de la vie politique mondiale, bien que le mot socialisme continue de recouvrir un ensemble de réalités, de pratiques politiques, et de formes de pensées diverses et parfois contradictoires entre elles, allant des partis travaillistes aux diverses variétés de « gauchisme », en passant par les partis et régimes communistes actuels. La majorité des principaux partis se réclamant du socialisme se réunit, au niveau international, au sein de l'Internationale socialiste et, au niveau européen, au sein du Parti socialiste européen. Ces organisations n'ont cependant pas le monopole de l'usage de l'appellation socialiste.

## Définitions

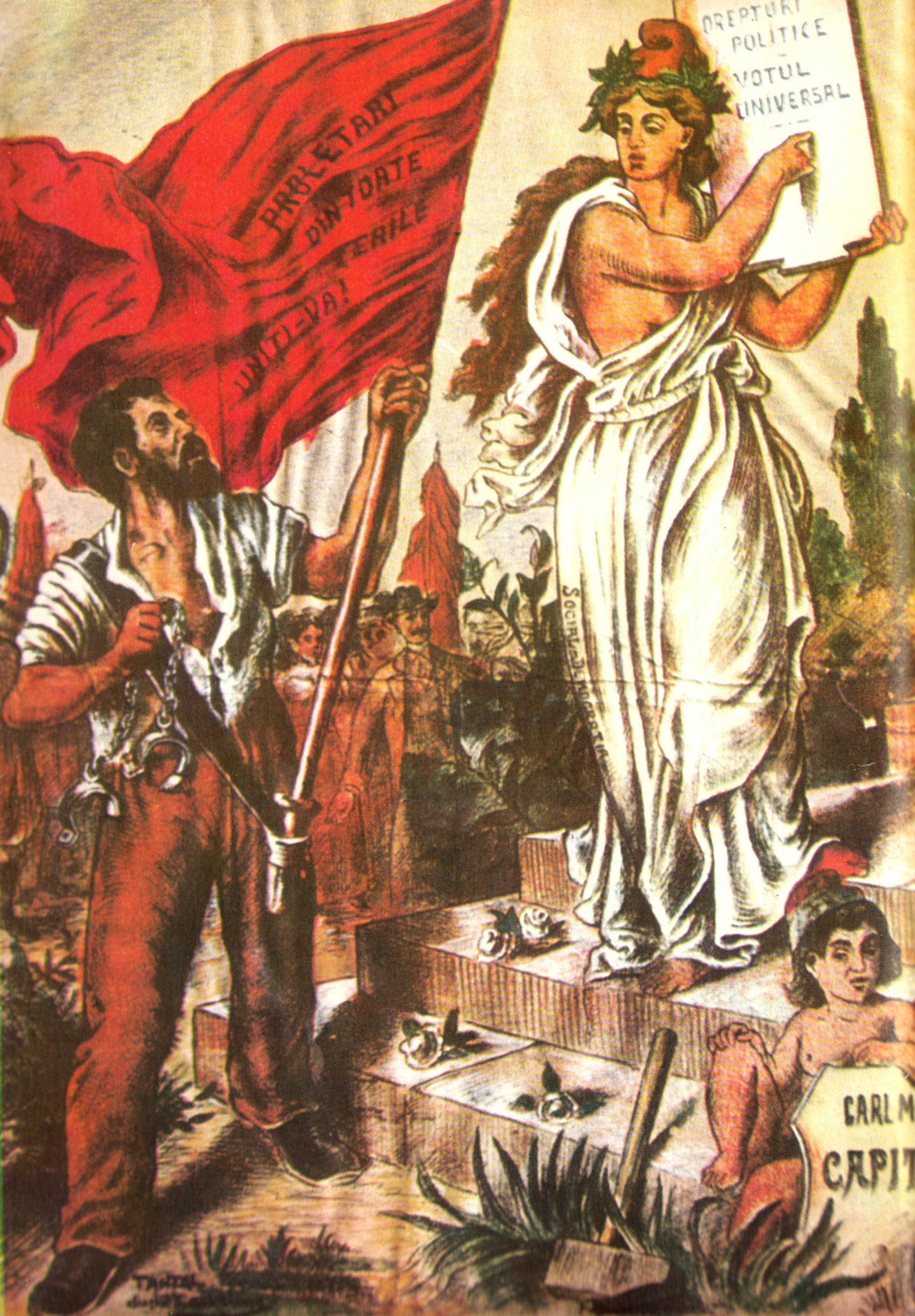
Imagerie socialiste (Roumanie, 1895). Un prolétaire, porteur d'un drapeau rouge orné du slogan prolétaires de tous pays, unissez-vous, fait face à une allégorie de la social-démocratie, qui lui indique les principes des droits politiques et du suffrage universel. L'enfant assis à leurs pieds tient des armoiries portant le titre du Capital de Marx.

Socialisme et socialiste sont des termes qui, en raison de leur connotation, ont été revendiqués et diffusés depuis leur création dans de nombreux contextes, et ont acquis une mosaïque de significations différentes, bien que des lignes directrices communes s'en dégagent. Le socialisme naît d'une philosophie de l'histoire occidentale, qui repose sur l'idée de progrès, c'est-à-dire de la transformation du monde dans un sens positif : dans son acception la plus large, il condamne les inégalités sociales et l’exploitation de l’homme par l’homme et défend le progrès social. Le Grand Larousse encyclopédique définit le socialisme comme une « théorie visant à rénover l’organisation sociale dans un but de justice ».
Les universitaires Georges Bourgin et Pierre Rimbert le présentent comme « une forme de société dont les bases fondamentales sont les suivantes : propriété sociale des instruments de production ; gestion démocratique de ces instruments ; orientation de la production en vue de satisfaire les besoins individuels et collectifs des hommes ». Sur le plan économique, le mot socialisme désigne à l'origine un ensemble de doctrines fondées sur la propriété collective — ou « propriété sociale » — des moyens de production, ou du moins la critique de la propriété privée de ceux-ci,,, par opposition à la vision capitaliste. Élie Halévy résume le socialisme par la possibilité de « remplacer la libre initiative des individus par l'action concertée de la collectivité dans la production et la répartition des richesses » : ainsi défini, le socialisme est vu comme un système de valeurs opposées à celles du libéralisme. Dès le XIXe siècle, cependant, des écoles de pensée ont tenté de concilier libéralisme et socialisme, en conciliant les valeurs de la solidarité avec les principes de la liberté, dans le cadre d'une relation critique avec le libéralisme économique.
Sur le plan politique, le socialisme s'affirme en Europe au XIXe siècle, en même temps que le libéralisme et l'aspiration démocratique. Si le socialisme se veut porteur d'une démocratie universelle, socialisme et démocratie ne sont cependant pas synonymes sur les plans politique, économique et social. En effet, de par ses contraintes particulières, le socialisme peut se trouver en contradiction avec la démocratie.
La revendication commune de la filiation socialiste par des tendances politiques souvent opposées entre elles a accentué la polysémie du terme, mais aussi favorisé les confusions. Ainsi, le fait que les sociaux-démocrates et les communistes se réclament du socialisme a permis aux adversaires des mouvements socialistes de pratiquer, au XXe siècle, des amalgames entre le réformisme socialiste et le communisme révolutionnaire et autoritaire.

### Concept aux significations multiples

#### Définitions de l'essence du socialisme

Pierre-Joseph Proudhon, théoricien du socialisme libertaire.

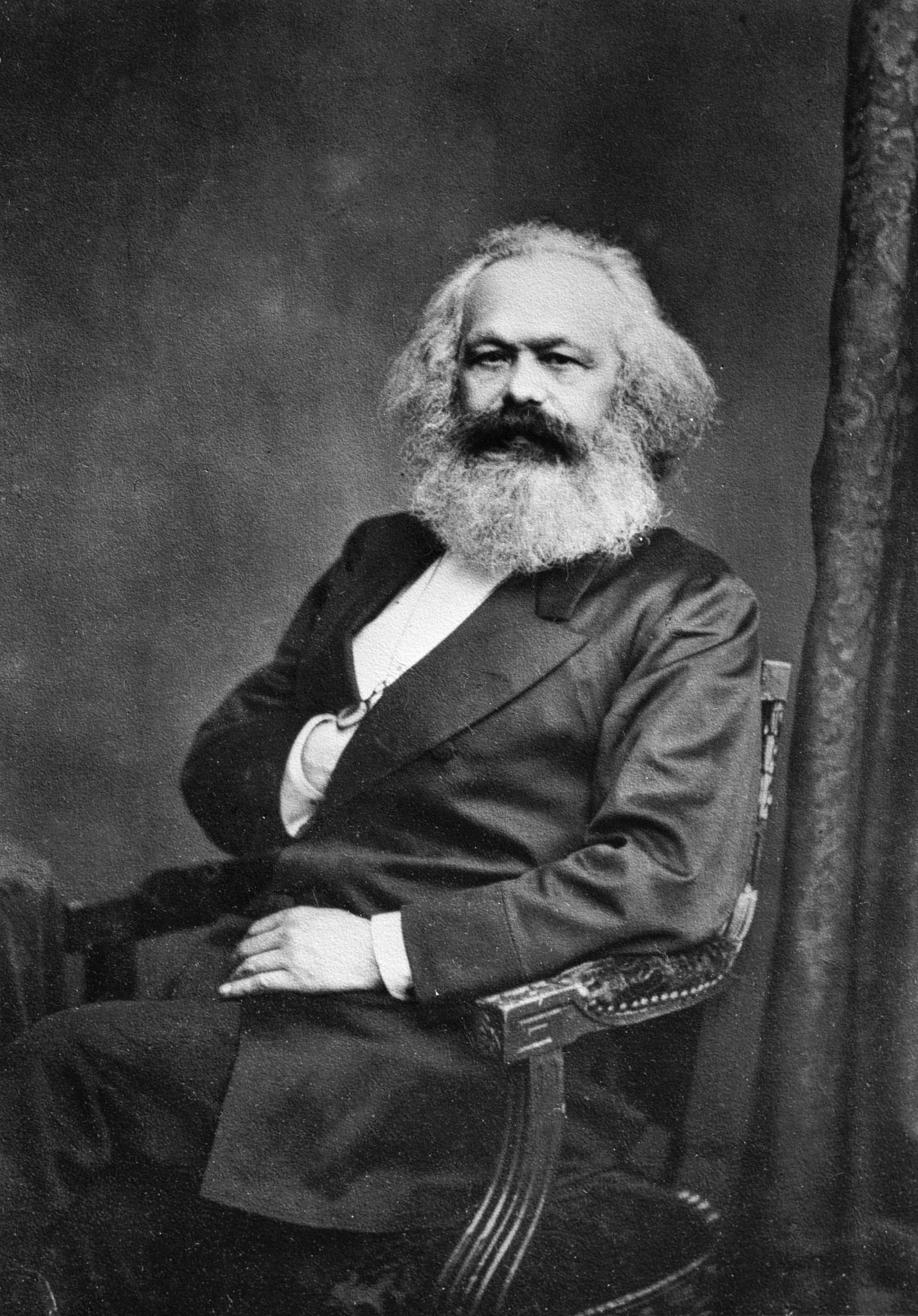
Karl Marx.

Bertrand Russell décrit en 1918 « l'essence du socialisme » comme étant « par définition la revendication de la propriété commune de la terre et du capital. La propriété commune peut signifier la propriété par un État démocratique, mais n'inclut pas la propriété par un quelconque État qui ne serait pas démocratique ».
Karl Marx et Friedrich Engels utilisent alternativement les mots « communisme » et « socialisme » pour désigner la société sans classes qui naîtra après la révolution et le renversement du capitalisme : Marx ne définit pas avec précision ce que serait une société socialiste post-révolutionnaire : il se borne à des formules générales (une description trop précise du socialisme étant combattue par les deux auteurs, dénoncée comme utopisme), indiquant qu'elle sera basée sur la liberté et le développement humain. Le Manifeste du parti communiste parle ainsi d'« une association où le libre développement de chacun est la condition du libre développement de tous ». Émile Durkheim définit le socialisme comme étant, sur le plan économique, « essentiellement une tendance à organiser », et visant à instaurer une forme d'organisation sociale dont l'amélioration du sort des travailleurs ne sera que l'une des conséquences.
Selon Durkheim, le socialisme, relevant d'une certaine sensibilité morale, est d'abord un idéal et non le produit d'une démarche scientifique : pour lui, le socialisme se caractérise surtout par « le rattachement de toutes les fonctions économiques, ou de certaines d'entre elles qui sont actuellement diffuses, aux centres directeurs et conscients de la société ». Joseph Schumpeter donne du socialisme une définition strictement économique et assimilée aux conceptions marxistes, en le décrivant comme « un système institutionnel dans lequel une autorité centrale contrôle les moyens de la production et la production elle-même ». Le socialisme, sous cette acception, s'oppose donc au libéralisme économique classique en ce qu'il ne croit pas au laissez-faire et à l'autorégulation du système économique par la seule recherche de l'intérêt personnel et par la liberté individuelle, dont la quête ne suffirait pas à aboutir à l'harmonie des intérêts. Les degrés de régulation dans l'économie sont cependant nombreux : le collectivisme économique est longtemps apparu comme une condition sine qua non du socialisme, mais l'appellation de socialiste (ou de social-démocrate) est aujourd'hui revendiquée par des courants qui acceptent l'économie de marché et prônent un contrôle de l'économie qui n'irait pas jusqu'à la collectivisation.
L'historien Albert Samuel définit le socialisme, au sens large, comme « la recherche raisonnée et active d'un ordre politique qui partage le pouvoir ; d'un ordre économique qui partage équitablement la production et les biens produits ; d'un ordre juridique qui protège les pauvres, et d'une culture qui soit le fruit d'une création commune ».
Le théoricien Francesco Merlino donne quant à lui une définition avant tout philosophique du socialisme, distinguant le « socialisme des choses », c'est-à-dire les tentatives concrètes de mise en œuvre, du « socialisme des socialistes », c'est-à-dire celui des théoriciens : pour lui, l'essence du socialisme est à chercher dans une aspiration à l'égalité des conditions et au bien-être pour tous. Dans cette optique, le socialisme se définit donc moins par le biais de telle ou telle théorie que comme une aspiration à la dignité et à la justice sociale.

#### Usages politiques
Sur le plan politique, le terme de socialisme désigne l'ensemble des pratiques mises en œuvre par les partis et autres groupements qui s'en réclament. Si le socialisme ne se prête pas à une définition unique, il se distingue par un système de valeurs dont le principe central est que les relations collectives et la justice sociale doivent l'emporter sur les actions et les intérêts individuels : en ce sens, il constitue une réaction contre la logique libérale apparue au XVIIIe siècle, tout en constituant le produit du contexte économique et politique né de la révolution industrielle. Selon les pays et en fonction de son implantation au cours de l'histoire, le courant socialiste a pu être représenté par des partis utilisant des appellations comme social-démocrate - le terme social-démocratie est devenu, dans certains pays, notamment ceux de culture allemande ou scandinave, un synonyme de socialisme au sens d'organisation partisane - ou travailliste.
L'expression socialisme démocratique est utilisée par opposition aux formes « autoritaires » de socialisme, mais l'expression a pu recouvrir des sens différents selon les contextes historiques. L'appellation socialiste a été par ailleurs employée au fil des décennies par des tendances aussi diverses que l'anarchisme socialiste ou le socialisme libéral, voire le national-socialisme (ou nazisme). Le courant socialiste est par définition complexe, divers et contradictoire : la qualité de socialiste est revendiquée par des courants parfois très opposés les uns aux autres, y compris par des mouvements qui emploient le mot « socialisme » en le détournant de son sens originel, et que l'historien Gilles Candar qualifie d'« impostures ». L'adjectif socialiste, bien qu'étant couramment associé de nos jours à des partis modérés, continue ainsi d'être utilisée par des mouvements d'extrême gauche : au Royaume-Uni, par exemple, la qualité de socialiste est revendiquée aussi bien par un parti de centre gauche comme le Parti travailliste que par un parti trotskiste comme le Parti socialiste des travailleurs. Le socialisme apparaît également, dans certains cas, dans le vocabulaire de mouvements d'extrême droite ou de dictatures militaires. En ce qui concerne les régimes politiques, l'application d'une politique socialiste a été et est toujours revendiquée aussi bien par des gouvernements librement élus et respectant les règles de la démocratie parlementaire, que par des pays classés comme dictatoriaux, voire totalitaires.

#### Dans le vocabulaire marxiste: débats, interprétations, utilisations du terme
Au sein de la famille de pensée socialiste elle-même, le mot socialisme prend des sens multiples. Dans une optique radicale, voire révolutionnaire, le socialisme ne peut être que l'abolition complète du capitalisme et son remplacement par une société socialiste. Le socialisme est, dans la théorie marxiste puis léniniste, la phase inférieure de la société communiste (ou première phase de la société communiste). Si Marx et Engels se refusent volontairement à définir trop précisément le socialisme, c'est différent pour ce qui est de Lénine. À partir des textes de Marx et Engels, il développe ce que doit être la phase inférieure du communisme, notamment dans L'État et la révolution.
Cependant, l'interprétation des écrits de Lénine est sujette à débat parmi les marxistes. Les communistes de gauche, léninistes, ainsi que d'autres marxistes orthodoxes avancent l'idée que le socialisme, en tant que première phase de la société communiste, comporte déjà les propriétés de la société communiste, à savoir un État dépéri et une absence de classes sociales, de production marchande, d'argent, etc. En se basant sur les écrits de Marx, Engels et Lénine,, ainsi que plusieurs autres sources, cette vision marxiste explique que l'une des seules différences entre le socialisme est le communisme se situe sur la « répartition des produits et de la répartition du travail entre les membres de la société. »

Sur cette idée, L'article 9 de la Constitution russe de 1918 dit par exemple, sur la fin des classes et de l'État sous le socialisme :
« Durant l'actuelle phase de transition, la tâche fondamentale de la Constitution de la RSFSR consiste à établir, sous la forme d'un fort pouvoir soviétique panrusse, la dictature du prolétariat des villes et des campagnes ainsi que de la paysannerie la plus pauvre, en vue d'écraser totalement la bourgeoisie, de supprimer totalement l'exploitation de l'homme par l'homme et d'établir le socialisme sous lequel il n'y aura ni division de classes, ni pouvoir d'État. »
Et sur l'idée plus précisément de la fin des classes sociales dès le socialisme, Lénine dit : 
« Il est impossible d'abolir l'oppression nationale (ou toute autre oppression politique) sous le capitalisme, car cela nécessite l'abolition des classes, c'est-à-dire l'introduction du socialisme. »
Sans classes sociales ni État, le socialisme serait — selon cette vision marxiste — différent du communisme seulement dans la répartition des produits et du travail, et par d'autres facteurs économiques (qui ne concernent pas directement l'État ni les classes sociales) cités par Marx dans la Critique du programme de Gotha. D'où la phrase de Lénine, qui explique, dans L'État et la révolution (et plus précisément dans sa partie sur la première phase de la société communiste), que :
« L'Etat s'éteint, pour autant qu'il n'y a plus de capitalistes, plus de classes et que, par conséquent, il n'y a pas de classe à mater. Mais l'Etat n'a pas encore entièrement disparu puisque l'on continue à protéger le "droit bourgeois" qui consacre l'inégalité de fait. Pour que l'Etat s'éteigne complètement, il faut l'avènement du communisme intégral. »
Ainsi, l'État ne subsisterai que dans la mesure d'un pan du droit bourgeois servant à la répartition des produits et du travail. Le socialisme étant déjà sans classes sociales ni État, les rares appels de Lénine à un État sous le socialisme peuvent être compris, selon cette vision, comme l'idée de cette subsistance du droit bourgeois à la répartition, et non d'un État comme l'État bourgeois et l'État prolétarien; car les classes sociales n'existant plus sous le socialisme, cette force de coercition du peuple ne serait pas un État — puisque, selon la définition marxiste, l'État est un outil d'oppression d'une classe par une autre,,. Aussi, selon cette interprétation, si Lénine revendique une seule fois le besoin d'un État bourgeois « sans bourgeoisie », en contradiction direct avec ses nombreux appels — comme Marx et Engels — à briser la machine d'État bourgeoise comme condition nécessaire à la dictature du prolétariat,, c'est parce qu'il vise, par « État bourgeois» , le droit bourgeois qui subsiste sous le socialisme.

Aussi, selon cette interprétation, la dictature du prolétariat et le socialisme sont deux phases différentes et ne se chevauchent pas. Cette idée, indissociable de l'interprétation selon laquelle les classes sociales n'existent plus sous le socialisme, est directement tirée de propos de Marx, d'Engels ou de Lénine,,, comme :
« Il n'y a pas un seul socialiste, camarades, qui ne reconnaisse cette vérité évidente que le socialisme est séparé du capitalisme par la période transitoire de la dictature du prolétariat, période longue, plus ou moins difficile, et dont les formes dépendront pour beaucoup de la prédominance de la petite ou de la grande propriété, de la petite ou de la grande culture. »
En 1907, Staline tient d'ailleurs le même genre de propos sur le socialisme, qu'il considère sans classes sociales, sans État et sans production marchande, notamment :
« La société future sera une société socialiste. Cela veut dire avant tout qu'il n'y aura point de classes : il n'y aura ni capitalistes ni prolétaires, et, par suite, pas d'exploitation. Il n'y aura là que des travailleurs unis dans un labeur collectif. La société future sera une société socialiste. Cela veut dire aussi qu'avec l'exploitation seront supprimés la production marchande, la vente et l'achat. Il n'y aura donc point de place pour les acheteurs et les vendeurs de la force de travail, pour les employeurs et les salariés. Il n'y aura là que des travailleurs libres. La société future sera une société socialiste. Cela veut dire, enfin, qu'avec le travail salarié sera abolie toute propriété privée des instruments et moyens de production ; il n'y aura là ni prolétaires pauvres, ni riches capitalistes, — il n'y aura que des travailleurs possédant en commun toute la terre et le sous-sol, toutes les forêts, toutes les fabriques et usines, tous les chemins de fer, etc. […] Là où les classes n'existent pas, là où il n'y a ni riches ni pauvres, l'Etat devient inutile, et inutile le pouvoir politique qui opprime les pauvres et défend les riches. Par conséquent, la société socialiste n'aura pas besoin de maintenir le pouvoir politique. »
Et en 1928 : 
« Nous disons souvent que notre république est socialiste. Cela signifie-t-il que nous avons déjà réalisé le socialisme, éliminé les classes et aboli l'État (car l'atteinte du socialisme implique le dépérissement de l'État) ? Ou cela signifie-t-il que les classes, l'État, etc., existeront toujours sous le socialisme ? Évidemment non. Sommes-nous en droit, dans ce cas, de qualifier notre république de socialiste ? Bien sûr que oui. De quel point de vue ? Du point de vue de notre détermination et de notre volonté d'atteindre le socialisme, de supprimer les classes, etc. » [Le lecteur qui a lu l'entièreté de l'article de Staline (« Réponse à Kushtysev ») sera probablement marqué par le fait que cet article alterne sans cesse entre "socialisme" et "communisme", utilisant l'un pour dire l'autre et inversement. Cela illustre bien une des idées des communistes de gauche : chez Lénine et donc Staline à ses débuts, les termes « socialisme » et « communisme » sont utilisés la grande majorité du temps comme synonymes, car leurs différences sont minimes par rapport à leurs points communs.]
Ce qui ne l'empêche pas, en 1936, de se contredire en expliquant que l'URSS a atteint le socialisme :
« Notre société soviétique a déjà, pour l’essentiel, réussi à atteindre le socialisme ; elle a créé un système socialiste, c’est-à-dire qu’elle a réalisé ce que les marxistes appellent, en d’autres termes, la première, ou phase inférieure, du communisme. Par conséquent, dans l’ensemble, nous avons déjà atteint la première phase du communisme : le socialisme. (Applaudissements prolongés.) Le principe fondamental de cette phase du communisme est, comme vous le savez, la formule : “De chacun selon ses capacités, à chacun selon son travail.” Notre Constitution doit-elle refléter ce fait, le fait que le socialisme a été atteint ? Doit-elle être fondée sur cette réalisation ? Sans aucun doute, elle le doit. Elle le doit, parce que pour l’U.R.S.S., le socialisme est quelque chose qui a déjà été accompli et conquis.
Mais la société soviétique n’a pas encore atteint la phase supérieure du communisme. »

Cette idée selon laquelle les principaux dirigeants de pays autoproclamés socialistes — Staline, Mao, Castro, Hô Chi Minh, Tito, etc. — auraient falsifié la définition du socialisme pour donner un caractère marxiste et post-capitaliste à leur régime est appuyée par plusieurs exemples, comme celui de la contradiction entre les dires de Staline de 1907 et ceux du Staline de 1936 ci-dessus, ou encore ci-dessous quand Lénine dit en 1919 : 

« Mais nous disons que notre objectif est l'égalité, et par cela nous entendons l'abolition des classes. Alors, la distinction de classe entre ouvriers et paysans doit être abolie. C'est précisément notre but. Une société dans laquelle la distinction de classe entre ouvriers et paysans existe encore n'est ni une société communiste ni une société socialiste. »
Alors que Staline affirme l'existence des deux classes — et donc implique par leur existence qu'elles sont distinctes, séparées et ne sont pas abolies — en 1952 : 
« Sans doute, les ouvriers et la paysannerie kolkhozienne forment cependant deux classes qui se distinguent l’une de l’autre par leur situation respective.
Mais cette distinction n’affaiblit en aucune manière leur amitié. Au contraire, leurs intérêts se situent sur le même plan, celui de la consolidation du régime socialiste et de la victoire du communisme. Il n’est donc pas étonnant qu’il ne reste plus trace de la méfiance d’autrefois et, à plus forte raison, de la haine de la campagne pour la ville. »
Et que la négation stalinienne du propos de Lénine selon lequel le socialisme est impossible sans la fin de la distinction entre ouvriers et paysans continue même après sa mort, comme ci-dessous en 1957 : 
« Sous le socialisme, il n'y a pas de classes exploiteuses. La société socialiste est composée de deux classes laborieuses et amies : la classe ouvrière et la paysannerie, ainsi que l'intelligentsia, qui est profondément enracinée dans ces classes. »
L'autre interprétation sur le socialisme est celle faite notamment par les partisans des régimes dits du « socialisme réel ». Ils considèrent que le socialisme et la dictature du prolétariat se chevauchent, et que le socialisme, en tant que simple phase de transition — sans critères précis si ce n'est la propriété étatique des moyens de production — aux côtés de la dictature du prolétariat, n'est pas une société sans classes sociales ni État. Ainsi, la présence d'États et de classes sociales au sein de pays dits "socialistes" ne leur semble pas contradictoire avec la pensée de Marx, Engels et Lénine.
Sur le plan économique, la phase inférieure de la société communiste correspond à celle de l'instauration d'un collectivisme économique, via un processus dit de socialisation des biens. Ce qui subsiste de l'État, c'est-à-dire le droit bourgeois pour la répartition des produits et la répartition du travail entre les membres de la société, demeure sous le socialisme pour permettre l'application de l'adage propre au socialisme : « de chacun selon son travail à chacun selon ses besoins ». Après cette phase, la société passe ensuite à la phase, dite « supérieure », du communisme intégral, soit une société sans classe où l'État a entièrement dépéri, appelé à disparaître tout à fait (cette disparition complète étant conçue comme un processus naturel, en opposition à la conception anarchiste qui préconise la fin de l'État comme effet d'une décision volontaire). La société fonctionne alors selon l'adage « de chacun selon ses moyens, à chacun selon ses besoins ». Dans l'optique de la théorie marxiste, la société communiste, dont l'avènement est considéré comme inéluctable, constitue donc le dernier stade de l'évolution d'une société socialiste, où l'homme devient un « homme social », soit un homme « total » libéré de l'aliénation.
Dans le vocabulaire communiste, le mot socialisme est utilisé parfois pour désigner la réalité effective de l'État et de la société en URSS, puis après 1945 dans les autres régimes communistes, même si les communistes de gauche refusent souvent cette appellation, considérant les régimes communistes comme des capitalismes d'État. Selon le discours officiel pratiqué en Union soviétique — puis dans les régimes dits de « démocratie populaire » —, et qui rejoint la seconde interprétation du socialisme citée plus haut, le stade du socialisme est considéré comme atteint au moment de la disparition de l'économie capitaliste et des couches sociales qui en sont la base. La question du socialisme devient dès lors celle de son « édification », c'est-à-dire du renforcement du secteur collectif de l'économie.
Les régimes politiques couramment appelés communistes se sont présentés en conséquence comme appliquant un « socialisme réel », ou étant parvenus au stade du « socialisme développé », leur modèle étant l'URSS, proclamée « patrie du socialisme ». Les différents régimes communistes ont pu ainsi, à divers stades de leur histoire, proclamer que le stade du socialisme — ou de la « société socialiste développée », objectif considéré comme plus réaliste que celui du communisme intégral — était atteint (en accompagnant souvent cette annonce d'un changement de nom officiel ou d'une modification de la constitution), ce discours étant destiné à légitimer le maintien des partis communistes au pouvoir.

### Variations dans le temps
Les sens prêtés au mot socialisme ont varié dans l'histoire et varient encore selon les contextes culturels et politiques. En 1831, le mot « socialiste » tend à désigner une doctrine morale à forte connotation religieuse, qui voit en l'homme un être social, pour progressivement s'accoler avec « socialisme » : à la fin des années 1830, le mot désigne de manière courante une doctrine qui vise à résoudre la question sociale due à la paupérisation massive de la classe ouvrière. À compter de la seconde moitié du XIXe siècle et des progrès de l'influence du marxisme, le socialisme se définit essentiellement par l'aspiration à une société égalitaire, qui résulterait de l'organisation de la production et de la substitution de la propriété sociale à la propriété individuelle ou capitaliste : dans cette optique, une société nouvelle, censée représenter le règne de la démocratie véritable, pourra alors être réalisée.
Jadis associé à des positions radicales, le terme « socialisme » est aujourd'hui utilisé en Europe, dans son acception la plus courante, pour désigner une famille politique de gauche modérée. A contrario, dans certains pays comme les États-Unis, le mot conserve une tonalité plus nettement orientée à gauche.
Dans les textes de Marx et d'Engels, le terme de socialisme est utilisé pour désigner l'ensemble des doctrines critiquant la société capitaliste. Dans les écrits postérieurs au Manifeste du parti communiste, le mot est surtout employé pour qualifier les courants, idéologies et mouvements politiques de la classe ouvrière, soit le mouvement ouvrier. Engels utilise le mot socialisme pour désigner, de manière plus précise, la prise de conscience par la classe ouvrière des oppositions de classes et des tares du capitalisme. Ce n'est qu'à partir de l'époque de l'Internationale ouvrière que le mot est employé pour signifier l'organisation sociale fondée sur l'appropriation collective des moyens de production, sous une forme étatique et/ou coopérative. Lénine et les bolcheviks reprennent cette acception pour l'identifier avec ce que Marx appelle la « phase inférieure » de la société communiste : dans cette optique, le socialisme devient l'organisation sociale de transition entre le capitalisme et le communisme. Dès lors qu'un « État ouvrier » est créé, le socialisme, dans l'optique de Lénine, s'identifie à l'existence même de cet état.
La tendance léniniste du socialisme - comme par ailleurs celle, bien moins répandue, se réclamant du luxemburgisme - est couramment désignée, après la révolution d'Octobre et plus précisément à partir de 1918, sous le nom de communisme, tout en continuant à se réclamer du socialisme. La tendance politique généralement désignée, dans les démocraties occidentales, sous le nom de socialisme - au sens de socialisme non communiste - évolue progressivement après la Seconde Guerre mondiale vers des positions de centre gauche : le socialisme est dès lors perçu comme une tendance politique réformiste tendant à corriger les inégalités inhérentes au libéralisme économique, sans s'opposer radicalement au principe de l'économie de marché. Le terme de social-démocratie, utilisé comme appellation par une partie des mouvements socialistes, en vient à désigner des positions réformistes et modérées, caractérisées par l'usage du compromis et non plus par la logique révolutionnaire. Le socialisme est perçu, dans cette optique, comme une correction des injustices, notamment par le biais de systèmes de protection sociale : la social-démocratie d'Europe du Nord se distingue dès les années 1930 par des réformes en faveur de l'État-providence. Dans la seconde partie du XXe siècle, les partis socialistes tendent dans leur majorité à s'éloigner des conceptions marxistes et à s'intégrer à la société libérale-capitaliste, non pour la renverser ou la remplacer mais pour la réformer de l'intérieur,. Divers courants socialistes, non communistes, ont conservé un discours plus radical : ces courants se sont notamment exprimés dans l'entre-deux-guerres dans une organisation comme le Bureau international pour l'unité socialiste révolutionnaire ou après-guerre dans la tendance du socialisme autogestionnaire.

La rose au poing, logotype de l'Internationale Socialiste.

Le socialisme démocratique, héritier de la tradition réformiste, constitue de nos jours la tendance majoritaire des partis socialistes dans les pays développés, où elle est devenue la forme de socialisme la plus couramment associée à l'adjectif socialiste, étant parfois utilisé comme un synonyme de social-démocratie. En 1999, Lionel Jospin, alors Premier ministre de la France, publie un texte dans lequel il définit le « socialisme moderne » - qu'il désigne, en s'en revendiquant, du nom de social-démocratie - comme représentant, non plus un « système » mais « une façon de réguler la société et de mettre l'économie de marché au service des hommes », soit « une inspiration, une façon d'agir, une référence constante à des valeurs démocratiques et sociales ». Il considère que si le socialisme accepte l'économie de marché « car c'est la façon la plus efficace, à condition qu'elle soit régulée d'allouer les ressources, de stimuler l'initiative, de récompenser le travail », en revanche il se doit de refuser la « société de marché » car le marché en lui-même ne produit pas de valeurs ni de sens : jugeant que la question de l'appropriation collective des moyens de production ne définit plus en soi le socialisme, il plaide pour un « réformisme moderne » se définissant non par ses modes d'action mais par le maintien de valeurs de « justice, liberté, maîtrise collective de notre destinée, épanouissement de l'individu sans négation des réalités collectives, volonté de progrès ». La social-démocratie doit être, aux yeux de Jospin, « une façon de réguler la société et de mettre l'économie de marché au service des hommes ».

## Histoire

### Origines

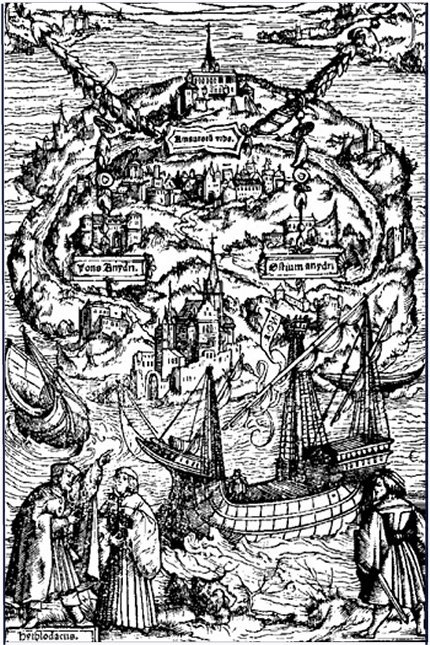
Illustration d'Utopia, de Thomas More, par Holbein.

L'idée d'une organisation harmonieuse de la société remonte à la haute Antiquité, bien avant l'apparition du mot « socialisme » lui-même. Des ancêtres lointains et indirects du socialisme — bien que l'emploi du mot soit très anachronique — comme du communisme — dans son sens premier de société sans propriété privée — se trouvent sur plusieurs continents : en Grèce chez Platon, qui imagine dans La République et Les Lois des modes idéaux d'organisation de la cité (Platon ne prône pas l'égalité sociale - sa cité idéale de La République étant au contraire strictement hiérarchisée - mais l'harmonie. Au sein de l'élite sociale envisagée par Platon règnerait une communauté absolue de biens matériels) ; en Asie dans certains courants de pensée du confucianisme et de l'islam qui envisagent une société reposant sur un mode d'organisation fraternel ; enfin, dans la doctrine chrétienne, qui prône le partage des biens matériels. On retrouve des revendications fortement égalitaristes dans les hérésies chrétiennes, comme dans la mouvance millénariste. Le courant de pensée utopiste, qui se développe à partir de la Renaissance, tend lui aussi vers l'idée d'une société harmonieuse, qui surmonterait les inégalités sociales en supprimant notamment la propriété privée. Thomas More, dans son livre Utopia (1516), crée le modèle du genre : un narrateur visite un pays merveilleux où règnent la fraternité et l'égalité et le fait découvrir au lecteur. La littérature utopique, dans laquelle la satire et la critique sociales sont présentées par le biais de la fiction, connaît une longue postérité, dont La Cité du Soleil du moine Tommaso Campanella est l'un des exemples les plus connus. Les utopies peuvent varier dans leur contenu, mais toutes se caractérisent par l'harmonie, l'équilibre et les mécanismes de régulation. Dans presque toutes, la tendance dominante est l'égalité sociale, accomplie par la disparition de la propriété privée, celle-ci étant considérée comme la cause du malheur des hommes. Signe de cette filiation philosophique, de nombreuses associations socialistes ou socialisantes du XIXe siècle se nomment Utopie ou Utopia.
La critique sociale continue de se développer dans la pensée occidentale, le corollaire de l'utopie étant la protestation morale et sociale contre le monde tel qu'il est, et contre son principe inégalitaire. Cette école de pensée atteint un apogée au XVIIIe siècle à l'époque des Lumières : Jean-Jacques Rousseau, dans son Discours sur l'origine et les fondements de l'inégalité parmi les hommes, Étienne-Gabriel Morelly dans Code de la nature, ou Le véritable esprit de ses lois de tout temps négligé ou méconnu, traitent des questions de la propriété et de l'égalité. Morelly, plus radical que Rousseau, prône une organisation à la fois égalitaire et autoritaire de la société, où le mariage et le travail seraient obligatoires. Parmi les autres auteurs français des Lumières, le curé Meslier dénonce avec vigueur l'injustice de son temps, dont il voit la cause dans l'institution de la propriété privée ; le moine Dom Deschamps condamne également la propriété privée et prône un univers à la fois égalitaire et uniforme. Si Morelly a eu de l'influence de son vivant, Dom Deschamps et le curé Meslier ont laissé des écrits essentiellement posthumes : ces auteurs font figure de précurseurs d'un socialisme « à la fois philanthropique et raisonneur, plutôt que révolutionnaire et scientifique ».
Dans la seconde moitié du XVIIIe siècle, des clercs catholiques forgent sur le latin socialis le terme socialistae pour dénoncer la doctrine de l’école allemande du droit naturel qui visait, à la suite de Grotius et Pufendorf, à fonder l’ordre social non plus sur la Révélation divine mais sur un instinct humain de « sociabilité » ; à la fin du siècle, dans l'aire germanophone, le terme a perdu sa charge péjorative pour désigner simplement, dans les manuels d’études juridiques, Pufendorf et ses élèves. Le mot socialisme apparaît dans la langue française à la même époque, sans entrer pour autant immédiatement dans le langage commun. Étymologiquement, le terme dérive du mot latin socius, nom commun signifiant compagnon, camarade, associé, allié, confédéré et adjectif signifiant joint, uni, associé, allié, mis en commun, partagé. Le mot socius dérive du verbe sequi : suivre. Sa première utilisation remonte à l'abbé Sieyès qui dans les années 1780 évoque un « traité du socialisme » devant parler « du but que se propose l’homme en société et des moyens qu’il a d’y parvenir ». Dans cette utilisation éphémère, le mot signifie alors « science de la société ». En 1795, Gracchus Babeuf utilise le mot « sociétaire » pour désigner une personne membre de la collectivité sociale ; Charles Fourier reprend ce terme au sens d'associé de la « nation industrieuse ». En 1803, on retrouve le mot « socialisme » sous la plume d'un auteur italien, Giacomo Giuliani, à qui sa paternité a parfois été attribuée : dans le sens que lui accorde Giuliani, le terme désigne la défense de la propriété privée, facteur d'ordre dans la société humaine, tandis que l'« antisocialisme » est l'individualisme révolutionnaire qui dissout les rapports sociaux. Ce n'est qu'après 1820 que le mot socialisme « apparaît » réellement dans diverses langues, entrant progressivement dans le langage courant et prenant sa signification contemporaine : en 1822, l'expression « socialiste » apparaît dans un courrier qu'Edward Cooper, un partisan de Robert Owen, envoie à ce dernier. Owenistes et fouriéristes, en contact fréquent à partir des années 1830, adoptent l'appellation, peut-être à la suite d'une visite d'Owen à Fourier en 1837. Le mot « socialisme », au sens de doctrine visant à résoudre la question sociale, est définitivement entré dans le langage courant à la fin de la décennie.
Le socialisme, en tant qu'engagement militant, trouve une partie de ses racines dans la Révolution française, qui introduit dans l'ordre des faits la coupure historique et rend possible le passage de l'utopie à l'action, pour construire un monde nouveau, supposément harmonieux et fraternel. La révolution française devient un paradigme dont s'inspirent par la suite les révolutions suivantes. Karl Marx écrit par la suite que le socialisme allemand a pour lui la force de la théorie, et le socialisme français la tradition révolutionnaire. L'historien Michel Winock estime que c'est grâce à la révolution que le socialisme « devient pensable ». Michel Winock distingue également trois apports décisifs de la Révolution française à la réflexion socialiste, sur le plan des idées comme sur celui de la pratique : pour ce qui est de l'exercice du pouvoir, avec le gouvernement révolutionnaire sous la Convention montagnarde et les mesures d'exception du Comité de salut public que sont la Terreur et l'instauration d'une dictature « provisoire » en raison des circonstances ; pour ce qui est de l'usage du contre-pouvoir avec la pression « populaire » exercée par les sans-culottes et l'attachement de ceux-ci à la démocratie directe, bien que leur idéologie se résume à une forme d'« égalitarisme de petits propriétaires ». Enfin, une technique de prise de pouvoir est amenée, fût-ce au niveau théorique, par Gracchus Babeuf lors de la « conjuration des Égaux » en 1796 : Babeuf confie la direction de l'insurrection à un état-major secret, soit à une minorité révolutionnaire, sa conception annonçant celles de Blanqui et de Lénine. Les conceptions égalitaristes de Babeuf annoncent également, de manière directe, l'idéologie communiste.

### Avant 1848
Durant les premières décennies du XIXe siècle, la révolution industrielle bouleverse l'Europe occidentale, modifiant paysages, modes de vie et cultures. La transformation progressive des économies et des sociétés entraîne le développement en milieu urbain d'une classe ouvrière, vivant dans des conditions souvent difficiles. L'école de pensée socialiste se développe en réponse à cette situation, d'abord par la recherche de nouveaux modes d'organisation sociale destinés à résoudre les problèmes de l'époque. Le mouvement socialiste naît durant la première moitié du siècle. Dans les années 1820 et 1830, le mot « socialisme » rentre progressivement dans le vocabulaire politique courant, dans diverses langues. À l'origine, cependant, le mouvement socialiste est distinct du mouvement ouvrier : si une doctrine socialiste, ou plutôt un ensemble de doctrines, émerge par le biais d'une multitude d'écrits d'auteurs se reconnaissant comme socialistes, le mouvement ouvrier lui-même ne peut être qualifié de socialiste que dans la mesure où il reprend à son compte les objectifs, ou certains objectifs, des doctrines socialistes. Il existe par ailleurs des mouvements ouvriers sans finalité socialiste, comme des mouvements socialistes sans ouvriers. Ce n'est que dans la deuxième moitié du siècle que le courant de pensée socialiste se constitue progressivement en partis politiques et en mouvements internationaux. Cette première époque du socialisme correspond à ce qui est par la suite désigné par les marxistes du nom de socialisme utopique, par opposition au socialisme scientifique qu'eux-mêmes estiment représenter. Certains socialistes préfèrent par ailleurs se désigner comme « communistes », le terme désignant une opposition à la propriété privée. La plupart du temps, les socialistes accompagnent les mouvements démocratiques qui réclament l'instauration du suffrage universel, comme le chartisme au Royaume-Uni ou les républicains en France sous la Restauration et la monarchie de Juillet.
Trois pays européens jouent un rôle fondamental dans l'apparition de la mouvance socialiste : la France contribue à l'émergence du socialisme par le biais de sa tradition révolutionnaire ; le Royaume-Uni, par la puissance de son mouvement industriel, aux profondes conséquences sociales, contribue à la naissance du mouvement ouvrier en tant que force organisée ; l'Allemagne, qui n'est pas encore à l'époque un État unifié, apporte au mouvement un cadre philosophique, grâce aux travaux de nombreux penseurs de langue germanique.

#### Le socialisme au Royaume-Uni

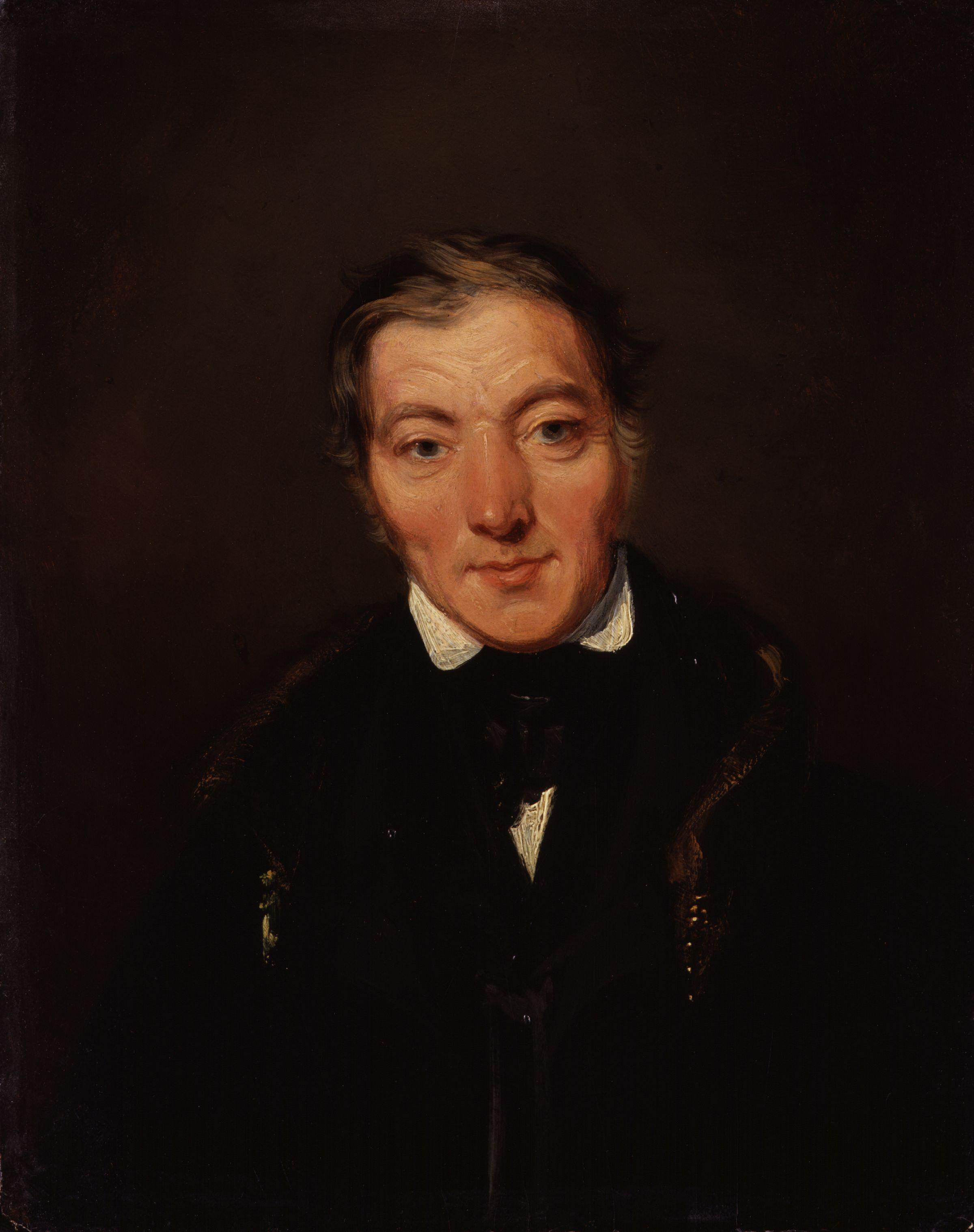
Robert Owen.

Les idées socialistes se développent au Royaume-Uni alors que le pays connaît, en avance sur le reste de l'Europe, une forte industrialisation ainsi que le développement d'un capitalisme très dynamique : l'idéologie accompagne les transformations de l'économie britannique au lieu de les précéder. Robert Owen, chef d'entreprise aux idées humanistes et théoricien politique, fait partie des auteurs qui réfléchissent sur les bouleversements des rapports de production et des relations de travail. Le socialisme ambitionne de proposer, face aux aspects « inhumains » du capitalisme, un idéal de liberté et de communauté harmonieuse : les théoriciens socialistes qui se font connaître à l'époque au Royaume-Uni ne sont pas des intellectuels mais, dans leur majorité, des membres de la classe dirigeante, qui souhaitent améliorer le sort du peuple et se réclament souvent d'exemples issus du passé national, comme les niveleurs. Les œuvres d'auteurs britanniques de la fin du XVIIIe siècle, comme William Godwin, William Ogilvie (en) ou Thomas Paine, ainsi que les idées du jacobinisme, contribuent à nourrir le courant. En 1812, Thomas Spence fonde avec quelques-uns de ses partisans une société philanthropique qui apparaît comme la première, et modeste, organisation « socialiste » britannique. Les disciples de Spence, qui meurt en 1814, se situent dans la lignée du jacobinisme, à mi-chemin entre l'action légale et les rêves de soulèvement.

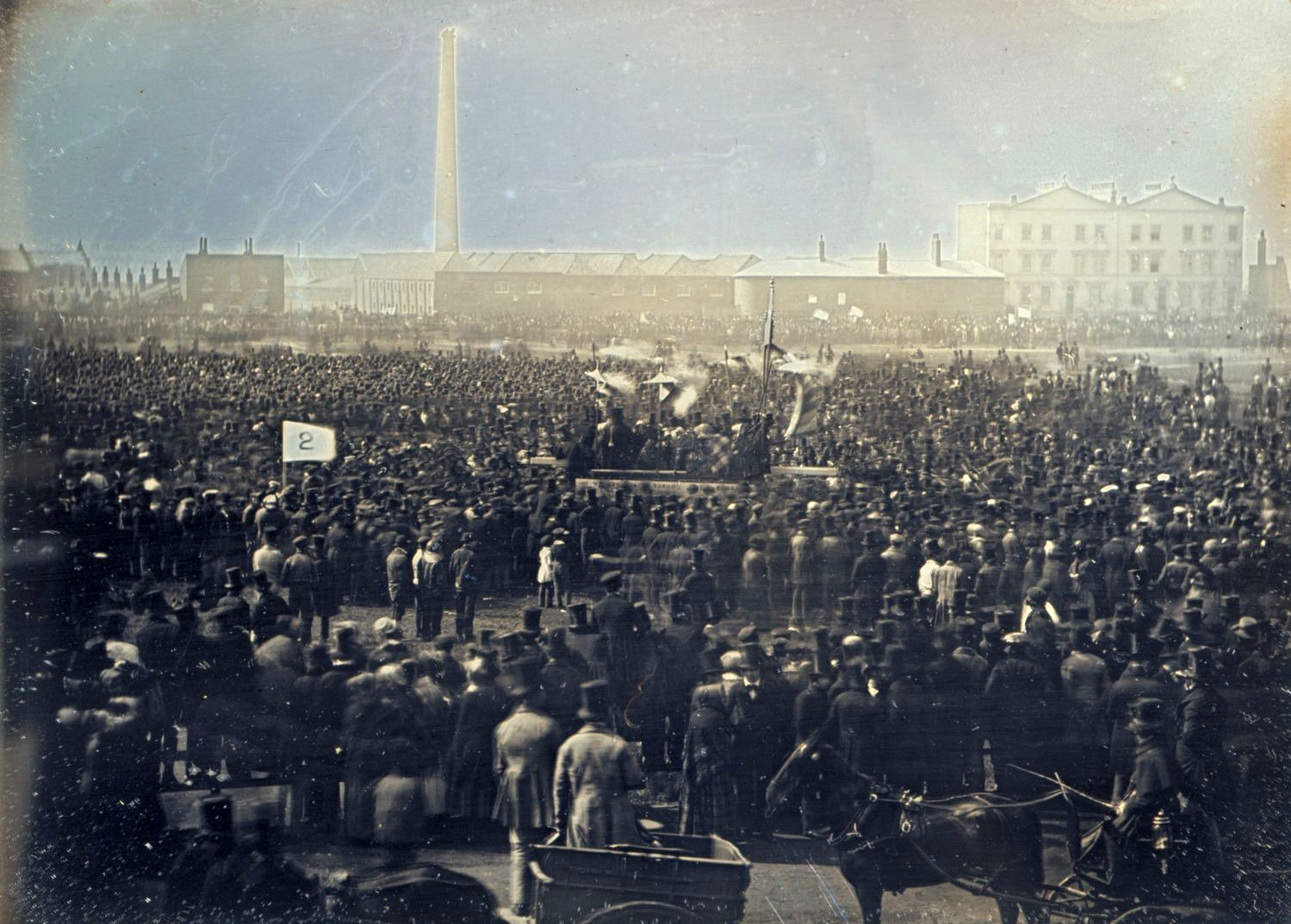
Meeting du mouvement chartiste en 1848.

Avec Robert Owen, le socialisme britannique gagne en notoriété et en influence : ce sont d'ailleurs des disciples d'Owen qui, en 1822, introduisent le mot socialism dans la langue anglaise. Auteur très prolifique, bénéficiant de son vivant d'une renommée sans commune mesure avec celle des autres théoriciens socialistes de l'époque, Owen préconise, pour résoudre les problèmes nés de l'individualisme capitaliste, une nouvelle organisation de la société via la constitution de communautés - des « villages de coopération » de 500 à 2 000 personnes, formés de groupes égalitaires d'ouvriers et de cultivateurs organisant leur auto-suffisance sur le modèle coopératif. Dans les années 1820, Owen, dont la démarche et le langage se font volontiers messianistes, fonde plusieurs communautés de ce type, dont la plus célèbre est celle de New Harmony, aux États-Unis. L'échec de ces projets n'empêche pas leur inspirateur de bénéficier d'une grande renommée : entre les années 1820 et 1840, l'« owénisme » compte de nombreux disciples, tant chez les intellectuels que chez les ouvriers. Différents philosophes et économistes britanniques, comme John N. Gray, William Thompson ou Thomas Hodgskin, se livrent à la même époque à une critique de l'économie capitaliste.
Le Royaume-Uni se distingue également, dans le contexte de son industrialisation avancée, par le développement d'un mouvement ouvrier, qui dès la fin du XVIIIe siècle constitue une ébauche du syndicalisme. À partir de 1829, le syndicalisme se développe rapidement en Grande-Bretagne, à la faveur d'une pointe de prospérité. À la même époque, le mouvement ouvrier britannique rencontre le socialisme avec l'adoption de l'idéologie oweniste, qui se traduit notamment par la constitution d'entreprises coopératives selon les principes d'Owen. Robert Owen lui-même joue un rôle important dans l'éclosion d'un syndicalisme de masse au Royaume-Uni. Le chartisme, entre 1836 et 1848, rencontre un très fort écho parmi les travailleurs britanniques, en mêlant au cours de son histoire réformisme et tentations radicales.
C'est également au Royaume-Uni que se développe un courant de pensée libéral qui aspire à concilier le libéralisme avec les idées socialistes : John Stuart Mill, intéressé dans les années 1830 par le saint-simonisme, s'éloigne du libéralisme économique classique pour prôner une société dans laquelle le progrès économique ne serait pas une fin en soi et qui viserait la justice sociale via une équitable répartition des richesses et du travail, ainsi qu'une organisation autogestionnaire des travailleurs qui prendraient eux-mêmes en charge leur destin dans des coopératives. Les idées de Mill trouvent ensuite une continuation dans le courant dit du social-libéralisme, qui reprend le concept de socialisme libéral et constitue la première école de pensée libérale à s'ouvrir aux idées socialistes.

#### Le socialisme en France

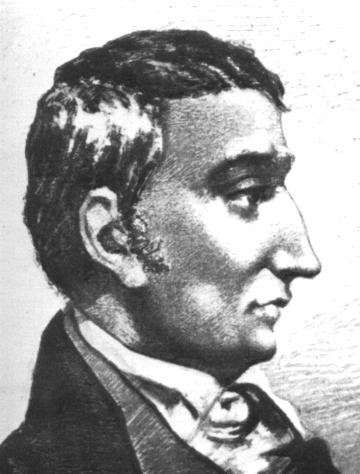
Saint-Simon.

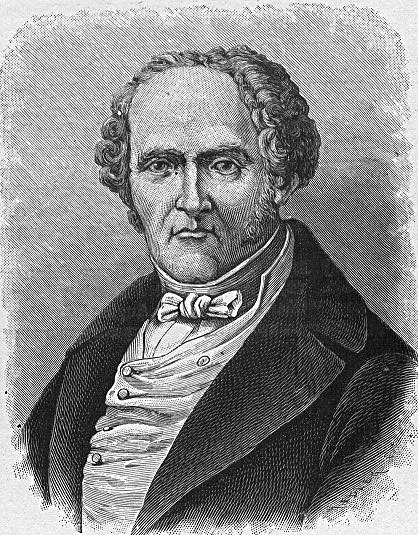
Charles Fourier.

En France, l'industrialisation s'effectue plus lentement qu'au Royaume-Uni. Le nombre des ouvriers s'accroît, mais la classe ouvrière française n'a rien d'homogène. Faute de réel mouvement ouvrier organisé, la France est avant tout, sous la Restauration, un lieu d'« incubation idéologique » : de nombreux intellectuels se livrent à une critique du libéralisme économique par le biais de pensées « utopiques » très variées.
Le comte Claude Henri de Saint-Simon développe dans les années 1820 une doctrine matérialiste prônant d'atteindre l'âge d'or par le progrès économique, lequel serait assuré par un gouvernement de la bourgeoisie qui aurait pour but l'amélioration du sort de la classe la plus pauvre. Le socialisme prôné par Saint-Simon est un socialisme élitiste, où le savoir est détenu par une élite sociale à laquelle les autres sociétaires ne sauraient prétendre, même si l'ignorance de ces derniers est destinée à reculer avec le temps. Après la mort de Saint-Simon en 1825, sa doctrine, baptisée saint-simonisme, est perpétuée par ses disciples, dont certains évoluent vers une logique sectaire. Parmi les personnalités les plus marquantes issues du saint-simonisme, on note Saint-Amand Bazard, Barthélemy Prosper Enfantin et Olinde Rodrigues : les saint-simoniens réfléchissent notamment au problème des crises économiques, causées selon eux par l'appropriation privée des capitaux, qui engendre non seulement l'« exploitation de l'homme par l'homme », mais aussi l'« anarchie économique ». C'est également un saint-simonien, Pierre Leroux, qui réintroduit en 1831 le mot socialisme dans la langue française, cette fois dans son sens moderne ; Leroux s'en attribue d'ailleurs la paternité. En mars 1834, il emploie le néologisme dans un texte intitulé De l'individualisme et du socialisme, publié dans la Revue encyclopédique. Pierre Leroux, dont la pensée est d'inspiration avant tout religieuse, définit le mot comme un « néologisme nécessaire », forgé par opposition au concept d'individualisme. Pour lui, le socialisme, directement rattaché à la Révolution française, est « la doctrine qui ne sacrifiera aucun des termes de la formule Liberté, Égalité, Fraternité »,.
Charles Fourier se livre pour sa part à une critique virulente de la « civilisation », qu'il qualifie d'« anarchie industrielle » : à ses yeux, le morcellement de la propriété et le « parasitisme commercial » mènent au désordre et à une société qui ne peut être maintenue que par la force. Fourier préconise le passage au stade de l'« industrie sociétaire, véridique et attrayante », par l'association des producteurs et la réorganisation de la société selon un principe communautaire. Dans le projet de Fourier, les hommes formeront, au sein de Phalanstères, des communautés sans distinction de race et de sexe, où le travail sera réparti selon une logique d'harmonie et de plaisir. L'œuvre de Fourier, très personnelle voire singulière, diffère sur plusieurs points des autres écoles de pensée socialistes. En effet, Fourier ne préconise pas l'égalité totale au sein des Phalanstères où subsisterait une forme de hiérarchie, et ne formule pas d'idée très claire sur la notion de propriété ; s'il déplore la misère des ouvriers, il ne raisonne pas en termes d'antagonisme des classes sociales, dont il préconise au contraire la solidarité. Parmi ses contributions à l'école de pensée socialiste, on note des réflexions sur l'égalité des sexes, la nécessité de vaincre l'antagonisme entre les villes et les campagnes, et celui entre travail manuel et travail intellectuel. Hostile à la Révolution française, Fourier condamne toute forme de violence et conçoit le politique comme déconnecté de la réalité sociale. Il se distingue également par ses conceptions en matière d'érotisme, et prône à cet égard au sein des Phalanstères l'assouvissement de tous les désirs, y compris les plus originaux. Si la pensée de Fourier a moins d'influence que celle de Saint-Simon, elle donne lieu, entre 1832 et 1848, à diverses tentatives de vie communautaire, plusieurs étant menées par son disciple Victor Considerant.

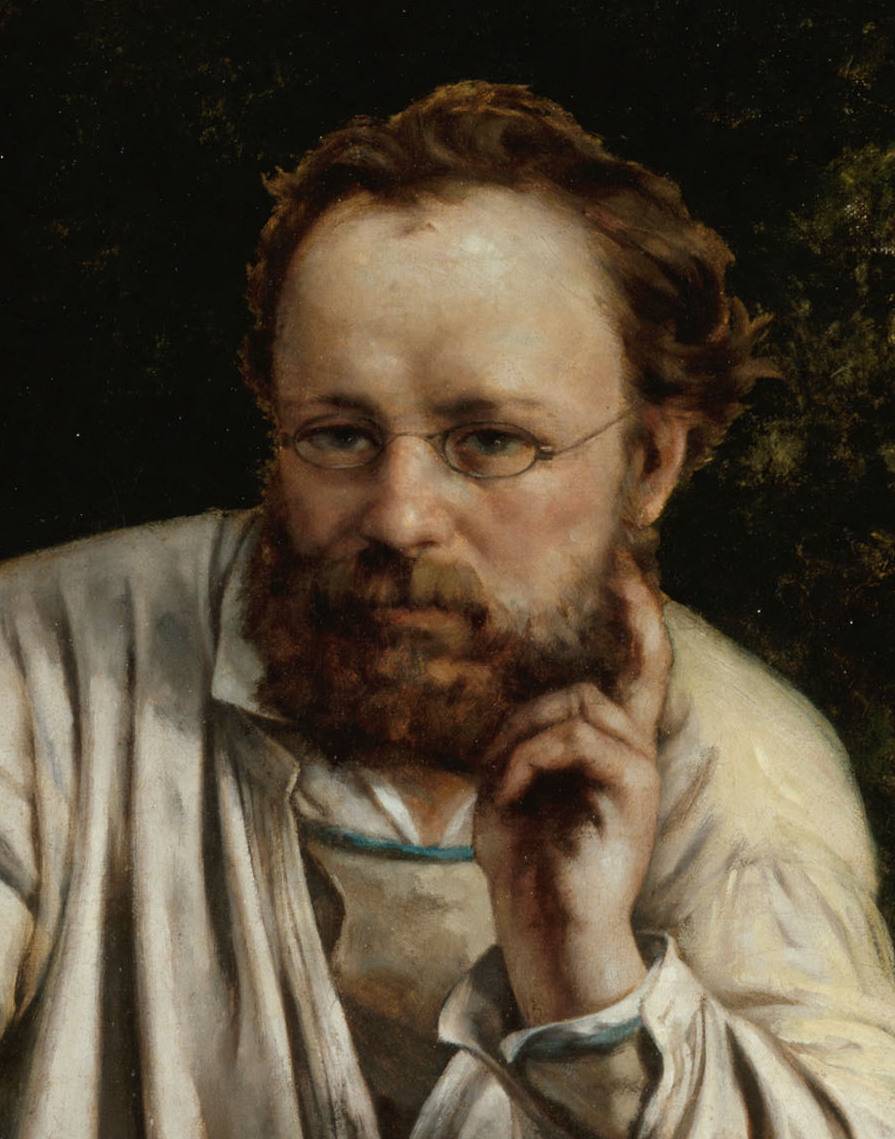
Le théoricien anarchiste Pierre-Joseph Proudhon (détail du portrait par Gustave Courbet), l'un des pères du socialisme libertaire.

Entre 1830 et 1848, la prise de conscience de la dureté de la condition ouvrière entraîne un foisonnement de doctrines socialistes. Celles-ci sont imprégnées aussi bien des traditions républicaines et démocratiques que des idéaux de charité, religieuse ou non. Le socialisme français accompagne le courant républicaniste, mais ne se confond pas avec lui et s'inscrit au contraire dans une tendance plus globale d'aspiration à des réformes sociales, au droit au travail et au suffrage universel. Étienne Cabet, essayiste chrétien, apparaît comme le chef de la principale école de pensée « communiste » en France, la communauté des biens matériels étant à ses yeux la seule application possible de l'enseignement de Jésus-Christ : dans son livre Voyage en Icarie, il décrit, dans la lignée de More et de Campanella, une société idéale, fondée sur l'égalité et l'absence de propriété privée. À la fin des années 1840, Cabet et ses disciples passent de la théorie à la pratique en se lançant, aux États-Unis, dans l'aventure de diverses communautés « icariennes ». D'autres théoriciens comme Richard Lahautière, Théodore Dézamy, Jean-Jacques Pillot ou Albert Laponneraye, qui se distinguent du communisme chrétien de Cabet par une filiation plus marquée envers les traditions révolutionnaires et la pensée de Babeuf, prônent également la communauté des biens matériels. Lahautière anime en 1840 à Belleville un « banquet communiste » qui contribue à populariser le terme en France. Les héritages intellectuels de Saint-Simon et de Fourier influencent la plupart des théoriciens socialistes français, dont Victor Considerant, qui s'emploie à synthétiser la doctrine de Fourier, Pierre Leroux qui, influencé tout à la fois par Saint-Simon et Fourier, développe une critique sociale mêlée d'utopisme et de mysticisme, ou l'économiste Constantin Pecqueur, dissident du saint-simonisme dont la pensée s'imprègne par la suite de proudhonisme et de christianisme. Lamennais associe des idées socialistes à un paternalisme évangélique et à la vision messianique d'une société régénérée. Philippe Buchez, autre représentant du courant du socialisme chrétien, envisage de résoudre le problème de la misère des travailleurs par l'association ouvrière : fondateur avec Bazard de la charbonnerie française, il entend faire une synthèse entre le socialisme, le christianisme et la Révolution française, qu'il considère comme découlant directement des principes chrétiens. Louis Blanc, journaliste et écrivain très actif, s'inspire des pensées socialistes qui l'ont précédé pour envisager des solutions à la misère ouvrière. Dans son livre Organisation du travail (1839), il prône une réorganisation du monde du travail au sein d'« ateliers sociaux » annonçant les principes de l'autogestion, ainsi que l'évolution progressive de la société vers l'égalitarisme : dans sa conception, les aspirations sociales ne peuvent être satisfaites que par le biais d'une intervention rationnelle de l'État, qui seule garantirait le passage à une société plus fraternelle,. Le socialisme de Buchez ou de Blanc s'inscrit en partie dans la lignée de Saint-Simon en ce que ces auteurs admettent la révolution industrielle, mais à condition qu'elle s'opère sous le contrôle de l'État et au service du peuple.
Saint-simonien dans sa jeunesse, Auguste Blanqui apparaît pour sa part comme un « héritier spirituel » de Babeuf, non seulement pour sa vision de la société mais également pour sa conception du coup d'État révolutionnaire. Son programme est explicite et prévoit l'application d'une dictature du prolétariat, où le peuple serait armé au sein d'une milice nationale. Blanqui - qui donne son nom au courant politique du blanquisme - envisage une société où règnerait une stricte égalité des conditions, par l'abolition de l'héritage, et où les biens seraient répartis en fonction des besoins de chacun. Une fois la révolution réalisée, il s'agirait ensuite de réaliser progressivement une société communiste en luttant contre l'« ignorance » et contre les religions. Le « socialisme insurrectionnel » de Blanqui est avant tout une affaire d'avant-garde révolutionnaire et de sociétés secrètes. Participant à divers mouvements, Blanqui fonde en 1837 avec Armand Barbès et Martin Bernard la Société des saisons, qui tente en mai 1839 une insurrection à Paris. Le soulèvement échoue et ses meneurs sont arrêtés : Blanqui paie son militantisme de multiples emprisonnements et de longues années de prison, qui lui valent le surnom de « l'enfermé ».
Pierre-Joseph Proudhon, essayiste prolifique, s'impose progressivement comme l'une des personnalités les plus marquantes du socialisme français de l'époque. Anarchiste, partisan de la réalisation d'un « socialisme par le bas », Proudhon apparaît comme l'un des principaux tenants du « socialisme libertaire ». Dans son ouvrage Qu'est-ce que la propriété ?, il contribue à populariser l'adage « la propriété, c'est le vol » : pour lui comme pour d'autres, la propriété est le fondement de l'injustice sociale. Proudhon n'en accepte pas pour autant la propriété étatique et s'oppose à toute forme de collectivisme centralisé. S'il construit de manière déductive un discours critique, Proudhon n'avance cependant pas, avant 1848, de solutions positives. Hostile à la plupart des autres écoles socialistes, il s'oppose notamment au « socialisme gouvernemental » de Louis Blanc et se distingue des fouriéristes et des saint-simoniens par son refus virulent de l'endoctrinement et de l'autorité.
La diffusion de ces théories va bien au-delà des cercles restreints d'idéologues et d'utopistes. Des circuits alternatifs permettent de toucher certaines franges des classes populaires. Étienne Cabet parvient ainsi à publier secrètement ses brochures avec l'appoint d'ouvriers typographes lyonnais. Ceux-ci ne jouent d'ailleurs pas un rôle passif : en septembre 1842 ils refusent de publier un de ses textes, jugé trop critique envers Théodore Dézamy. Parallèlement, des bibliothèques officieuses se constituent spontanément dans plusieurs villes industrielles, en dépit de la répression gouvernementale. Elles constituent à la fois des lieux de lecture et de réunion où des idéologues viennent exposer leurs vues auprès d'un public issu de la classe moyenne et de la classe ouvrière. Certains ouvriers emportent et lisent des brochures sur leur lieu de travail. Cette lecture est loin d'être révérencieuse ; elle donne lieu à une appréciation critique qui contribue à l'enrichissement des échanges théoriques.

#### Le socialisme en Allemagne

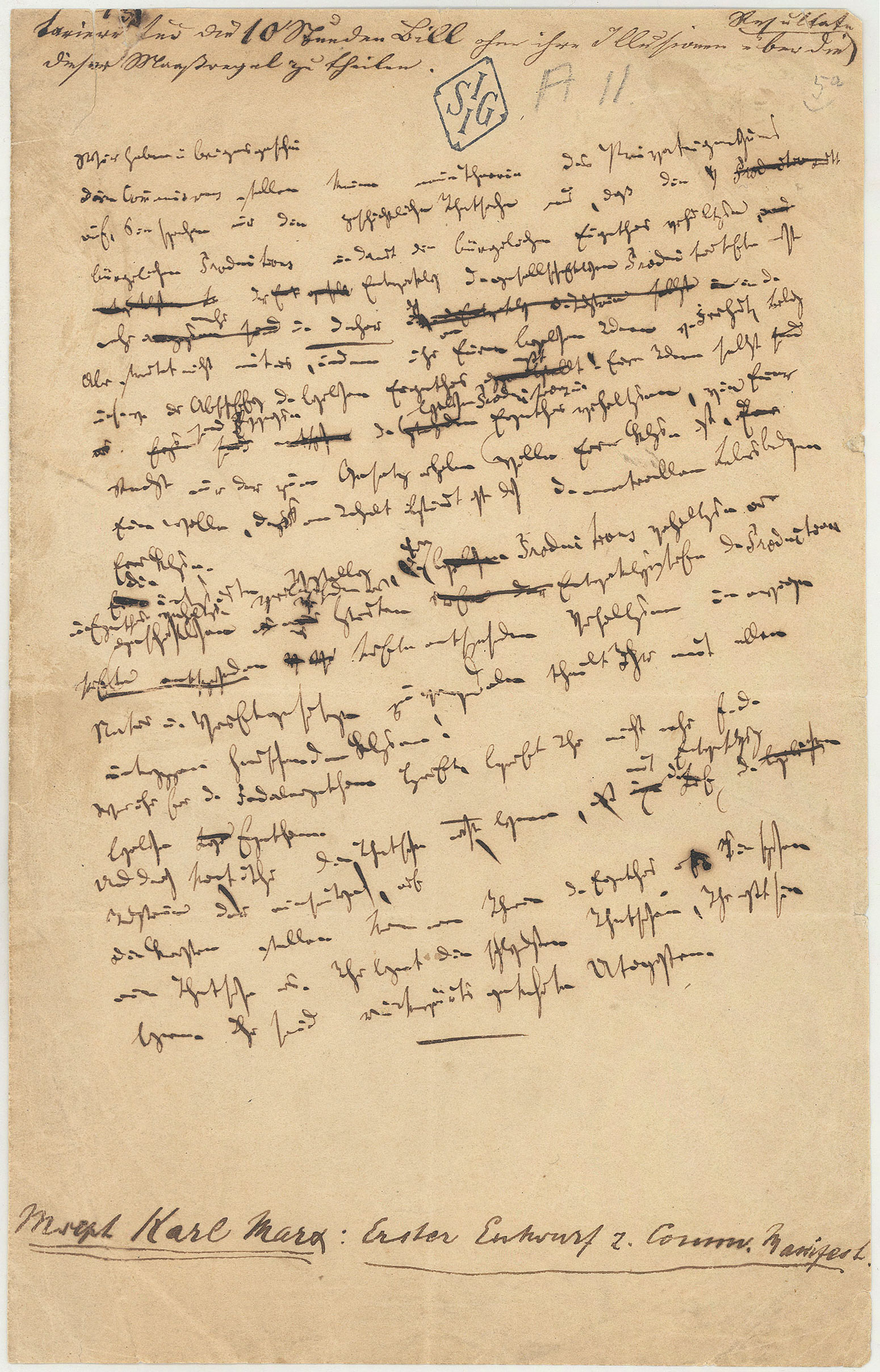
Le manuscrit original du Manifeste du Parti communiste.

Au début du XIXe siècle, dans les États de langue allemande membres de la Confédération germanique — durant la période dite du vormärz — la classe ouvrière est principalement employée dans l'artisanat et non dans l'industrie. Si la pensée utopique s'est diffusée en Allemagne comme dans le reste de l'Europe, la mouvance socialiste se développe par la suite essentiellement dans les milieux intellectuels, par le biais de contacts avec l'étranger. Les thèmes de la lutte des classes et de l'amélioration du sort des ouvriers se retrouvent dans les œuvres des écrivains exilés Ludwig Börne et Heinrich Heine - ce dernier étant influencé par le saint-simonisme - qui contribuent indirectement à diffuser en Allemagne les idées associées au socialisme. Les théories de Fourier et de Babeuf trouvent des disciples allemands. Georg Büchner, via ses contacts en France avec la Société des droits de l'homme, s'initie à l'idéologie babouviste. Franz Xaver von Baader, philosophe mystique, contribue à sensibiliser l'opinion catholique au sort des prolétaires. Lorenz von Stein publie en 1842 l'ouvrage Le Socialisme et le communisme dans la France contemporaine, qui permet au lectorat de langue allemande de se familiariser en profondeur avec les idées françaises.
Les premiers embryons de groupes socialistes allemands se constituent dans le milieu des associations de compagnons vivant à l'étranger, dont certains ont été influencés par le mouvement Jeune-Allemagne, d'inspiration mazzinienne. Des exilés politiques, en contact étroit avec les écoles de pensée françaises, fondent en 1834 une société secrète inspirée du carbonarisme, la Ligue des bannis. En 1836, ce groupe laisse la place à une nouvelle organisation clandestine, la Ligue des justes, dont Wilhelm Weitling est le principal idéologue. Ne comptant que quelques centaines de membres, la Ligue a néanmoins des ramifications dans plusieurs pays. Le socialisme de la Ligue est empreint de nombreux éléments chrétiens qui révèlent son caractère transitoire : en 1841, Weitling interprète ainsi la communion comme l'acte communiste par excellence, le partage du repas étant conçu comme la métaphore du partage des biens. Ce socialisme christianisant est rapidement dépassé par des idéologies plus radicales. Dès 1842, Engels souligne le caractère paradoxal de ce communisme qui, pour se légitimer, se croit obligé de se référer à la Bible. L'un des membres de la Ligue, Karl Schapper, réorganise la section londonienne du mouvement et anime la Société communiste de formation ouvrière (Kommunisticher Arbeiterbildungsverein), qui constitue une foyer actif de militantisme socialiste. Il finit par condamner la direction de Weitling : « Nous sommes comme des soldats parqués dans des baraques. Dans le système de Weitling, il n'y a pas de liberté ». Tout au long des années 1840, la Ligue se sécularise et incorpore des catégories et des concepts nouveaux élaborés par des milieux intellectuels athées : au milieu de la décennie, la tendance « weitlingiste » tend à décliner, alors que le débat dominant parmi les émigrés politiques allemands devient principalement celui entre croyants et athées.
La pensée socialiste allemande présente pour spécificité de découler pour partie d'un débat philosophique. À la fin des années 1830, un désaccord profond émerge entre les disciples de Hegel. L'enjeu est initialement théologique : menant jusqu'à leur terme les présupposés de la Phénoménologie de l'esprit, les Jeunes hégéliens remettent en cause la notion chrétienne de personne. Pour David Strauss et Ludwig Feuerbach, le soi n'a pas véritablement d'existence en tant que tel : ce n'est qu'une construction sociale. Cette posture philosophique possède d'emblée une connotation politique. En tant que déterminant, la société ne saurait rester figée. À l'instar de la conscience humaine, elle est appelée à évoluer, à se réformer jusqu'à parvenir à un degré d'organisation toujours plus juste, démocratique et rationnel. Contrairement à ce que pensent les hégéliens de droite, la société prussienne ne représente pas la fin de l'histoire. Elle ne constitue que l'étape d'un processus de libéralisation toujours en cours.
À partir des années 1840, cette gauche hégélienne se radicalise : la promotion d'une libéralisation graduelle ne parvient pas à s'imposer face à un État prussien rétif à tout changement. Moses Hess, futur théoricien du sionisme, soucieux de transformer la philosophie de Hegel en philosophie de l'action, développe une pensée socialiste préconisant l'instauration d'une société sans propriété privée, qui serait une « nouvelle Jérusalem ». La tendance de Hess — que Marx surnomme par la suite, de manière ironique, le « socialisme vrai » — se répand en Allemagne vers 1844, en particulier dans les provinces occidentales, témoignant de l'intérêt des milieux intellectuels pour les questions sociales. Mais la littérature issue de ce courant est trop abstraite et inactuelle pour avoir une influence politique directe. En 1843, Karl Marx décide d'opérer une liaison entre l'hégélianisme de gauche et son propre engagement socialiste.
En février 1847, Karl Marx et Friedrich Engels adhèrent à la Ligue des justes. On assiste de fait à la réunion des deux principales sources de la pensée socialiste allemande : celle, intellectuelle, des hégéliens de gauche et celle, institutionnelle, des associations de compagnonnage. En conséquence, la Ligue des justes change d'appellation et devient la Ligue des communistes. La première devise de la Ligue, « Tous les hommes sont frères », est remplacée par « Prolétaires de tous les pays, unissez-vous ! ». Marx et Engels parviennent à imposer leurs conceptions révolutionnaires face aux doctrines utopistes : ils sont chargés d'écrire la profession de foi de l'organisation, le Manifeste du Parti communiste, après qu'un premier projet de Hess a été refusé. Ayant réfuté le « socialisme réactionnaire », le socialisme « bourgeois » de Proudhon, comme le « socialisme vrai » de Hess, Marx et Engels exposent leur conception de la lutte des classes, les communistes devant constituer l'« avant-garde » des partis ouvriers et soutenir le prolétariat dans sa lutte contre la classe dominante, qu'il s'agisse, selon les pays, de la bourgeoisie ou de la noblesse. La classe ouvrière à laquelle Marx s'adresse n'est cependant encore qu'en gestation en Allemagne et la Ligue des communistes, si elle dispose de sections dans divers pays, ne compte que peu de membres (environ 500). Le Manifeste du Parti communiste, s'il est promis à une longue postérité, n'a pas d'influence immédiate au moment de sa parution.

### Le socialisme et les révolutions de 1848

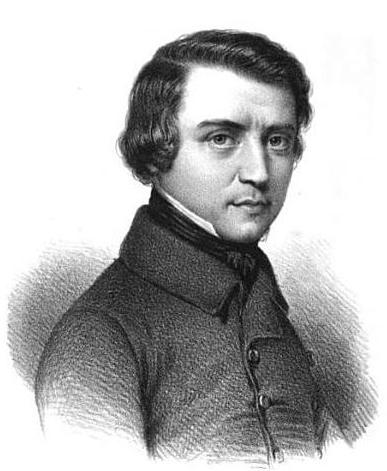
Louis Blanc.

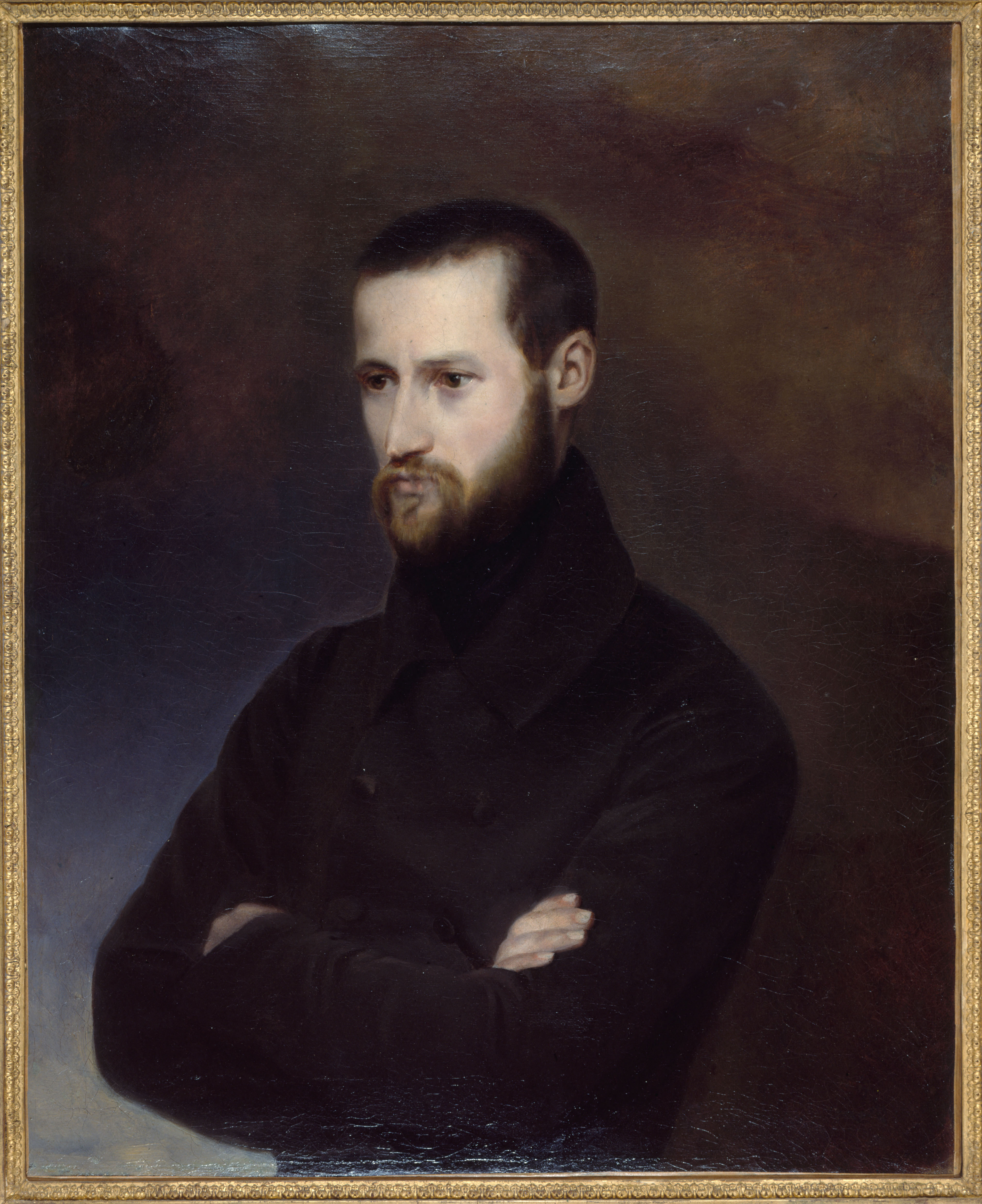
Auguste Blanqui.

L'ensemble des situations révolutionnaires que connaît le continent européen en 1848-1849 donne aux mouvements socialistes l'occasion de participer à un bouleversement politique et de se faire connaître du plus grand nombre. En France et en Allemagne notamment, le socialisme apparaît alors comme un « nouveau venu » sur la scène politique. Il cesse de représenter l'aile gauche du mouvement libéral et démocratique pour s'imposer comme une idéologie autonome, disposant de ses valeurs politiques propres. À cette époque, le terme social-démocrate apparaît pour désigner ceux qui ajoutent, à la revendication de la démocratie politique - soit l'instauration du suffrage universel - la revendication « sociale », soit l'amélioration de la condition ouvrière.

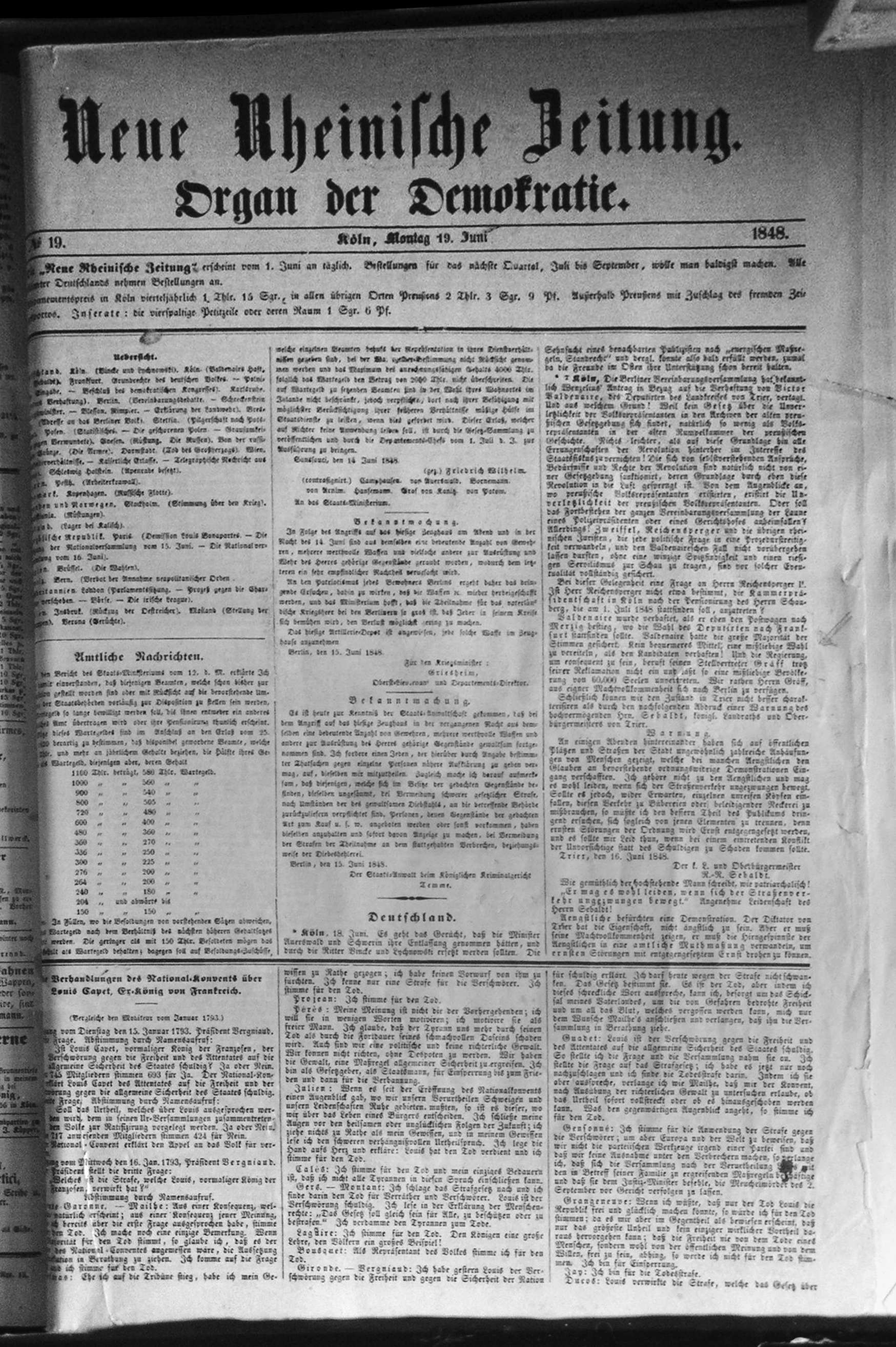
La Nouvelle Gazette Rhénane de Karl Marx.

Au moment de la révolution de février 1848 en France, les autorités de la nouvelle République française tout juste proclamée répondent à une pétition ouvrière demandant le droit au travail en créant la Commission du gouvernement pour les Travailleurs, dite Commission du Luxembourg, chargée de prendre des mesures pour améliorer la condition ouvrière : Louis Blanc en est le président et l'ouvrier Alexandre Martin, dit « Albert », le vice-président. La Commission comprend des représentants des ouvriers et du patronat et tente, avec plus ou moins de succès, d'arbitrer les conflits entre patrons et ouvriers. Le 27 février, le chantier des ateliers nationaux — inspiré du projet d'« ateliers sociaux » de Louis Blanc — est lancé afin de fournir du travail aux ouvriers. Un projet de loi reprenant les idées exprimées par Blanc dans Organisation du travail, est rédigé pour réglementer l'économie du pays en fonction des aspirations socialistes du moment. Les doctrines socialistes se répandent en France par l'intermédiaire des clubs politiques - où s'expriment les théoriciens comme Blanqui, Dézamy, Toussenel, Barbès, Raspail ou Cabet - et des journaux - Raspail, Lamennais et Proudhon dirigent chacun leur propre publication. L'élection de l'Assemblée constituante, en avril, marque un premier recul des socialistes : Philippe Buchez en prend la présidence et Louis Blanc est élu député, mais la « liste du Luxembourg » est écrasée à Paris et les socialistes obtiennent nettement moins de députés que les républicains modérés et les orléanistes, et autant que les légitimistes. Louis Blanc et Albert abandonnent la Commission du Luxembourg et la Commission exécutive repousse le projet de Blanc de créer un ministère du Progrès et du Travail. Lors des élections partielles de juin, Pierre Leroux et Pierre-Joseph Proudhon deviennent députés. Le socialisme français, qui se distingue encore mal du démocratisme radical, recule encore après le désastre des ateliers nationaux : maladroitement conçus d'après une traduction grossière des idées de Louis Blanc, les ateliers sont un échec, l'aggravation du chômage provoquant en leur sein un afflux des ouvriers désœuvrés. La fermeture des ateliers entraîne une insurrection, connue sous le nom des journées de Juin : les violences, tout en discréditant les théories de Louis Blanc, brisent les liens qui s'étaient noués entre l'idée républicaine et le socialisme. En juillet, le projet de réforme financière et sociale de Proudhon n'obtient que deux voix à l'assemblée. Lors de l'élection présidentielle de décembre 1848, le « démocrate-socialiste » Ledru-Rollin et le socialiste Raspail sont largement devancés par Bonaparte et Cavaignac, Raspail n'obtenant pour sa part que 0,51 % des suffrages. Le socialisme français, dont l'idéologie se brouille de plus en plus, est mis en nette minorité par le Parti de l'Ordre lors des élections législatives de 1849. Le coup d'État de 1851 réalisé par Louis-Napoléon Bonaparte réduit ensuite au silence l'essentiel de la génération des socialistes français de 1848. La plupart, comme Lamennais, Leroux, Blanc, Buchez, Cabet, Considerant ou Pecqueur, cessent toute activité politique ; certains choisissent l'exil. Blanqui - malgré son emprisonnement puis son exil sous le Second Empire - et Proudhon continuent au contraire à écrire et parviennent à maintenir, voire à consolider leur influence.
En Allemagne, la révolution de mars 1848 est accompagnée de violentes grèves, qui marquent le début d'un mouvement ouvrier organisé. L'écrivain Stephan Born, militant de la Ligue des communistes, contribue à la coordination des associations ouvrières et parvient à éviter leur basculement dans l'anarchie. Il amène à la naissance d'un « Comité central des travailleurs » berlinois puis, en septembre de la Arbeiterverbrüderung (« Fraternité ouvrière ») qui devient rapidement l'organisation ouvrière la plus importante d'Europe continentale. Marx, qui se trouve alors en France, envisage à long terme l'engagement du monde ouvrier dans la lutte révolutionnaire contre la bourgeoisie, et entend y préparer le prolétariat. Se rendant à Mayence, il publie les « Dix-sept revendications du Parti communiste », tentative d'adapter les principes du Manifeste à la réalité du moment. Trouvant le mouvement ouvrier peu consistant politiquement, il décide ensuite de la mise en sommeil de la Ligue des communistes : établi à Cologne, il prend le parti de privilégier l'action par voie de presse pour rassembler les forces progressistes et crée dans ce but la Nouvelle Gazette Rhénane. Dans ce journal, Marx développe un programme de révolution européenne et met ses espoirs dans une guerre avec la Russie pour délivrer les nations sujettes. Il tente également de faire de l'association ouvrière de Cologne le fer de lance du mouvement révolutionnaire ; sa pensée se diffuse en dehors de la province rhénane et plusieurs associations de travailleurs adoptent l'idéologie du Manifeste. Des journalistes diffusent, de manière plus ou moins précise, l'idéologie de la Ligue. Marx est finalement frappé par un arrêté d'expulsion le 19 mai 1849 et son journal doit cesser de paraître. La défaite des mouvements révolutionnaires en Allemagne au printemps 1849 entraîne l'exil des démocrates, parmi lesquels les socialistes allemands : Engels, après avoir participé au soulèvement dans la Bade et le Palatinat, parvient à fuir en Suisse. Marx, réfugié à Londres, croit d'abord à une nouvelle flambée révolutionnaire provoquée par une crise économique, puis se résout en 1850, sur la base de ses propres études, à ne plus espérer à court terme de crise majeure ni de victoire du socialisme. La Ligue des communistes se reconstitue avec difficulté en Allemagne et continue de toucher des milieux intellectuels par la diffusion de pamphlets clandestins, mais elle se dissout à la fin 1852 après l'arrestation de plusieurs de ses membres. Marx, toujours en exil, met un terme à ses activités révolutionnaires pour se consacrer à ses travaux d'économie politique. En Allemagne, les idées de 1848 continuent d'être diffusée au sein des associations de travailleurs : en 1854, le Bundestag de la Confédération germanique finit par intimer aux gouvernements de tous les États allemands de dissoudre les organisations ouvrières. Les idées socialistes, bien que réduites à la clandestinité, continuent néanmoins d'être diffusées au sein des milieux ouvriers allemands.

### Diffusion des idées et naissance des partis politiques

#### Recomposition du courant après 1848
Le déclin, puis l'échec, des mouvements révolutionnaires de 1848 aboutissent à un rapprochement entre l'opposition démocratique modérée et les institutions monarchiques et autocratiques. Certains démocrates s'effraient en effet de la radicalisation des associations ouvrières ; inversement, les autorités conservatrices constatent que l'exercice d'une répression continue n'a pas empêché la résurgence du spectre révolutionnaire plus d'un demi-siècle après la Révolution française. Ce rapprochement contribue à exclure les socialistes du jeu politique pendant plus d'une décennie : « les associations syndicales et socialistes en viennent à subir dix à quinze années difficiles ». Cette exclusion a d'importantes conséquences à long terme. Définitivement mis à l'écart de la gauche républicaine, les socialismes européens se réorganisent sur des bases autonomes. Ernest Labrousse souligne ainsi qu'après une période 1815-1851 consacrée aux spéculations idéologiques, la période 1851-1870 est marquée par la constitution de structures politiques et sociales élaborées.

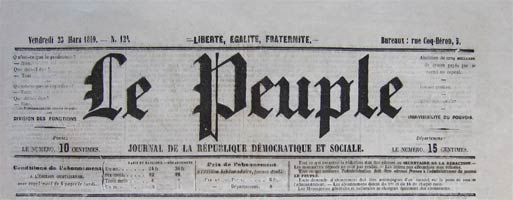
Le journal Le Peuple, publié par Pierre-Joseph Proudhon en 1848 et 1849.

Parmi les socialistes français encore actifs, Blanqui approfondit son socialisme sur le plan doctrinal, mais continue de le concevoir comme la résultante d'une révolution qui serait menée par une minorité décidée. Opposé à cette conception d'un « socialisme étatique », Proudhon développe une pensée complexe, qui lui vaut plus tard d'être présenté par Pierre Kropotkine comme l'un des « pères de l'anarchisme ». Pour le « second » Proudhon d'après 1848, la solution pour rejeter à la fois les gouvernements bourgeois et le communisme étatique se trouve dans ce qu'il appelle l'« anarchie positive », ou mutuellisme, c'est-à-dire non pas une justice redistributive exercée d'en haut, mais une justice « commutative », fondée sur des rapports contractuels entre chacun et tous. Le mutuellisme apparaît alors comme une revanche de la société sur l'État. Proudhon se veut révolutionnaire, mais hostile au jacobinisme et au terrorisme : il conçoit la révolution comme devant être exercée non pas par une avant-garde révolutionnaire mais « par en bas », soit par la constitution d'un partenariat volontaire entre producteurs et consommateurs, selon le principe de l'échange réciproque de produits. Proudhon préconise la création de compagnies ouvrières, autogérées et associées en fédérations nationales, qui soustrairont les citoyens à l'exploitation ; le fédéralisme politique permettra de concrétiser le mutuellisme économique en réduisant au minimum le rôle de l'État et en permettant au prolétariat, constitué en mouvement à part, d'échapper au contrôle de la bourgeoisie. Si Proudhon considère la propriété comme injuste, il ne prône pas pour autant l'expropriation générale - s'opposant sur ce point aux « communistes » de l'époque - et respecte la « possession individuelle », la propriété devant cependant être subordonnée au nouveau système économique : l'œuvre de Proudhon n'explique cependant pas comment l'hérédité peut se concilier avec l'égalité,,. L'influence de Proudhon est vaste : ses idées nourrissent plus tard les théories anarchistes et socialistes de Bakounine ou de Herzen, le syndicalisme révolutionnaire de Fernand Pelloutier, l'action des bourses du travail, et sont même par la suite récupérées par une partie de l'extrême droite. Le philosophe français François Huet tente pour sa part de promouvoir une forme française de « socialisme libéral » qui concilierait socialisme, libéralisme et christianisme. Le socialisme chrétien de Huet, exposé notamment dans son ouvrage Le Règne social du christianisme (1852), s'oppose tant au socialisme anarchiste individualiste qu'au communisme qui nie l'individualité et prône une société fondée à la fois sur les libertés économiques et sur une solidarité assurée par l'État, qui garantirait l'égalité des chances en abolissant les inégalités de classe via un partage des richesses. Professeur à l'Université de Gand, Huet joue un rôle dans la diffusion du socialisme en Belgique : certains de ses étudiants fondent une société consacrée à sa pensée, qui compte parmi ses membres Émile de Laveleye, futur théoricien important du socialisme belge.

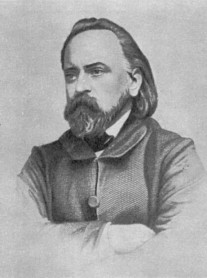
Alexandre Herzen, l'un des pères fondateurs du socialisme russe.

Au Royaume-Uni, le mouvement socialiste chrétien, animé par des personnalités comme Frederick Denison Maurice, John Malcolm Ludlow ou Charles Kingsley, s'oppose à la fois au chartisme, qu'il juge démagogique, et au système capitaliste. Le socialisme chrétien, qui prône une réforme spirituelle et sociale de la société et de l'économie, est principalement actif entre 1848 et 1854 avant d'évoluer principalement vers l'activité de diverses fondations éducatives et coopératives.
Les anciens militants chartistes britanniques se durcissent idéologiquement et se rapprochent plus nettement du socialisme. George Julian Harney répand dans ses articles et son action militante un socialisme inspiré directement de Marx, avec qui il finit cependant par se brouiller, lui reprochant son dogmatisme et son intolérance. Ernest Charles Jones (en), autre militant issu du chartisme, garde plus longtemps la faveur de Marx et s'emploie, sans grand succès, à diffuser l'internationalisme révolutionnaire dans le monde ouvrier britannique. James Bronterre O'Brien (en) prêche pour sa part un socialisme modéré et réformiste, purgé de ses excès révolutionnaires et qui annonce le socialisme constitutionnel de type travailliste. Les thèmes d'un socialisme démocratique acquièrent une audience dans la classe ouvrière britannique grâce notamment à leur diffusion dans le Reynolds Weekly Newspaper, journal à fort tirage publié par George William McArthur Reynolds. Entre 1850 et 1875, un important mouvement syndical se développe par ailleurs au Royaume-Uni, avec un intérêt marqué pour l'internationalisme. Le syndicalisme britannique, qui se fédère à partir de 1868 au sein du Trades Union Congress, se montre cependant peu enclin aux luttes idéologiques et révolutionnaires, évoluant au contraire vers un réformisme partisan de la paix sociale.
En Italie, le socialisme se diffuse progressivement et ne prend réellement corps en tant que force politique organisée qu'à partir de 1872. Mais bien avant cette date, les écoles de pensée socialistes acquièrent de l'influence dans l'Italie du risorgimento, très influencée par la vie intellectuelle française : si Giuseppe Mazzini lui-même n'est pas socialiste, bien que des éléments de sa pensée sociale dérivent en grande partie de Saint-Simon et de Fourier, son action a une grande influence sur le socialisme italien, qui nait parmi les dissidents du mazzinisme. Le révolutionnaire Carlo Pisacane ou le philosophe Giuseppe Ferrari, influencé par Proudhon, comptent à des titres très divers parmi les premières figures du socialisme italien.
Dans la Russie impériale - qui se distingue des autres monarchies européennes par un absolutisme particulièrement peu réceptif aux évolutions démocratiques et dont la classe ouvrière ne bénéficie, dans la seconde moitié du siècle, d'aucune des avancées sociales que connaissent les prolétariats des autres pays - le socialisme apparaît essentiellement au sein de cercles d'intellectuels. Dans les années 1830, Alexandre Herzen et Nikolaï Ogarev introduisent en Russie les idées socialistes, qui trouvent difficilement des moyens d'expression sous un régime autocratique. Jusqu'en 1905, le mouvement socialiste russe est presque toujours clandestin et animé en grande partie par des exilés politiques. Herzen, réfugié à Londres dans les années 1850, diffuse clandestinement en Russie les revues L'étoile polaire puis, avec Ogarev, La Cloche. Dans ses publications, il attaque l'absolutisme tsariste et prône un socialisme paysan, dans la perspective d'un communisme essentiellement libéral.
En Allemagne, le mouvement socialiste réapparaît au tournant des années 1860 après avoir été condamné par les autorités conservatrices à une décennie de clandestinité. Il bénéficie indirectement des luttes politiques pour l'unité de la nation allemande et, surtout, de la faiblesse du mouvement libéral et démocratique. Des représentants modérés du mouvement ouvrier allemand comme Johann Jacoby ou Friedrich Lange, ne parviennent pas à faire la jonction avec le groupe parlementaire national-libéral ; ce dernier se rallie en effet progressivement aux institutions de la monarchie prussienne. L'espace politique, resté libre, est rapidement occupé par plusieurs socialismes concurrents.

#### Partis politiques et Internationales socialistes

##### Naissance de la social-démocratie et Première Internationale

###### Le lassallisme

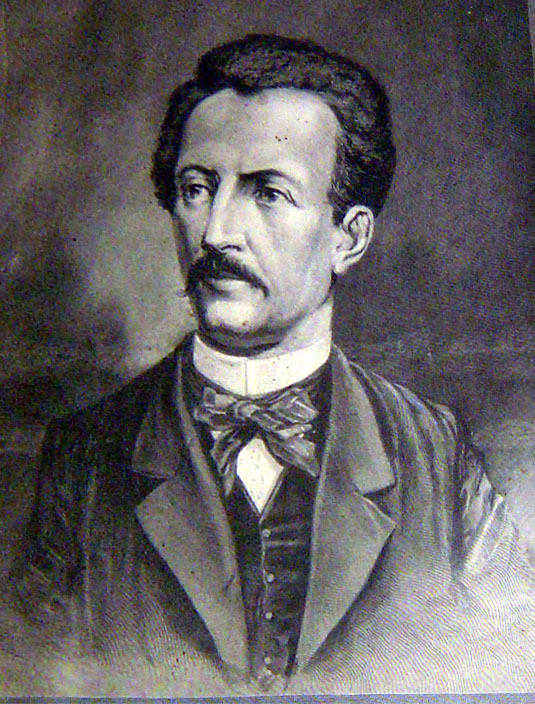
Ferdinand Lassalle, fondateur de la social-démocratie allemande.

En 1863, Ferdinand Lassalle fonde le premier parti socialiste allemand, l'Association générale des travailleurs allemands (Allgemeiner Deutscher Arbeiterverein, abrégé en ADAV). Avocat brillant, Lassalle se fait connaître en publiant plusieurs pamphlets politiques qui font grand bruit à l'époque. Son socialisme se veut éclectique et combine en particulier la lutte des classes et la lutte pour l'unité nationale. L'instauration d'un État allemand unique lui paraît en effet un prérequis indispensable à l'édification d'une société émancipée. L'État serait alors garant d'une économie socialisée, gérée par de multiples coopératives décentralisée où le travailleur percevrait l'intégralité de la valeur de sa production. Lassalle prône un socialisme d'État, l'État étant pour lui non un instrument de la domination de classe, mais un outil de justice sociale. Ces conceptions théoriques ont d'importantes conséquences pratiques. Pour l'ADAV, le renversement de la société bourgeoise ne dépend pas d'une révolution violente mais d'une succession de réformes graduelles. Loin de se couper du jeu politique institutionnel, le parti tente de l'utiliser. Lassalle prône ainsi un rapprochement avec Bismarck. Le chancelier accueille assez favorablement ces initiatives : selon lui, Lassalle est « une remarquable personnalité politique [dotée] de convictions royalistes et nationalistes indéniables ». Les conceptions de Lassalle, qui envisage de passer au socialisme en favorisant les coopératives de production ouvrière grâce à l'aide de l'État, sont par ailleurs vivement critiquées par Marx et Engels, qui considèrent que la socialisation des moyens de production ne saurait être l'œuvre que d'un État prolétarien, c'est-à-dire du prolétariat lui-même.
En 1864, Lassalle meurt prématurément, à la suite d'un duel lié à une affaire sentimentale. Même si elle demeure une force politique importante, l'ADAV ne parvient pas à se remettre de la disparition de son chef. D'autres socialistes allemands comme Wilhelm Liebknecht, disciple de Marx ayant rapidement rompu avec Lassalle, ou August Bebel, reprochent par ailleurs à l'ADAV de diviser les forces démocratiques en Allemagne en s'appuyant exclusivement sur les ouvriers : en septembre 1865 est créé le Parti populaire allemand (Deutsche Volkspartei) qui milite pour le suffrage universel mais se garde d'aliéner l'électorat bourgeois et limite son programme de réformes économiques aux coopératives de production.

###### La Première Internationale: entre Marx, Proudhon et Bakounine

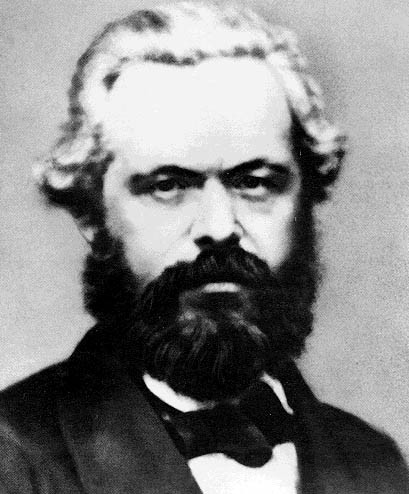
Karl Marx en 1861.

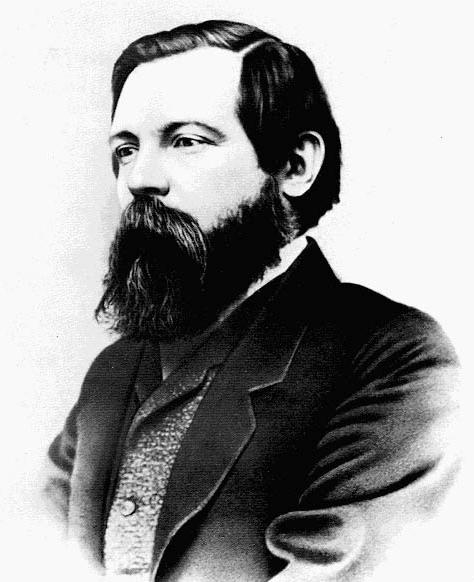
Friedrich Engels en 1856.

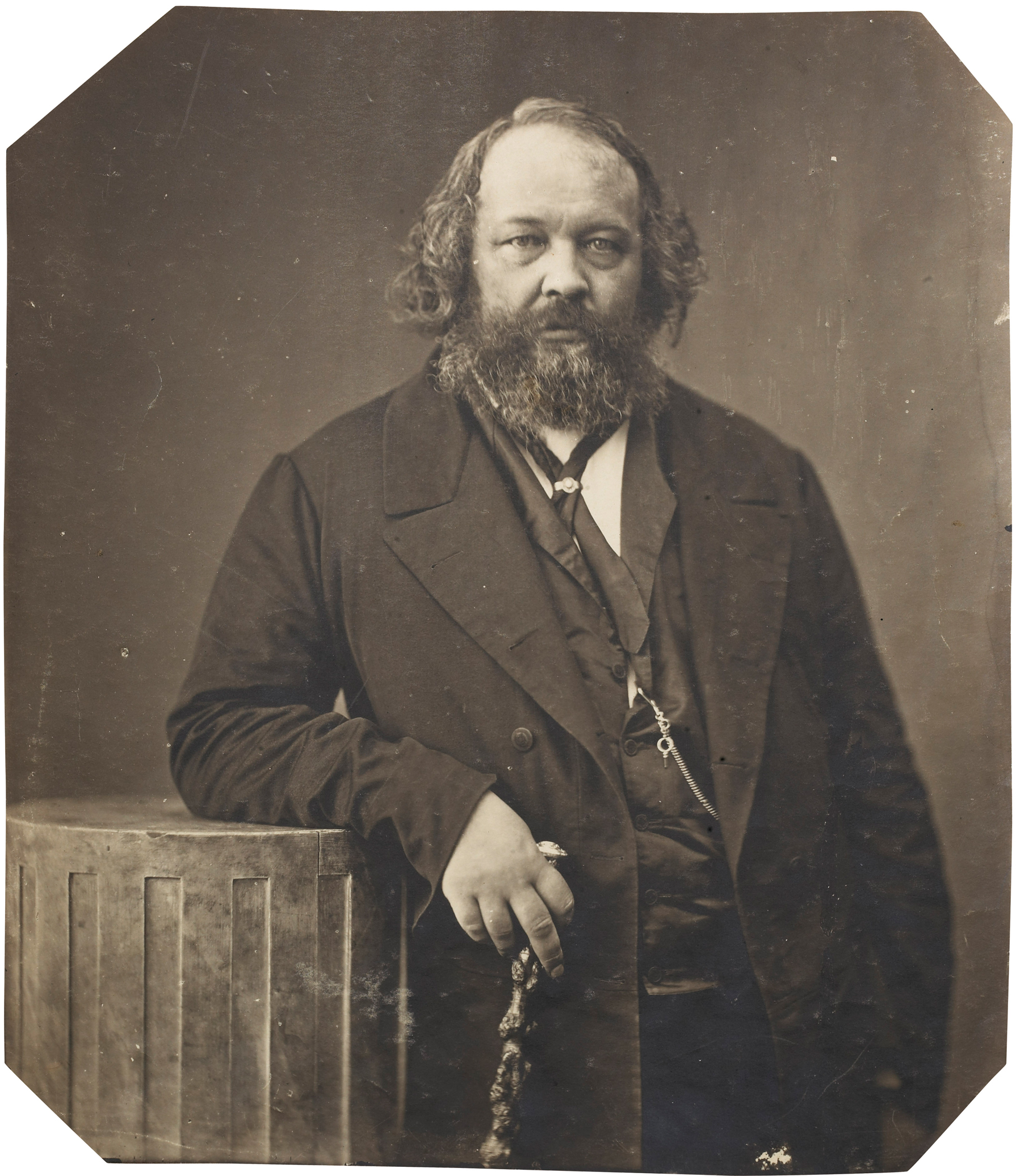
L'anarchiste russe Mikhaïl Bakounine, adversaire de Marx au sein de l'Internationale.

À la même époque naît l'Association internationale des travailleurs (AIT, surnommée a posteriori « Première Internationale »), créée à Londres le 28 septembre 1864, au cours d'un meeting réunissant des délégués d'associations ouvrières françaises et des représentants des trade-unions britanniques. Karl Marx, invité en dernière minute, est présent à la tribune mais sans prendre la parole. L'AIT apparaît initialement comme le simple résultat d'une convergence d'intérêts des syndicalistes français et britanniques qui souhaitent s'unir pour répondre à la conjoncture sociale et politique : son comité central provisoire réunit des Britanniques et des Français, mais aussi des émigrés allemands, italiens et suisses. Sur le plan idéologique, les partisans de Marx y côtoient des libéraux, des proudhoniens, des anciens chartistes, des trade-unionistes et des socialistes de toutes obédiences. Marx joue cependant un rôle décisif au sein du sous-comité chargé d'élaborer les statuts provisoires et la déclaration de principe : son futur adversaire, le suisse James Guillaume, lui reprochera de prendre une importance démesurée et de détourner l'AIT à son profit idéologique. L'Internationale développe bientôt son implantation dans divers autres pays européens, comme la Belgique ou l'Espagne. À la fin des années 1860, des grèves éclatent en France : le gouvernement impérial en attribue indument la paternité à l'AIT et fait réprimer les mouvements par l'armée, tandis que des militants socialistes sont arrêtés. Malgré la répression, ces mouvements contribuent à faire affluer les membres ouvriers. L'Internationale connaît son apogée au tournant de la décennie 1870 ; elle est cependant parcourue de conflits qui opposent Marx aux disciples de Proudhon (ce dernier étant mort en janvier 1865) et, par la suite, à l'anarchiste russe Mikhaïl Bakounine, qui rejoint l'AIT en 1868. Marx préconise l'organisation politique du prolétariat de chaque pays sous la forme d'un « parti-classe », qui favoriserait par ses luttes la prise du pouvoir des travailleurs ; ces derniers appliqueraient alors une dictature du prolétariat provisoire avant d'en arriver à la société sans classes. Les proudhoniens, au contraire, suivent une ligne résolument anti-étatique et refusent la lutte politique, voyant l'avenir dans le mutuellisme et les coopératives. Les disciples de Proudhon sont mis en nette minorité dès 1867 et l'influence du proudhonisme tend ensuite à décliner au sein de la nouvelle génération de militants.
La pensée marxiste gagne en influence dans la mouvance socialiste : Karl Marx construit une œuvre philosophique fondée sur une analyse à visée scientifique des réalités historiques, sociales et économiques et sur une vision de l'histoire dont la lutte des classes serait le moteur. En 1867, il publie le livre premier du Capital, qui n'a pas immédiatement de retentissement particulier bien que l'AIT recommande sa lecture, mais qui influence profondément à moyen terme la pensée socialiste en fournissant une somme de l'analyse critique du capitalisme. Les livres deux et trois sont complétés et publiés par Engels après la mort de Marx, Karl Kautsky se chargeant par la suite de mettre en forme d'autres ébauches de ce dernier. Par opposition au courant de pensée dit du « socialisme utopique » (ou « socialisme critico-utopique ») de Saint-Simon, Fourier, ou Proudhon, le socialisme de Marx est désigné par ses disciples, dont Engels lui-même, du nom de « socialisme scientifique »,. Dans l'optique du socialisme scientifique, qui s'appuie sur le matérialisme historique, l'histoire est déclarée objet d'une science exacte, soumise à des lois de transformation issues de la nécessité pour les humains de produire la vie par le travail et l'échange.
Au Royaume-Uni, qui en fut le premier pilier, l'AIT est un échec dès 1867-1868 : les trade-unionistes n'acceptent pas les conceptions de Marx quant au remplacement de la lutte économique par une lutte politique dans le cadre d'un parti. Le syndicalisme britannique adopte une orientation très nettement réformiste et s'éloigne de l'AIT.
À la même époque, dans plusieurs autres pays européens, l'Internationale se développe, notamment dans le sillage de l'enthousiasme révolutionnaire né de l'épisode de la Commune de Paris. Si la Commune — œuvre de tendances politiques disparates — ne constitue à proprement parler une révolution socialiste, on trouve en son sein des membres de l'AIT comme Eugène Varlin, Charles Longuet (futur gendre de Marx) ou Benoît Malon. Les socialistes de la Commune comptent parmi eux des blanquistes, des proudhoniens, ainsi que des marxistes, ceux-ci étant nettement minoritaires et ne jouant pas un rôle essentiel. La révolution parisienne de 1871, puis son écrasement lors de la semaine sanglante, constituent pour le socialisme français des faits déterminants : le mouvement ouvrier français et le socialisme se trouvent unifiés par l'expérience de la lutte ; plusieurs personnalités marquantes du socialisme français, comme Édouard Vaillant, Jean Allemane ou Jules Guesde, participent à la Commune, cette expérience contribuant à forger leur engagement politique ultérieur. La récupération de la mémoire de la Commune donne cependant lieu, dans les décennies qui suivent, à des interprétations parfois conflictuelles de l'événement,.
L'épisode de la Commune de Paris a en outre un grand retentissement dans toute l'Europe : en donnant le sentiment que la révolution sociale est possible, il influe sur les contextes politiques de divers pays. En Belgique, les organisations ouvrières s'épanouissent. En Italie, l'achèvement du processus d'unification du pays, le déclin du mazzinisme — après notamment que Mazzini ait condamné la Commune de Paris — le soutien de Giuseppe Garibaldi pour qui le socialisme est le « soleil de l'avenir », contribuent à faire naître de nombreuses sections italiennes de l'AIT. En Espagne, la question de la succession au trône, la reprise du conflit carliste puis la proclamation de la République en 1873 favorisent l'engagement révolutionnaire. En Hongrie et en Russie, les mouvements d'inspiration socialiste, jusque-là surtout limités au milieu des émigrés politiques, se développent après la Commune : les idées de l'AIT contribuent directement à former les Narodniki (« populistes ») russes, influencés par les idées de Herzen.
Malgré ces progrès de l'idéal socialiste, l'Internationale demeure profondément divisée entre d'une part Bakounine et ses disciples, libertaires et tenants d'un socialisme « anti-autoritaire » et d'autre part les « centralisateurs » menés par Marx. Bakounine fait par ailleurs une recrue de choix en ralliant à lui James Guillaume. Au congrès de Bâle en 1869, les partisans de Marx sont mis en minorité. Si les deux factions semblent se réconcilier temporairement dans leurs jugements sur la Commune de Paris, le conflit reprend dès la conférence internationale de Londres en septembre 1871 : Marx fait voter une résolution stipulant que la conquête du pouvoir politique doit être le premier devoir de la classe ouvrière. L'année suivante, lors du congrès de La Haye, Bakounine et Guillaume sont exclus par la majorité des participants. Le siège du Conseil général est transféré hors d'Europe, à New York, ce qui équivaut à une liquidation déguisée de l'Association internationale des travailleurs. L'Internationale s'étiole aux États-Unis et, en juillet 1876, la conférence de Philadelphie prononce la dissolution du Conseil général. De leur côté, Bakounine et Guillaume réorganisent dès 1872 les « anti-autoritaires » mais l'Internationale dissidente, qui fonctionne sur la base de l'autonomie fédérale et prône la grève générale comme moyen d'émancipation du prolétariat, ne réunit que de petites minorités et cesse rapidement d'exister. Bakounine lui-même s'en éloigne dès 1874 et meurt deux ans plus tard. Plusieurs communards en exil, comme Benoît Malon et Jules Guesde, l'abandonnent à leur tour. L'Internationale anti-autoritaire tient son dernier congrès en 1877 et sa fédération jurassienne tient le sien en 1880,.

###### De la fin de l'Internationale à l'essor de la social-démocratie allemande

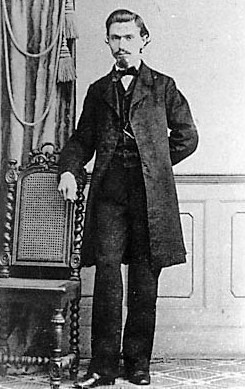
August Bebel en 1863.

Les divisions, puis la fin, de l'Internationale ne portent pas de coup d'arrêt aux progrès des idées socialistes : à la fin des années 1860, August Bebel et Wilhelm Liebknecht cherchent à construire un « grand parti ouvrier révolutionnaire » dont la Fédération des Associations ouvrières allemandes constituerait le noyau ; ils s'emploient à constituer des coopératives syndicales internationalistes, indépendantes du Parti populaire mais orientées dans l'esprit de l'Internationale. En août 1869, lors du congrès de la Fédération à Eisenach, le Parti social-démocrate des travailleurs (Sozialdemokratische Arbeiterpartei, SDAP, également traduit par Parti travailliste social-démocrate) est créé.
Lors de la guerre de 1870, Bebel et Liebknecht, suivis par les députés lassalliens, s'opposent au vote des crédits militaires, ce qui leur vaut d'être arrêtés par le gouvernement de Bismarck et inculpés de haute trahison. La Commune de Paris suscite l'enthousiasme des socialistes allemands, tant chez les lassalliens que chez les « eisenachiens ». Le contexte de l'unité allemande rend plus pressants les appels à l'unification des familles socialistes allemandes, que réclament notamment les syndicalistes internationalistes lors de leur congrès de 1872,. S'il ne connaît pas encore l'unité sur le plan politique, le socialisme se diffuse dans les milieux intellectuels : le terme de « socialisme de la chaire » désigne ainsi les travaux de différents universitaires allemands, comme Gustav von Schmoller ou Adolph Wagner, qui s'emploient à relier économie et morale pour faire de l'économie politique un instrument de réorganisation sociale.
En 1874, l'Empire allemand est dans un contexte économique difficile, après des années de prospérité, ce qui entraine des manifestations ouvrières et un progrès électoral des socialistes ; en juin 1874, la justice allemande obtient l'interdiction provisoire de l'ADAV et de la section berlinoise du SDAP. Dans ce contexte, des négociations en vue de la fusion des mouvements s'ouvrent en février 1875 à Gotha et aboutissent à un texte de compromis d'inspiration marxiste mais faisant une large place aux idées lassalliennes. Le congrès de Gotha débouche, le 27 mai 1875, sur l'adoption d'un nouveau programme pour le SDAP, tandis que l'ADAV disparait définitivement. Marx et Engels se montrent mécontents de ce programme, qui leur paraît opportuniste et antiscientifique, mais ne rompent pas pour autant avec le parti social-démocrate. Marx rédige à cette occasion le texte Critique du programme de Gotha, connu uniquement à l'époque de quelques initiés, dans lequel il dénonce les idées lassalliennes et affine la notion de dictature révolutionnaire du prolétariat. En 1878, à la suite de deux tentatives d'attentats anarchistes contre l'Empereur qu'il attribue aux sociaux-démocrates, Bismarck fait voter une loi d'exception contre les socialistes, dont les organisations sont interdites. Des personnalités socialistes peuvent néanmoins continuer à se faire élire députés au Reichstag, de manière individuelle.
Le départ de Bismarck, en 1890, est rapidement suivi de l'abrogation de la législation antisocialiste : les syndicats se développent et le parti allemand, qui prend en 1890 son nom définitif de Parti social-démocrate d'Allemagne (Sozialdemokratische Partei Deutschlands, SPD), gagne de nombreux députés. Le SPD apparaît bientôt comme le modèle des autres partis européens, grâce à l'alliance étroite entre parti et syndicats : les dirigeants syndicaux sont ainsi souvent des élus du parti. Autour du double noyau parti-syndicats se constitue un réseau d'organisations parallèles — coopératives de consommation, sociétés d'éducation… — qui constituent bientôt un « contre-société » ouvrière dans l'Empire allemand. Les progrès électoraux du SPD sont désormais constants : en 1912, il compte plus d'un million d'adhérents et devient le premier parti du Reichstag, avec 35 % des suffrages et 110 députés,.

##### Développement des partis socialistes européens et naissance de la Deuxième Internationale

###### Naissance des partis ouvriers dans l'Europe entière

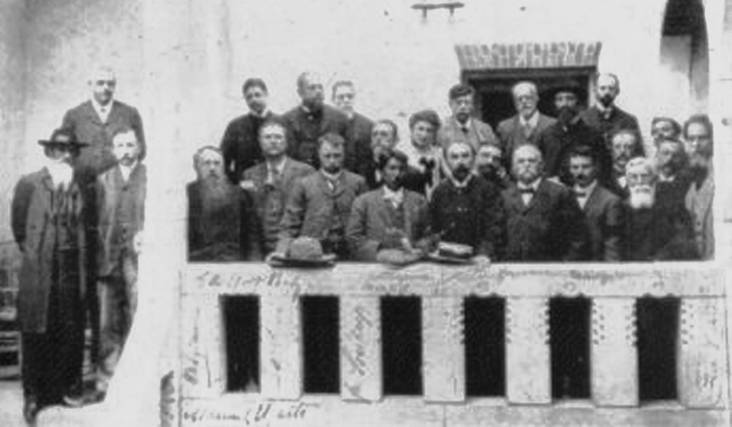
Une partie des délégués lors du congrès de l'Internationale ouvrière en 1904. Figurent notamment sur la photo Victor Adler, Rosa Luxemburg et Karl Kautsky.

Dans le reste de l'Europe, le dernier quart du XIXe siècle est accompagné d'un essor décisif des organisations ouvrières : le mouvement socialiste est désormais principalement organisé sous forme de partis politiques ; entre les années 1870 et 1890, de nombreux partis socialistes apparaissent dans l'ensemble des pays européens. Le Parti socialiste ouvrier espagnol (PSOE), fondé en 1879, n'est au départ qu'un modeste groupe madrilène mais se structure véritablement à partir de 1888 ; cette même année, Pablo Iglesias Posse, fondateur du PSOE, crée également l'Union générale des travailleurs, syndicat allié du parti et qui constitue dans les faits la force la plus importante. Le mouvement socialiste espagnol se développe dans un contexte politique tendu, marqué par une forte présence anarcho-syndicaliste et révolutionnaire.
Aux Pays-Bas, la Ligue sociale-démocrate naît en 1881 ; elle connaît une scission quand une minorité, qui souhaite créer un parti social-démocrate sur le modèle allemand, s'oppose à la majorité anti-étatiste conduite par Ferdinand Domela Nieuwenhuis et fonde le Parti social-démocrate des ouvriers. Le Parti ouvrier belge, apparu en 1885, compte parmi ses fondateurs Louis Bertrand et César De Paepe.
En Autriche-Hongrie, le congrès d'unification du Parti ouvrier social-démocrate autrichien (Sozialdemokratische Arbeiterpartei, SDAP) se tient en décembre 1888 ; le parti est dominé jusqu'en 1918 par la personnalité de son fondateur Victor Adler. Aux premières élections au suffrage universel en 1907, le parti réalise une percée immédiate. L'imprégnation marxiste de la social-démocratie autrichienne se traduit par la naissance d'un courant de pensée pragmatique et d'une grande vitalité intellectuelle, baptisé du nom d'austromarxisme, au sein duquel les travaux d'Otto Bauer se caractérisent par une réhabilitation de l'idée de Nation. Toujours en Autriche-Hongrie, le Parti social-démocrate de Hongrie est créé en 1890 avec le soutien du parti autrichien, mais doit bientôt affronter plusieurs autres partis socialistes concurrents.
En Suisse, la présence durant le XIXe siècle de nombreux exilés politiques allemands, notamment après les révolutions de 1848, favorise la diffusion des idées socialistes et du syndicalisme, donnant naissance à la fin du siècle au Parti socialiste suisse (en allemand : Sozialdemokratische Partei der Schweiz, en italien, Partito Socialista Svizzero). En 1889 est fondé, sur l'entente de 69 associations ouvrières, le Parti social-démocrate suédois des travailleurs, qui met rapidement l'accent sur la primauté de l'action parlementaire et la conquête du suffrage universel, qui ne peut être obtenu que par une alliance avec les partis bourgeois de gauche. Dès le premier congrès du parti suédois, la perspective de la révolution violente est écartée et, si la référence marxiste n'est initialement pas absente, elle demeure lettre morte,. Le Parti travailliste norvégien est fondé en 1887. Le Parti social-démocrate du Danemark est fondé dès 1871 comme section de l'Internationale, mais ne réalise de percée électorale qu'à partir de 1883 : en 1898, les socialistes danois reçoivent l'appui de diverses organisations syndicales.
Filippo Turati compte en 1892 parmi les fondateurs du Parti des travailleurs italiens, qui devient l'année suivante le Parti socialiste des travailleurs italiens, avant d'être reformé en 1895 sous le nom de Parti socialiste italien : dans ses toutes premières années, le parti italien attire dans ses rangs les faisceaux siciliens, qui mettent alors la Sicile dans un état quasi-insurrectionnel. Le Parti socialiste polonais (PPS), qui milite pour l'indépendance de la Pologne par rapport à l'Empire russe, apparaît en 1892 ; il doit affronter dès l'année suivante la concurrence d'un autre parti socialiste, la Social-Démocratie du Royaume de Pologne (SDKP), fondée par Rosa Luxemburg et Leo Jogiches. Contrairement au PPS, la SDKP est opposée à l'indépendance de la Pologne, considérant que la classe ouvrière n'a pas à être divisée par le nationalisme.

###### Les divisions du socialisme français

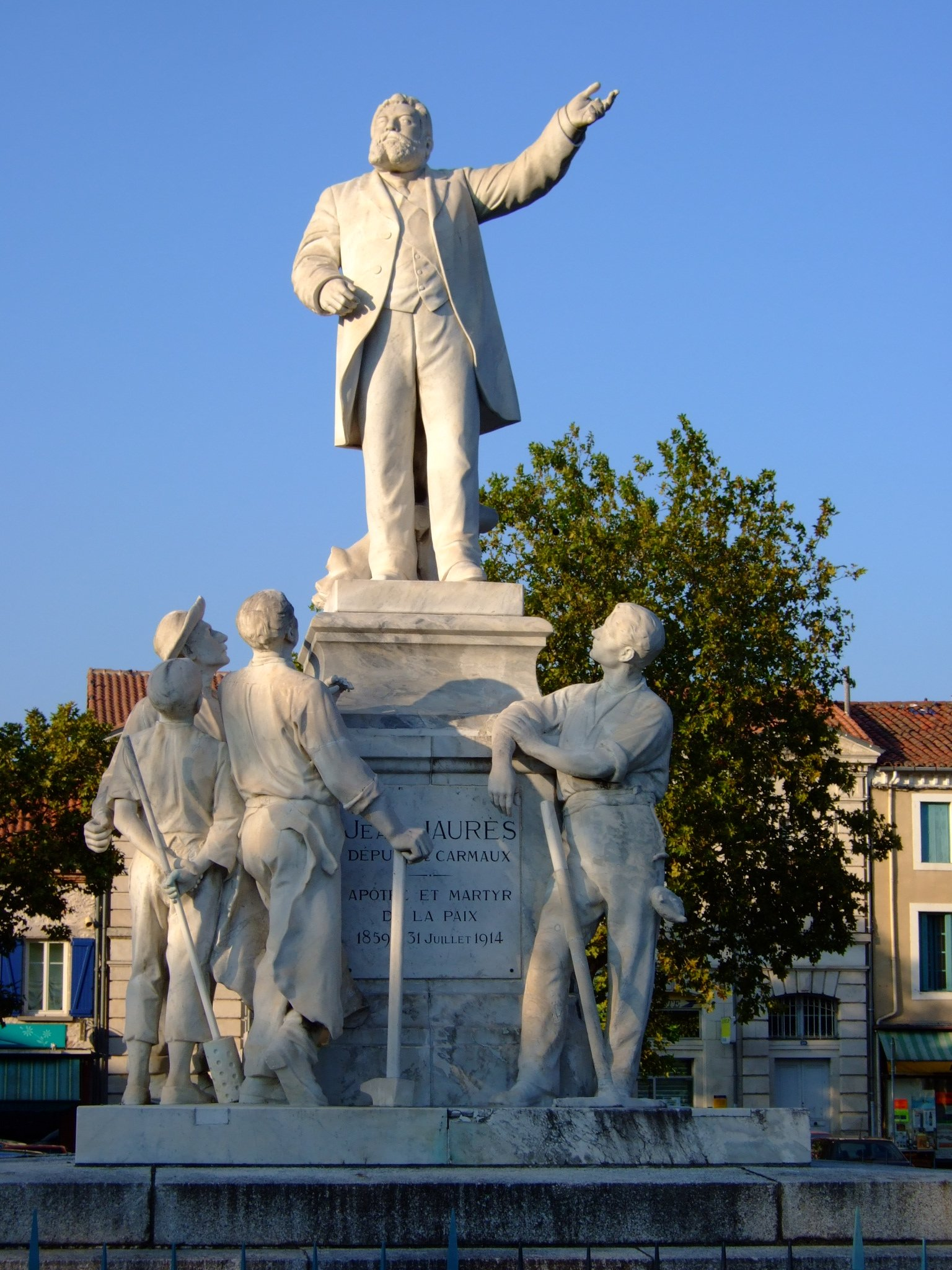
Statue de Jean Jaurès à Carmaux.

En France, durant les premières décennies de la Troisième République, la mouvance socialiste demeure très divisée et le reste plus longtemps qu'en Allemagne. À l'extrême-gauche de la tendance républicaniste, le socialisme exerce un attrait qui conduit à ce que ce courant soit baptisé « radical-socialiste ». Le terme de radical-socialisme apparaît en 1881, lorsqu'il est utilisé par le comité de soutien de Georges Clemenceau. Des mouvements apparaissent comme l'Alliance socialiste républicaine dirigée par Stephen Pichon, un proche de Clemenceau, qui ambitionne ainsi de se rapprocher des militants socialistes parisiens tout en se situant dans une ligne nettement anti-marxiste et plutôt dans la tradition blanquiste. La greffe ne prend cependant pas et dans les décennies suivantes, malgré leur utilisation de l'adjectif socialiste, les radicaux-socialistes demeurent, sur le plan partisan, une famille politique distincte des socialistes proprement dits. En 1901, les courants du radicalisme donnent naissance au Parti républicain, radical et radical-socialiste. Les radicaux se distinguent notamment des socialistes par leur attachement à la propriété privée : le Parti radical, s'il prône dans son programme officiel, adopté en 1907, la disparition du salariat et la lutte contre la « féodalité capitaliste », fait de la défense de la propriété individuelle l'un des piliers de son idéologie. Le radicalisme exalte avant tout les travailleurs indépendants, attirant un électorat au sein de la paysannerie propriétaire ou des classes moyennes. Dans le paysage politique français, le radical-socialisme est avant tout identifié à la défense de la République, de la laïcité, et des « petits » contre les « grands ». Le Parti radical, dont l'électorat est avant tout provincial voire rural, est avant tout le parti des « petites gens », compris comme l'ensemble des petits-bourgeois et des prolétaires : il prône non pas la lutte, mais la collaboration des classes. Des radicaux continuent par la suite de se réclamer explicitement du socialisme, à l'image d'Alfred Naquet qui, dans son ouvrage Socialisme collectiviste et socialisme libéral (1890), théorise un « socialisme libéral » alternatif à celui préconisé par le marxisme, qu'il estime liberticide,. Les radicaux français sont par ailleurs rapidement associés au décalage entre leur discours très orienté à gauche et leur gestion modérée des affaires publiques, qui ne se traduit que par de modestes progrès sociaux.
Dans les années 1880-1890, les socialistes français, dont le poids politique est tout d'abord assez faible, se répartissent entre différents groupes, syndicats et cercles derrière des personnalités comme Jules Guesde et le gendre de Marx Paul Lafargue (dirigeants du Parti ouvrier français, dont le programme, rédigé par Guesde, obtient l'imprimatur de Marx en personne), Édouard Vaillant (Parti socialiste révolutionnaire), Paul Brousse (Fédération des travailleurs socialistes de France) ou Jean Allemane (Parti ouvrier socialiste révolutionnaire). Les différentes tendances socialistes françaises rivalisent entre elles, parfois violemment, entre autres sur la question des syndicats. Les guesdistes, de tendance marxiste, souhaiteraient subordonner le syndicat au parti, tandis que les allemanistes, attachés à un gouvernement par la base et au principe du mandat impératif, prônent le contraire. L'anticapitalisme des socialistes français entraîne par ailleurs des passerelles avec certains courants antisémites : Édouard Drumont se présente volontiers à l'époque comme socialiste, et multiplie les contacts avec les guesdistes ou les socialistes indépendants, contribuant également à populariser l'idée de la « banque juive » chez les disciples de Blanqui ou de Proudhon.
En 1892 est créée la Fédération des Bourses du travail, animée par Fernand Pelloutier qui, opposé au socialisme des « politiciens », prône la grève générale comme instrument politique et pose les bases du syndicalisme révolutionnaire. En 1893, les socialistes français font leur première percée électorale et obtiennent un peu moins d'une cinquantaine de députés : ce succès entraîne un affaiblissement de la ligne révolutionnaire au profit du socialisme de parti. Le manque d'unité du mouvement ouvrier en France et le faible niveau théorique des marxistes français — le socialisme demeurant en France fortement attaché aux traditions républicaines — fait que le socialisme français ne représente, aux côtés notamment des radicaux, que l'un des éléments de la gauche, au contraire des sociaux-démocrates de l'Europe du centre et du nord. Les guesdistes doivent quitter la Fédération des syndicats en 1894 et doivent se résoudre en 1895 à voir apparaître une Confédération générale du travail (CGT) qu'ils ne pourront jamais contrôler. En 1896, un programme minimum commun semble accepté par les différents groupes socialistes à la suite notamment des efforts d'Alexandre Millerand pour poser les jalons d'un rassemblement, mais les péripéties et conflits liés à l'affaire Dreyfus repoussent encore l'unification des socialistes français. L'entrée, en 1899, de Millerand dans le gouvernement de Pierre Waldeck-Rousseau, où il siège aux côtés du « massacreur de la Commune », le général Galliffet, provoque l'indignation des guesdistes. L'unité est à nouveau repoussée, bien que Millerand ait pu mettre à profit sa présence au gouvernement pour obtenir la réduction progressive de la journée de travail à dix heures. La famille socialiste française demeure divisée par les oppositions entre des dirigeants comme Jules Guesde et Jean Jaurès : au contraire de Guesde, Jaurès soutient le gouvernement de Waldeck-Rousseau puis celui de son successeur, le radical Émile Combes, arrivé au pouvoir au moment de la victoire du bloc des gauches. L'alliance des socialistes et des radicaux au sein du bloc des gauches souffre cependant de l'indifférence manifestée par Combes à l'égard de la question sociale : les socialistes doivent rapidement renoncer à le soutenir.
Le Parti socialiste français est fondé en 1902 par la fusion des socialistes indépendants, de la Fédération des travailleurs socialistes de France et du Parti ouvrier socialiste révolutionnaire, mais ce n'est qu'en avril 1905, lors du congrès du Globe, qu'est réalisée l'union de la majorité des socialistes français, réclamée par l'Internationale, au sein de la Section française de l'Internationale ouvrière (SFIO). Jaurès salue à cette occasion le « beau soleil de l'unité ». Une petite minorité de socialistes indépendants continue cependant de se tenir à l'écart de la SFIO. En décembre 1905, Jaurès et Aristide Briand obtiennent le vote de la loi de séparation des Églises et de l'État,.

###### La naissance du travaillisme britannique

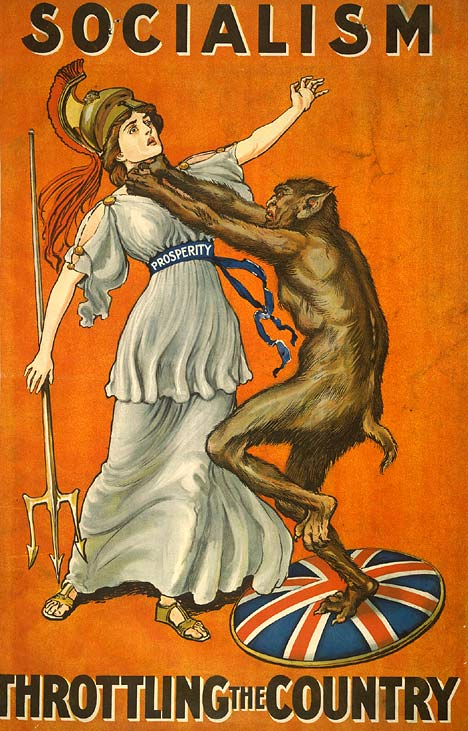
Le socialisme étranglant le pays : affiche anti-socialiste du Parti conservateur britannique (1909).

Au Royaume-Uni existent diverses écoles de pensée socialistes, qui ne donnent pas lieu dans l'immédiat à un mouvement politique d'envergure. En 1884 naît la Fabian Society, cercle de réflexion sans réelle unité idéologique mais prônant un socialisme d'État qui consisterait en la garantie par l'État de l'égalité et de la sécurité : le socialisme fabien, dans sa première version, ne doit rien au marxisme et constitue un type de « socialisme utilitariste ». À compter des toutes premières années du XXe siècle apparaît au Royaume-Uni une forme de parti social-démocrate, comparable au modèle allemand par l'alliance entre le parti et les syndicats, à ceci près que les syndicats sont antérieurs au parti et lui donnent naissance : en outre, le terme utilisé n'est pas « social-démocratie » mais « labour movement » — soit mouvement ouvrier — dont la contraction labourism est traduite en français par travaillisme. La volonté des syndicats britanniques d'avoir une représentation au Parlement est à l'origine du mouvement travailliste : en 1893 est fondé le Parti travailliste indépendant, dirigé par James Keir Hardie, sur un programme collectiviste et démocratique. Mais l'opinion publique britannique se montre peu réceptive au socialisme et le parti connaît un revers électoral décourageant en 1895. Ce n'est qu'en 1899 que les syndicalistes statuent, à leur congrès annuel, sur la nécessité d'avoir un relais politique : en 1900 est créé, lors d'un congrès spécial, le Comité pour la représentation du travail, qui devient en 1906 le Parti travailliste (Labour Party), d'abord dirigé par Hardie, puis par Ramsay MacDonald. Le Parti travailliste britannique n'a comme vocation, lors de sa création, que d'harmoniser le rôle des syndicats pour parvenir à une transformation de la société, et non d'avoir une identité politique propre.

###### Les origines du social-libéralisme
Le social-libéralisme inspiré des idées de John Stuart Mill se développe par ailleurs au début du XXe siècle dans les milieux intellectuels britanniques : Leonard Trelawny Hobhouse, notamment, se fait dans son livre Liberalism (paru en 1911) le théoricien d'un « nouveau libéralisme » concevant la liberté comme celle de tous les membres de la communauté, et qui ferait donc une place plus large à l'intervention étatique. Il envisage une forme de socialisme libéral, dans lequel l'État ne devrait pas contraindre l'initiative mais au contraire, en corrigeant les injustices, garantir les conditions de l'initiative individuelle. Le socialisme libéral, tel que le conçoivent des auteurs comme Hobhouse et John Atkinson Hobson, se situe à l'opposé, aussi bien du socialisme hostile à l'initiative et à la propriété privées, que du libéralisme dogmatique : il a pour principe de respecter les initiatives venues d'en bas et le développement personnel de chacun.

###### La Deuxième Internationale
L'évolution du socialisme européen et une partie de ses débats ont lieu dans le cadre d'une nouvelle organisation internationale, appelée Internationale ouvrière (dite également « Deuxième Internationale » et « Internationale socialiste »), fondée à Paris en 1889 : l'année du centenaire de la Révolution française, les représentants de divers pays européens décident de rassembler un grand congrès ouvrier international, dont la préparation est confiée à la Fédération des travailleurs socialistes de France de Paul Brousse : mais la rivalité entre les possibilistes de Brousse et les marxistes de Jules Guesde aboutit à la tenue de deux congrès séparés. Le congrès « marxiste » décide, entre autres, de faire du 1er mai — future Fête des travailleurs — la date d'une manifestation mondiale pour la réduction légale de la journée du travail. En 1891 se tient à Bruxelles un seul et unique congrès, les socialistes belges ayant réussi à faire fusionner les deux courants issus des congrès de Paris. En 1896, le Congrès de Londres tourne à l'opposition frontale entre d'une part les tenants de la conquête du pouvoir politique via une logique de parti et de l'autre les partisans de l'autonomie ouvrière, autrement dit les antiparlementaires, syndicalistes révolutionnaires et libertaires. Les anarchistes sont ensuite exclus de l'Internationale, l'avantage allant aux tenants du socialisme de parti, alors que la démocratie parlementaire tend à s'affirmer en Europe. Jusqu'en 1900, l'Internationale ouvrière existe essentiellement par le biais de ses congrès ; à compter de cette date, un Bureau socialiste international (en) (BSI) est institué, un secrétariat permanent fixé à Bruxelles assurant la continuité. À partir de 1905, le Belge Camille Huysmans devient le secrétaire du BSI, qui dispose désormais de ses propres publications. L'Internationale ouvrière conserve une grande diversité idéologique, bien que le théoricien marxiste allemand Karl Kautsky soit parfois présenté comme « le pape du socialisme ».

###### Le cas de la Russie

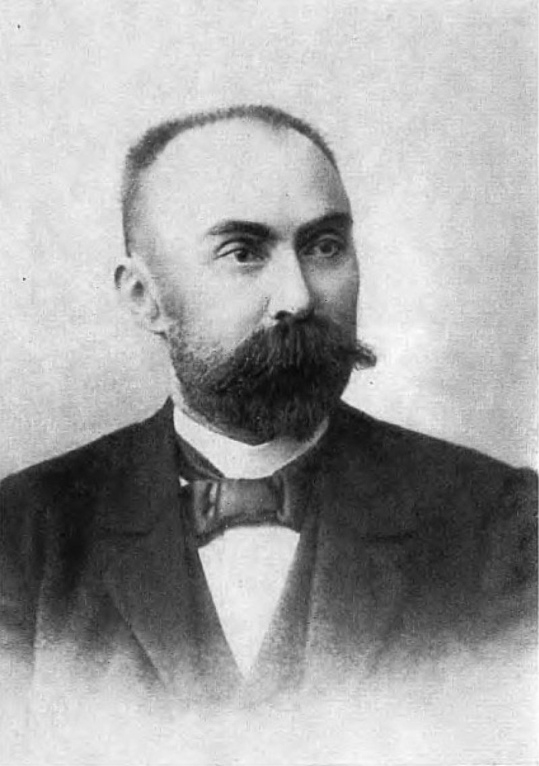
Le théoricien marxiste russe Gueorgui Plekhanov.

En Europe, la Russie connaît un contexte particulier du fait de la clandestinité imposée aux idées socialistes : à la fin des années 1860, et plus encore après la Commune de Paris, les courants socialistes russes sont renforcés par le biais de la section russe de l'Association internationale des travailleurs. Les tendances bakouniniennes et populistes dominent alors au sein du socialisme russe : en 1873-1874, les Narodnikis (« populistes ») tentent une « croisade vers le peuple » consistant à se rapprocher de la population des campagnes pour leur amener les idées nouvelles. Mal accueillis par les paysans, bientôt traqués par les autorités, les Narodniks connaissent un échec sans appel : certains rescapés de la « croisade » fondent une nouvelle organisation, mieux organisée, Terre et Liberté (Земля и воля : Zemlia i Volia). Certains militants se tournent vers les attentats, comme Véra Zassoulitch, qui tire sur le gouverneur de Saint-Pétersbourg ; d'autres, comme Gueorgui Plekhanov, répudient l'action violente. Dans le dernier tiers du XIXe siècle, la Russie connaît une série d'attentats de la part d'organisations révolutionnaires, comme Narodnaïa Volia, qui assassine en 1881 le tsar Alexandre II. Entretemps, le marxisme commence à se diffuser dans les cercles intellectuels et militants : en 1872 paraît la traduction en russe du Capital, ouvrage que la censure tsariste avait jugé peu accessible au grand public et par conséquent inoffensif. Les idées de Marx se répandent rapidement parmi les révolutionnaires russes qui, déçus par leurs rapports avec la paysannerie, tournent maintenant leurs espoirs vers la classe ouvrière. Marx lui-même, qui voyait naguère dans la Russie un pays trop peu industrialisé pour y voir l'apparition d'une avant-garde révolutionnaire, suit désormais avec intérêt la progression de ses thèses en Russie. Gueorgui Plekhanov, exilé en Suisse, se fait le principal diffuseur en Russie des idées de Marx : en 1883, il fonde à Genève, avec Pavel Axelrod et Véra Zassoulitch, le groupe Libération du Travail qui s'emploie à diffuser sur le sol russe des ouvrages marxistes. En 1899, le Parti ouvrier social-démocrate de Russie (POSDR) est formé à Minsk lors d'une réunion clandestine. Le POSDR attire les militants révolutionnaires mais, du fait des conditions de clandestinité, fonctionne pour l'essentiel grâce au réseau des exilés : le journal Iskra, publié à l'étranger, tient dans les faits le rôle de « comité central » du parti,.

#### Diffusion du socialisme hors d'Europe

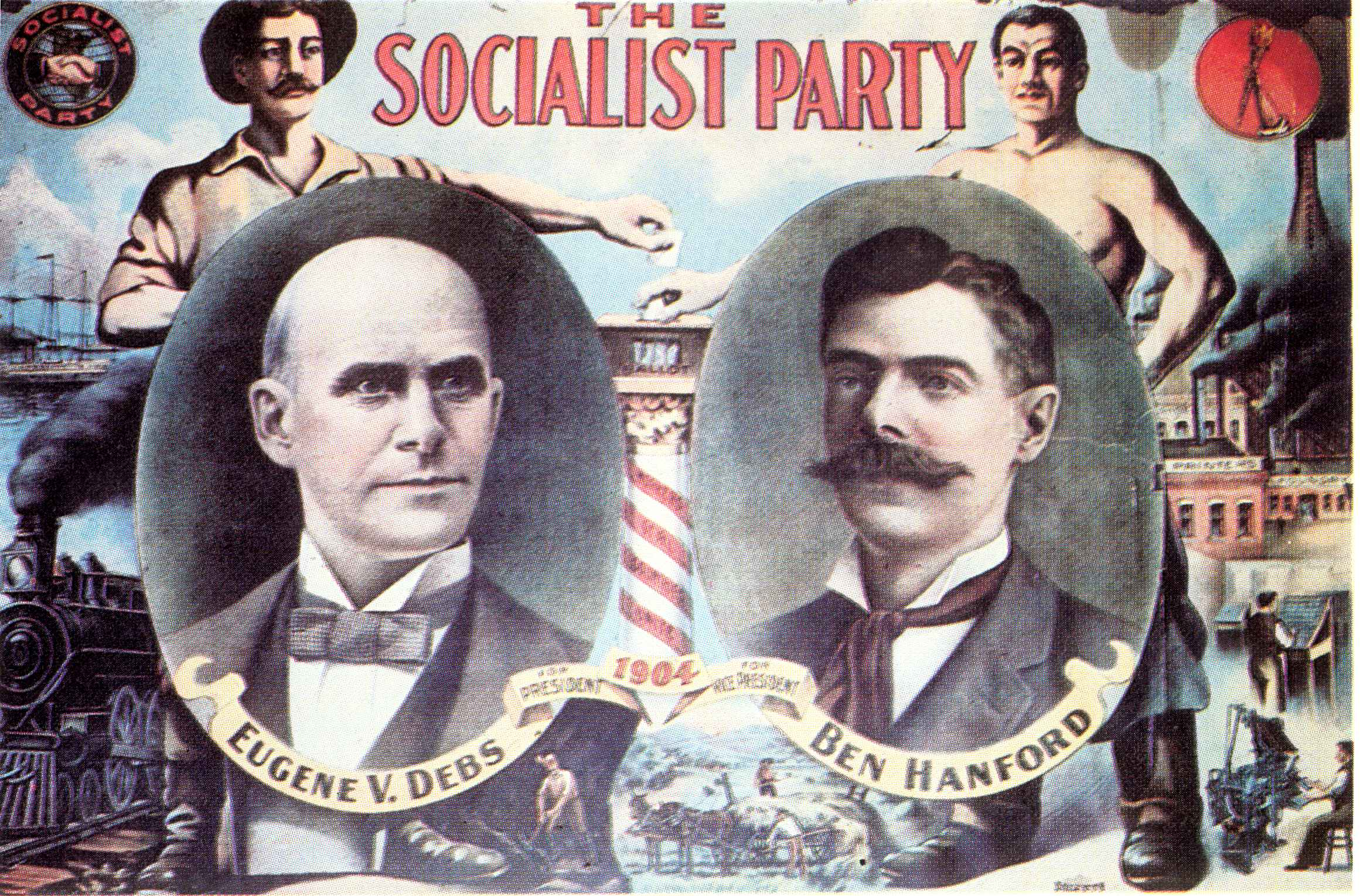
Affiche de campagne d'Eugene Victor Debs, candidat du Parti socialiste d'Amérique à l'élection présidentielle de 1904.

Les idées socialistes se diffusent par ailleurs hors d'Europe : aux États-Unis, les doctrines socialistes françaises, britanniques et, surtout, allemandes, gagnent des émules dans la première moitié du XIXe siècle. En 1876, quelques jours après la dissolution de l'Association internationale des travailleurs sur le sol américain, naît le Workingmen's Party of the United States. Créé par la fusion de l'AIT avec deux groupes lassalliens, le parti compte environ 2 500 membres et prend l'année suivante le nom de Parti ouvrier socialiste d'Amérique. Les socialistes américains participent ensuite à la Fédération américaine du travail mais leurs espoirs de gagner les syndicats américains à la cause socialiste sont déçus. Le socialisme, aux États-Unis, touche aussi bien des milieux ouvriers qu'intellectuels, via notamment les œuvres d'écrivains comme Edward Bellamy : la diffusion des idées socialistes variant beaucoup quant à son degré comme à la nature des idées, en fonction des contextes géographiques et culturels américains. Un courant du socialisme chrétien, d'inspiration évangélique, se développe notamment dans le pays. Le Social Democratic Party of America (en) est créé en 1898 ; il donne naissance trois ans plus tard au Parti socialiste d'Amérique, en fusionnant avec un groupe d'anciens militants du Parti ouvrier. Le socialisme américain ne parvient pas obtenir de représentation parlementaire importante et demeure globalement marginal ; il se distingue par un enracinement dans la tradition populiste et le christianisme évangélique.
Dans l'Empire britannique, les idées travaillistes s'implantent progressivement et de manière inégale avec l'apparition des syndicats, au Canada ou en Afrique du Sud. Si, au Canada, le socialisme ne progresse guère, le processus d'implantation de l'activité syndicale qui donne naissance au Parti travailliste britannique a les mêmes résultats dans d'autres dominions britanniques : le Parti travailliste australien apparaît en 1891, avant même son homologue du Royaume-Uni ; le Parti travailliste néo-zélandais et le Parti travailliste sud-africain naissent en 1910.
En Asie et dans le monde arabe, les contacts avec l'occident favorisent la pénétration des idées socialistes dans les milieux intellectuels. Le Japon est le seul pays asiatique dont les organisations possèdent des liens effectifs avec la IIe Internationale : de nombreuses organisations socialistes japonaises, à l'existence souvent éphémère, se succèdent entre la fin du XIXe siècle et les premières décennies du XXe siècle. En Chine, les idées socialistes se diffusent, notamment au début du XXe siècle, chez des militants politiques et des intellectuels dont beaucoup sont alors exilés en Occident ou au Japon. Les influences socialistes se retrouvent ainsi chez certains réformateurs partisans de Kang Youwei ou chez des nationalistes républicains membres de l'entourage de Sun Yat-sen. En Perse, les idées socialistes se développent, à la faveur de la révolution constitutionnelle, entre 1906 et 1911. Le courant socialiste exerce également une influence sur le mouvement sioniste, notamment sur l'organisation des premiers kibboutz.
En Amérique latine, les idées socialistes sont peu répandues jusque dans la deuxième moitié du XIXe siècle et touchent surtout quelques élites comme les saint-simoniens argentins. L'immigration en provenance d'Europe favorise ensuite la pénétration du socialisme en Amérique du Sud, où les thèses socialistes se diffusent dans les milieux syndicaux. Au Mexique, elles voisinent avec l'anarchisme et le christianisme social,. Les associations de travailleurs apparaissent à partir de la fin des années 1850. Après 1871, le retentissement mondial de la Commune de Paris contribue à attirer des travailleurs sud-américains vers l'AIT. Entre la disparition de la Première Internationale et l'apparition de la Deuxième, le socialisme libertaire se développe en Amérique latine par le biais de l'immigration italienne dans différents pays (Argentine, Brésil, Uruguay). Errico Malatesta, installé en Argentine, contribue à diffuser l'anarcho-communisme en créant en 1885 le journal bilingue La Question sociale. En 1896 est créé le Parti socialiste argentin, dont l'organisation et le programme inspirent les socialistes de divers pays. Au Brésil, les idées socialistes se diffusent surtout dans les milieux anarcho-syndicalistes : des premiers partis socialistes brésiliens apparaissent au tournant du XXe siècle, mais leur audience demeure faible. En Uruguay, en Colombie, au Pérou, au Chili, les idées socialistes se diffusent également par l'intermédiaire des milieux syndicaux.
Malgré ses progrès sur tous les continents, le socialisme demeure partout éloigné des affaires de l'État, et ce jusqu'au début du XXe siècle. À cette époque, dans la quasi-totalité des pays du monde, les socialistes n'ont pas encore eu à affronter l'épreuve du pouvoir, ni la confrontation de leurs idéaux avec les impératifs d'une politique nationale. Seule l'Australie connaît avant la Première Guerre mondiale un éphémère gouvernement d'inspiration socialiste, quand le Parti travailliste australien occupe le pouvoir durant quelques mois en 1904.

### Entre révolution et réformisme

#### La social-démocratie allemande et la querelle réformiste

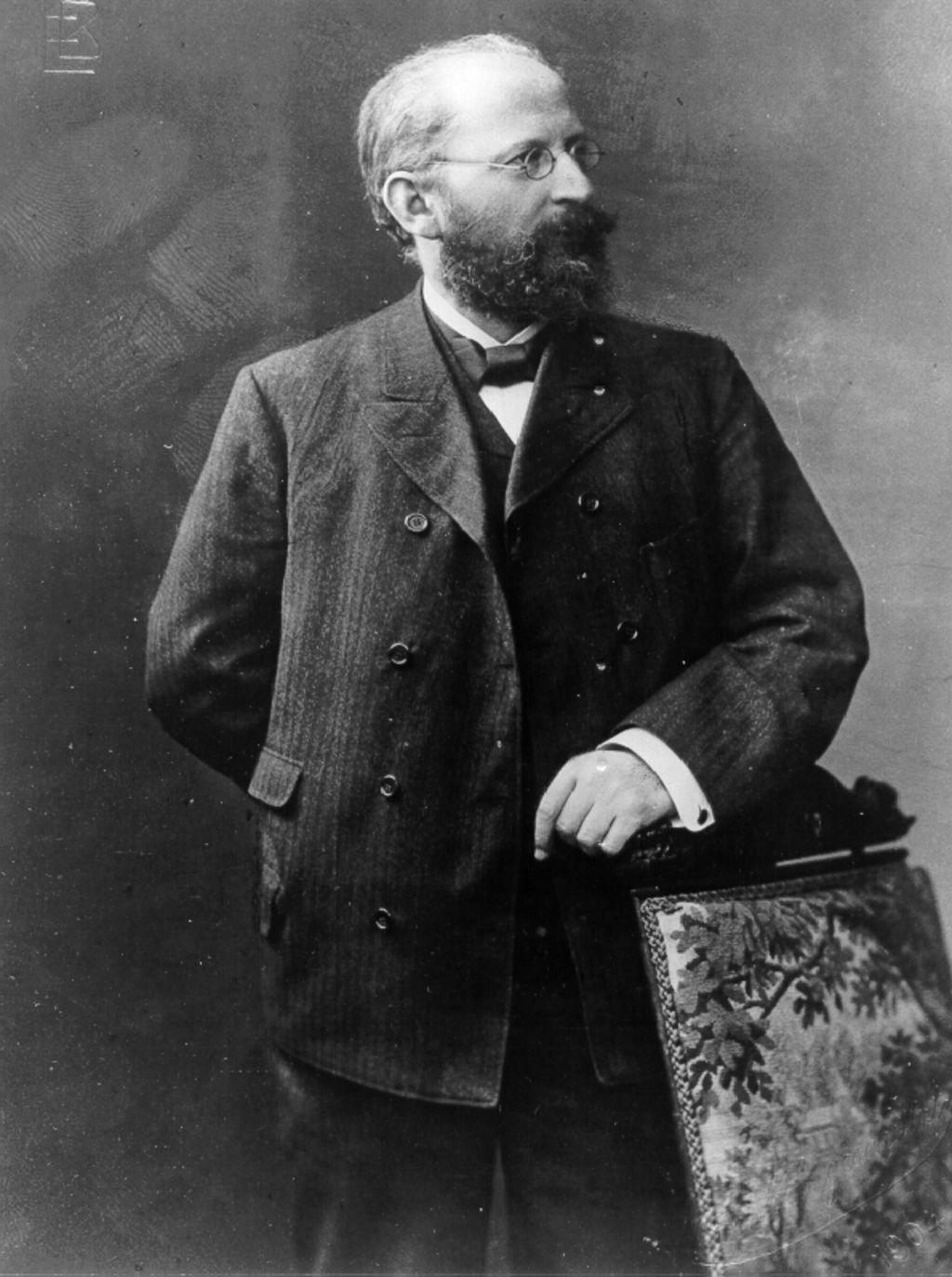
Eduard Bernstein plaide pour le passage au réformisme de la social-démocratie allemande.

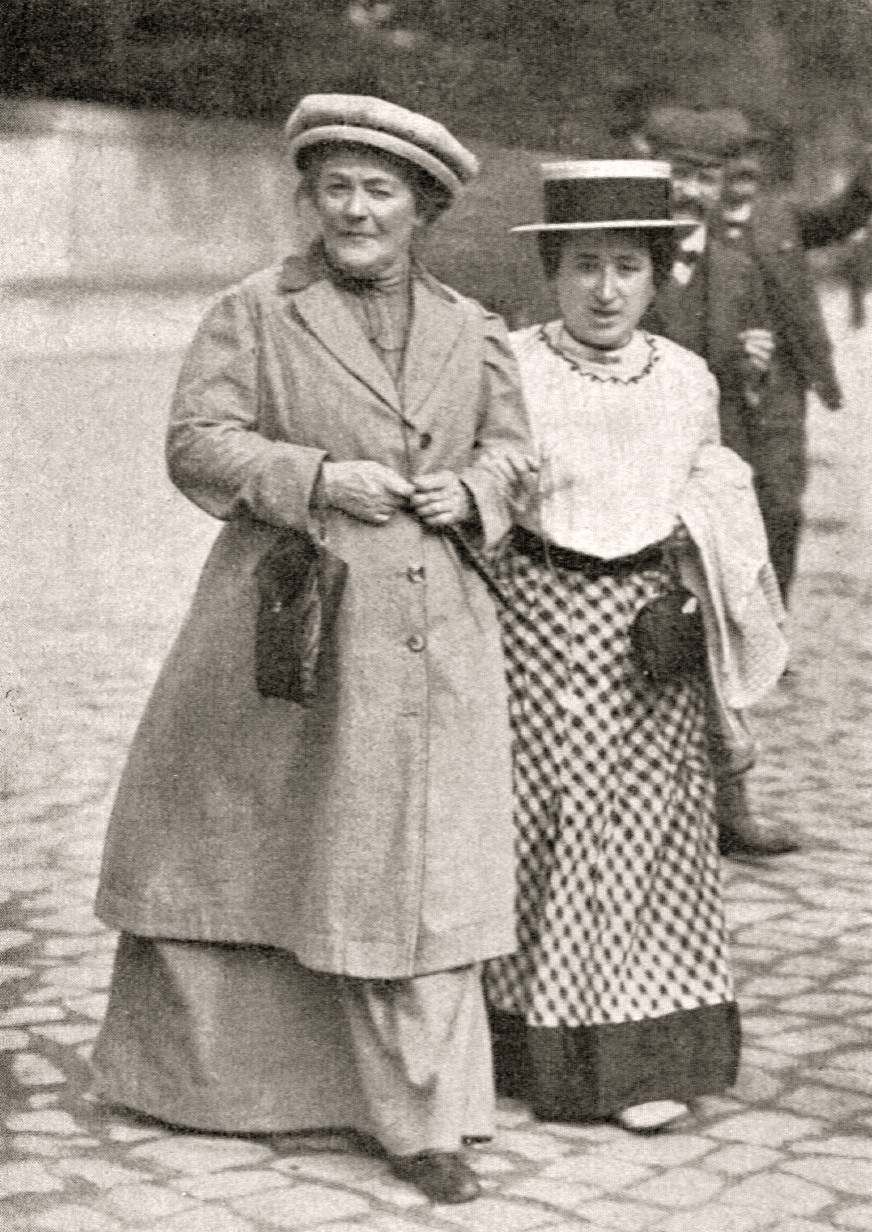
Clara Zetkin et Rosa Luxemburg, représentantes de l'aile révolutionnaire.

Le socialisme européen est marqué, dès la fin du XIXe siècle, par l'opposition entre les tenants d'une ligne révolutionnaire et les partisans d'un « révisionnisme » idéologique qui se traduirait par une évolution vers le réformisme. La social-démocratie allemande, pénétrée au départ par les idées de Lassalle au même titre que celles de Marx, adopte ensuite progressivement le marxisme comme doctrine officielle. Après la mort de Marx en 1883, Engels tient jusqu'à son propre décès en 1895 un rôle de figure tutélaire du SPD. Le parti fonctionne cependant sur l'ambiguïté entre un discours révolutionnaire et une pratique politique réformiste. Eduard Bernstein, exécuteur testamentaire d'Engels, tente de mettre en accord la théorie et la pratique de la social-démocratie ; constatant l'erreur des prédictions catastrophistes de Marx quant à l'évolution du capitalisme, il publie entre 1896 et 1898 dans la revue Die Neue Zeit une série d'articles défendant la thèse selon laquelle la transformation socialiste de la société devient possible par le parachèvement et l'élargissement des institutions politiques et économiques qui existent déjà.
Provoquant la « querelle réformiste » (reformismusstreit), Bernstein se livre rien moins qu'à une remise en cause du marxisme, dont il récuse le dogme matérialiste, et se porte en faux contre les thèses de la prolétarisation accrue de la société et de l'inéluctabilité de l'effondrement du capitalisme. Bernstein prône un socialisme éthique, où l'État, démocratisé par l'instauration du suffrage universel, se fait l'instrument de l'intérêt général sans être pour autant le dispensateur de toutes choses. Pour lui, la social-démocratie doit cesser de se penser comme le parti du prolétariat pour devenir un vaste parti populaire et démocratique englobant les classes moyennes, et proposer simplement des réformes visant à une plus grande justice sociale. Ces thèses suscitent une opposition très forte de la part des marxistes orthodoxes comme August Bebel et Karl Kautsky et sont mises en minorité en 1899 lors du congrès du SPD à Hanovre. Kautsky s'oppose à Bernstein en ce qu'il continue de prôner la révolution, soit la transformation totale de la société : il n'en est pas moins, lui aussi, hostile à la violence, qui ne lui paraît nullement indispensable à la révolution, laquelle peut à ses yeux être réalisée par la voie majoritaire.
Malgré la condamnation de sa ligne, Bernstein n'est pas exclu du parti et continue d'y jouer un rôle important. En dépit de cette défaite apparente du réformisme, le SPD évolue vers un abandon de la ligne révolutionnaire. À la veille de la Première Guerre mondiale, le Parti social-démocrate, présidé à partir de 1913 par Friedrich Ebert, tient une ligne pragmatique, en accord avec le mouvement syndical : les acquis sociaux de la social-démocratie sont défendus sans plus songer à la révolution. Toujours officiellement marxiste, le SPD se contente désormais d'accroître son audience électorale dans une Allemagne dont la législation sociale est désormais avancée. Face à cette évolution réformiste, le courant d'extrême gauche du SPD, incarné notamment par les jungen - jeunes - (Rosa Luxemburg, Karl Liebknecht - fils de Wilhelm - , Clara Zetkin…) souhaite en finir avec la séparation entre discours révolutionnaire et pratique révolutionnaire, et prône la « grève de masse » comme moyen d'action politique. Ce courant a tiré parti de la querelle réformiste pour étayer ses positionnements idéologiques. Dans Réforme ou révolution, Rosa Luxemburg se distingue ainsi des marxistes orthodoxes en établissant que le marxisme n'est pas scientifique mais partisan : c'est justement parce qu'il prend parti qu'il parvient à s'émanciper des catégories scientifiques infondées de la société bourgeoise. Pour elle, le prolétariat doit prendre en charge sa propre destinée et les partis politiques ne doivent pas ambitionner de tenir un rôle dirigeant, mais au contraire se contenter d'un rôle d'éclaireur, et céder le pouvoir à la classe ouvrière une fois la révolution réalisée.

#### Évolutions des autres partis socialistes

##### France

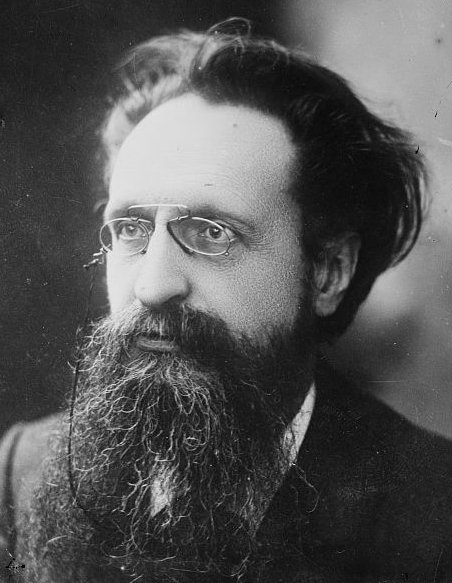
Jules Guesde, représentant de la tendance marxiste du socialisme français.

Malgré les travaux d'auteurs comme Georges Sorel, la théorie marxiste ne pénètre que modérément en France, où le socialisme en est faiblement imprégné : le guesdisme, principal courant français inspiré des idées de Marx et Engels, souhaite suivre l'exemple de la social-démocratie allemande, mais ne propose qu'un marxisme dogmatique, sans guère d'innovations théoriques. La plupart des guesdistes, à commencer par Guesde lui-même, ne maîtrisent pas l'allemand, voire l'anglais, et n'ont qu'une connaissance indirecte ou partielle des œuvres de Marx, dont la traduction en langue française est alors très incomplète. Assimilant avec difficulté le matérialisme historique et le matérialisme dialectique, beaucoup de partisans français du « socialisme scientifique » se limitent à utiliser des formules marxistes sans fournir d'analyse approfondie du capitalisme français. Par ailleurs, la SFIO a quelque difficulté à s'imposer en tant que parti ouvrier, ses chefs étant pour la plupart des parlementaires : la tendance ouvriériste, révolutionnaire et antiparlementaire s'exprime surtout en dehors du parti — voire parfois contre ce dernier — et au sein de la CGT.
Jean Jaurès, dont la personnalité tend progressivement à dominer la SFIO, intègre l'analyse marxiste du capitalisme mais demeure attaché à l'humanisme républicain : partisan d'un « évolutionnisme révolutionnaire », il développe l'idée d'une progression vers le socialisme comme un achèvement des principes républicains et récuse la conception marxiste de l'État comme expression d'une classe sociale. Si Jaurès se réclame du courant des « collectivistes » et des « communistes » au sens de partisans de la propriété collective des moyens de production, sa pensée fait également une large place à l'individualisme : pour Jaurès, si la nation doit être détentrice des moyens de production, elle doit déléguer ceux-ci à des coopératives et à des syndicats où l'initiative individuelle serait essentielle. Jaurès réussit la synthèse en France de la démocratie et du socialisme, de la réforme et de la révolution, du patriotisme et de l'internationalisme, mais est davantage un homme de compromis qu'un bâtisseur de doctrine, sa conception du socialisme apparaissant surtout comme un humanisme progressiste et idéaliste, vécu à la manière d'un engagement religieux.

##### Europe du Nord
La social-démocratie suédoise s'éloigne d'emblée de la voie révolutionnaire. En Norvège, l'évolution vers le réformisme du parti travailliste est au contraire combattue par une minorité de gauche très active. Dans le Grand-duché de Finlande, État autonome de l'Empire russe, le Parti social-démocrate profite du contexte de la révolution russe de 1905 pour obtenir une réforme du système électoral : la Diète finlandaise vote une nouvelle constitution et l'adoption du suffrage universel. Mais dès le nouveau parlement instauré, les antagonismes sociaux réapparaissent : les sociaux-démocrates finlandais tiennent des positions radicales et refusent toute collaboration avec la bourgeoisie, même indépendantiste et anti-russe. Lors des élections de 1907, après une campagne particulièrement violente, les sociaux-démocrates obtiennent 80 sièges sur 200 à la chambre.
Aux Pays-Bas, le Parti social-démocrate des ouvriers (SDAP) est également divisé entre modérés et révolutionnaires : une partie de la jeune génération des militants reproche ses compromissions au dirigeant du parti, Pieter Jelles Troelstra (en). Henriette Roland Holst, Anton Pannekoek ou Herman Gorter comptent parmi les personnalités marquantes de l'aile révolutionnaire, qui s'exprime notamment dans le journal De Tribune. En 1909, les « tribunistes » scissionnent et créent le Sociaal-Democratische Partij (SDP).

##### Italie
Le Parti socialiste italien, quant à lui, voit la lutte en son sein entre réformistes et révolutionnaires tourner au net avantage de ces derniers, au début du XXe siècle. La pensée marxiste domine nettement le mouvement socialiste en Italie et un intellectuel comme Francesco Merlino, qui prône un dépassement de la pensée de Marx et le passage à un « socialisme de marché anticapitaliste », demeure marginal face à des marxistes comme Arturo Labriola. Dans les années qui précèdent la Première Guerre mondiale, Benito Mussolini, alors proche du syndicalisme révolutionnaire et représentant de l'extrême gauche du PSI, devient l'un des principaux dirigeants du parti.

#### Le parti russe et la révolution de 1905

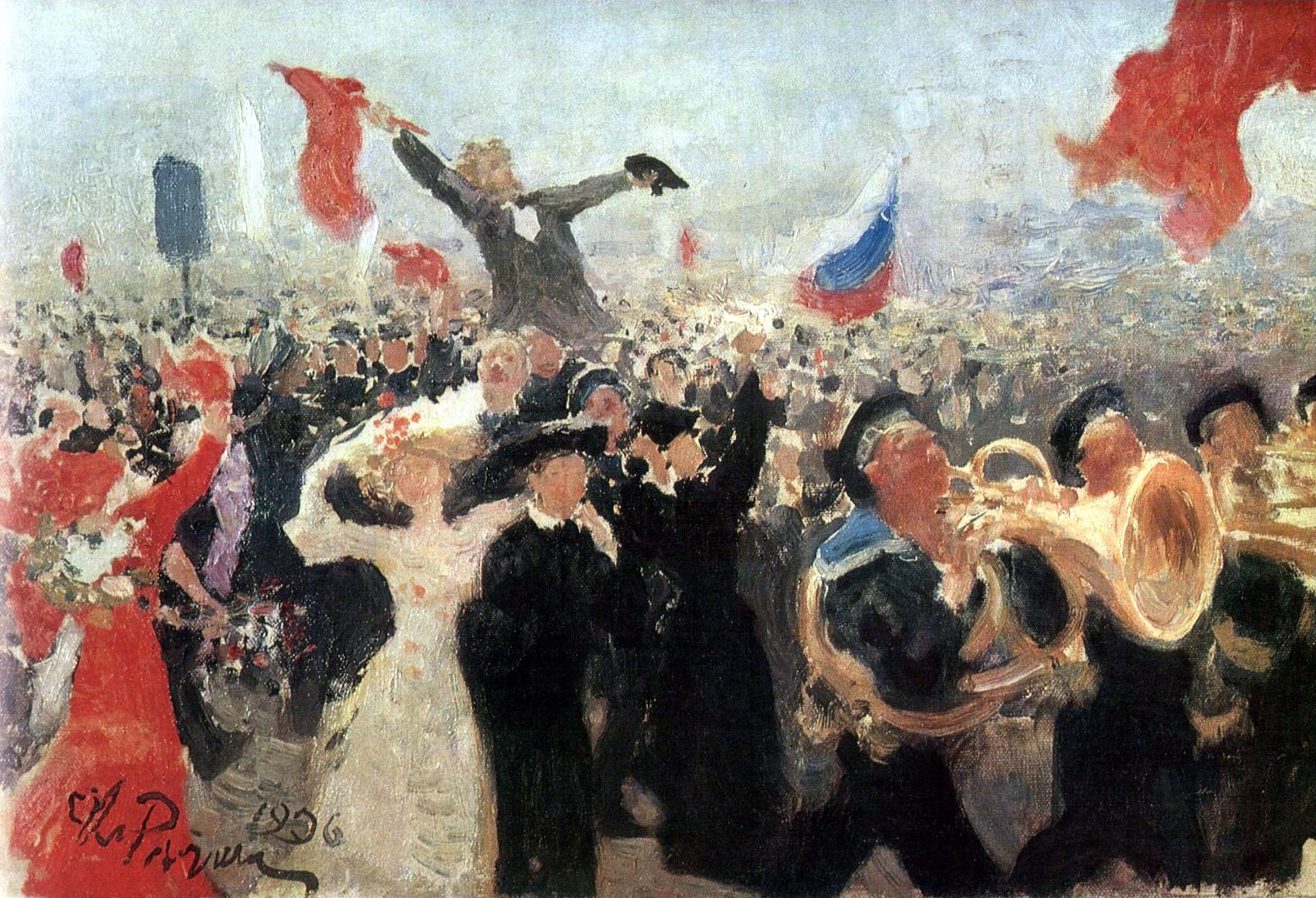
Manifestation le 17 octobre 1905, tableau d'Ilia Répine.

Les sociaux-démocrates russes, réprimés par les autorités tsaristes, demeurent quant à eux dans une optique révolutionnaire. Un autre parti socialiste apparaît au début du XXe siècle en Russie, avec le Parti socialiste révolutionnaire (ou S-R), dirigé notamment par Viktor Tchernov et qui se réclame directement des populistes. Contrairement au sociaux-démocrates russes, les S-R sont un parti axé avant tout sur la défense de la paysannerie, dont ils considèrent qu'elle tient un rôle historique privilégié en Russie. Le parti S-R se divise cependant entre tenants de la défense catégorielle de la paysannerie et partisans de l'action individuelle et terroriste.
En 1902, Vladimir Oulianov dit « Lénine », militant du Parti ouvrier social-démocrate de Russie, publie le traité politique Que faire ?, dans lequel il prône la prise du pouvoir par une organisation strictement centralisée de « révolutionnaires professionnels ». Dès le second congrès du POSDR, tenu en juillet 1903 à Bruxelles, le parti se divise entre les partisans de Lénine et ceux de Julius Martov. La motion de Lénine est d'abord mise en minorité par celle de Martov mais le départ du congrès des délégués des courants du Bund et des « économistes » permettent ensuite à Lénine d'obtenir la majorité et d'affermir le contrôle de sa tendance sur le comité central et le journal du parti. Cet épisode aboutit à ce que les partisans de Lénine soient désormais surnommés bolcheviks (« majoritaires ») et ceux de Martov mencheviks (« minoritaires »). Le milieu socialiste russe demeure divisé et parcouru de conflits incessants. À l'occasion de la révolution de 1905, bolcheviks et mencheviks retournent en Russie pour participer au soulèvement populaire, qui a vu l'apparition en Russie de conseils ouvriers (en russe : Soviets). Léon Trotski devient en octobre vice-président du soviet de Saint-Petersbourg ; Lénine, arrivé en novembre, prône l'instauration d'un gouvernement des travailleurs. Mais après la publication par le tsar Nicolas II du manifeste d'octobre, l'opposition est divisée et le mouvement s'essouffle. L'instauration, en Russie, d'une ébauche de régime parlementaire permet la légalisation des organisations socialistes : mencheviks et bolcheviks obtiennent des élus à la Douma d'État, ce qui entraîne de vifs débats au sein des bolcheviks. Repartis en exil, les dirigeants socialistes russes comme Lénine et Martov ne renoncent pas à leurs ambitions révolutionnaires, bien que celles-ci apparaissent désormais peu réalisables. Au sein de l'Internationale ouvrière, la division permanente du parti russe suscite l'inquiétude : Rosa Luxemburg et Karl Kautsky, notamment, s'opposent à la politique suivie par Lénine et le Bureau socialiste international adopte une résolution condamnant les bolcheviks,,,.

### Première Guerre mondiale et rupture de 1917

#### Le socialisme pendant la guerre de 14-18

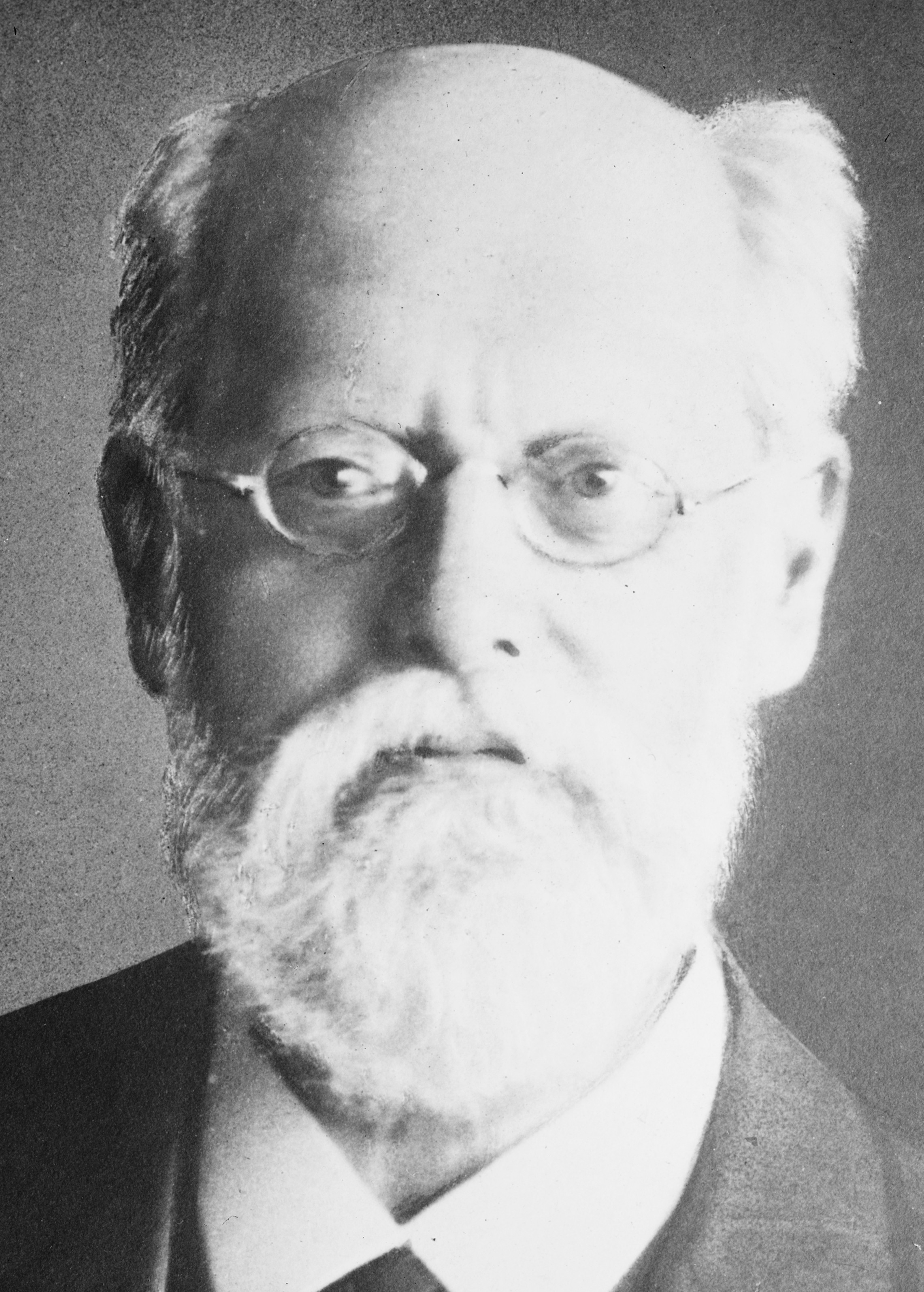
Le théoricien marxiste allemand Karl Kautsky demeure attaché à la notion de révolution mais s'oppose à une prise du pouvoir violente.

À la fin du XIXe siècle et au début du XXe siècle, les dirigeants de l'Internationale ouvrière évoquent fréquemment le risque de guerre et les actions à mener dans cette éventualité. Jean Jaurès, résolument pacifiste, préconise d'empêcher la guerre par une grève générale conduite à un niveau international. Mais rien n'est dit sur l'attitude des socialistes si un conflit finit par éclater. Le déclenchement en 1914 de la Première Guerre mondiale constitue pour l'Internationale ouvrière, qui se trouve alors au sommet de son audience et de sa puissance, un désastre à la fois politique et moral : l'Internationale n'a mis en œuvre aucune stratégie pour empêcher la guerre, les principaux partis socialistes s'étant au contraire ralliés aux politiques de défense nationale à l'approche du conflit. Jaurès, l'un des principaux opposants socialistes français à la guerre, est assassiné le 31 juillet 1914, trois jours avant le début du conflit. En France, trois dirigeants socialistes, Jules Guesde, Marcel Sembat et Albert Thomas, deviennent membres de gouvernements d'« Union sacrée » ; en Belgique, Émile Vandervelde participe au gouvernement alors que le pays est envahi ; en Allemagne et en Autriche-Hongrie, les sociaux-démocrates demeurent écartés des affaires mais soutiennent la politique de leurs gouvernements respectifs, au nom du « Burgfrieden » (équivalent allemand de l'expression « union sacrée »). En décembre 1914, le siège du Bureau socialiste international est transféré à La Haye, en pays neutre, mais Camille Huysmans met l'organisation en veilleuse.
Durant la guerre mondiale, trois tendances s'affirment progressivement au sein de la mouvance socialiste. Une tendance « sociale-patriote » prône le soutien à l'effort de guerre : cette tendance est majoritaire dans la plupart des pays belligérants jusqu'en 1918. Elle domine notamment chez les socialistes français et allemands, tandis que les Italiens se distinguent en adoptant l'attitude contraire : Mussolini est ainsi exclu du parti pour son soutien à l'entrée en guerre de l'Italie.
Une tendance « pacifiste » milite en faveur d'une paix de compromis sans annexions : elle est notamment représentée en France par Jean Longuet (fils de Charles et petit-fils de Karl Marx) et en Allemagne par Karl Kautsky et Eduard Bernstein. Enfin, une tendance « révolutionnaire » disparate - qui compte des personnalités comme Lénine, Karl Liebknecht ou Rosa Luxemburg - considère que, contre la guerre, la « révolution socialiste » doit être mise à l'ordre du jour. Lénine préconise, plus particulièrement, le « défaitisme révolutionnaire » : les travailleurs sont censés lutter contre leur propre gouvernement, sans craindre l'éventualité de précipiter sa défaite militaire, qui favorisera au contraire la révolution. Les socialistes minoritaires s'organisent durant le conflit, passé le choc de l'entrée en guerre : en 1915, sur l'initiative du Parti socialiste italien, la conférence de Zimmerwald réunit, en Suisse, 38 participants représentants 11 pays. Les pacifistes comme les « révolutionnaires » y sont représentés. Lénine, qui assiste à la conférence, propose la rupture avec les sociaux-patriotes et le lancement d'une troisième Internationale, mais il n'est suivi que par 5 délégués. Léon Trotski rédige le Manifeste de Zimmerwald, approuvé par le congrès, qui condamne la guerre et l'Union sacrée sans pour autant appeler à la violence ni à la révolution. Durant le conflit, le rapport entre les trois tendances se modifie, à mesure que l'opposition à l'Union sacrée se renforce devant un conflit prolongé et particulièrement meurtrier ; les thèses de Lénine gagnent du terrain à mesure que la « gauche zimmerwaldienne » se renforce. En France, en 1918, la majorité de la SFIO s'est rangée aux thèses de Jean Longuet : le parti doit quitter le gouvernement en 1917,,.
En Allemagne, le SPD scissionne, les centristes et spartakistes étant exclus et fondant en avril 1917 le Parti social-démocrate indépendant d'Allemagne (USPD), qui souhaite revenir à la tradition de non-collaboration révolutionnaire : l'USPD est un ensemble de courants disparates, réunissant réformistes et radicaux ; la Ligue spartakiste constitue en son sein une tendance d'extrême-gauche autonome.

#### La révolution russe et la scission du socialisme

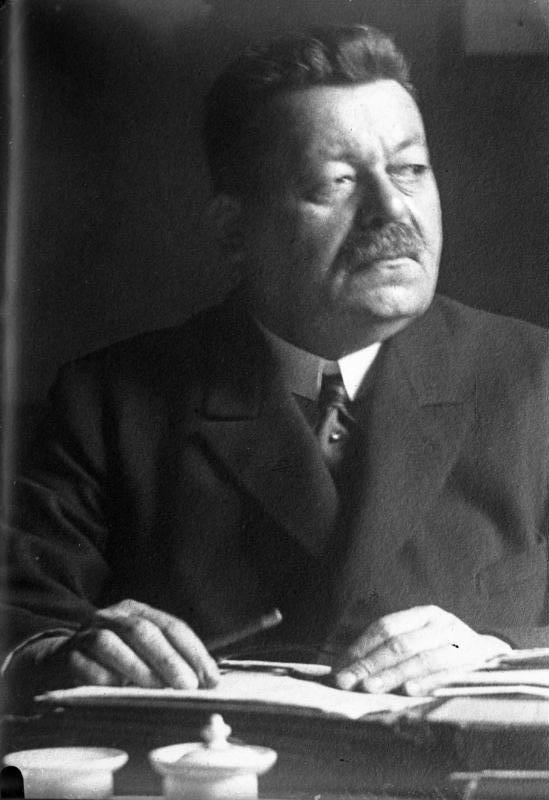
Friedrich Ebert, chef du Parti social-démocrate d'Allemagne, refuse que son pays bascule dans la révolution : son gouvernement fait réprimer le soulèvement des spartakistes.

Le conflit mondial bouleverse les destinées du mouvement socialiste mondial en provoquant la chute de l'Empire russe : le régime tsariste, déconsidéré par son autocratie et par les défaites sur le Front de l'Est, est renversé par la révolution de février 1917. Un gouvernement provisoire, auquel participe le Parti socialiste révolutionnaire en la personne d'Aleksandr Kerenski (chef du gouvernement à partir de juillet) est mis sur pied. Mais les dirigeants bolcheviks et mencheviks, revenus sur le sol russe, ne tardent pas à entretenir une agitation révolutionnaire. Lors de la révolution d'Octobre, les bolcheviks prennent le pouvoir et, alliés dans un premier temps aux socialistes-révolutionnaires de gauche (scission des S-R), mettent en place le régime de la Russie soviétique. Dans sa brochure La Révolution prolétarienne et le renégat Kautsky, publiée en 1918, Lénine défend ses conceptions de la révolution et de la dictature du prolétariat : il s'en prend violemment à Kautsky — dont il a dénoncé pendant la guerre l'opportunisme politique — et, plus largement, au réformisme et à l'idée d'une révolution socialiste non violente. La même année, les bolcheviks se rebaptisent du nom de Parti communiste, destiné selon Lénine à souligner leur identité révolutionnaire.
En Allemagne, l'Empire tombe lors de la révolution de novembre 1918. Friedrich Ebert, chef du SPD, devient chef du gouvernement puis le premier président de la République. Alors que la Ligue spartakiste réclame un gouvernement dirigé par les conseils d'ouvriers et de soldats apparus peu avant le renversement de l'Empire, le SPD souhaite éviter au pays les affres de la révolution russe et, soutenu par l'assemblée des délégués des conseils d'ouvriers et de soldats, engage l'Allemagne sur une voie réformiste. La Ligue spartakiste se constitue en Parti communiste d'Allemagne (KPD). La situation ne tarde pas à tourner à l'affrontement entre modérés et révolutionnaires : en janvier 1919, la tentative d'insurrection des spartakistes est écrasée par les autorités, le ministre SPD Gustav Noske s'appuyant sur les corps francs pour organiser la répression. Deux des principaux leaders spartakistes, Karl Liebknecht et Rosa Luxemburg, sont assassinés par des militaires.
Dans la Finlande nouvellement indépendante, une partie de l'appareil du Parti social-démocrate de Finlande mène, durant l'année 1918, une guerre civile contre les forces politique du Sénat conservateur. Un gouvernement révolutionnaire, dirigé par Kullervo Manner, est proclamé, mais les « rouges » sociaux-démocrates sont finalement vaincus par les « blancs » conservateurs. Le parti finlandais connaît alors une scission : les révolutionnaires, réfugiés sur le sol de la Russie soviétique, rebaptisent leur tendance Parti communiste de Finlande, tandis que ceux qui n'ont pas participé à la guerre civile conservent le nom de Parti social-démocrate et s'intègrent à la vie politique de leur pays.
En mars 1919 les bolcheviks organisent une conférence internationale au cours de laquelle est constituée l'Internationale communiste (Komintern), soit la Troisième Internationale que Lénine appelait de ses vœux pour remplacer la Deuxième Internationale discréditée par son attitude durant la guerre. Des partis communistes apparaissent dans la plupart des pays, souvent par scission des partis socialistes, une partie des cadres socialistes étant sensibles aux thèses léninistes et au rayonnement d'une révolution réussie.
En Italie, le courant « maximaliste » (ce mot étant à l'origine une mauvaise traduction de « bolchevik ») prend en septembre 1918 le contrôle du Parti socialiste italien, adhère dès mars 1919 à l'Internationale communiste et mène durant deux ans une politique d'agitation (le biennio rosso, soit les « deux années rouges ») qui échoue faute de direction politique. En 1921, le PSI se divise sur la question du maintien ou non dans le Komintern : les partisans de l'intégration à la Troisième Internationale font sécession pour donner naissance au Parti communiste d'Italie. L'année suivante, c'est l'aile réformiste du PSI qui quitte le parti pour former le Parti socialiste unitaire. La scission de la gauche italienne intervient au pire moment, le fascisme étant alors en pleine ascension : fondée par Benito Mussolini - devenu, après son exclusion du PSI, farouchement anti-socialiste - cette nouvelle mouvance politique mêle dans son idéologie des emprunts au socialisme révolutionnaire et au nationalisme radical. En 1926, quatre ans après son arrivée au pouvoir, Mussolini promulgue une série de « lois fascistissimes » qui mettent en place un régime dictatorial. Les partis socialiste et communiste sont interdits ; de nombreux cadres et militants socialistes italiens, dont leur chef historique Filippo Turati, sont réduits à l'exil.
En France, L-O Frossard et Marcel Cachin, envoyés par la SFIO en Russie soviétique, en reviennent conquis par les idées du nouveau régime : en décembre 1920 se tient le congrès de Tours de la SFIO, au cours duquel une majorité de délégués de la SFIO choisit d'adhérer à l'Internationale communiste, fondant la Section française de l'Internationale communiste, qui se rebaptise ensuite Parti communiste français. Léon Blum s'oppose quant à lui résolument aux thèses léninistes qui lui apparaissent comme un nouvel avatar du blanquisme, soit de la prise du pouvoir non par les masses mais par une minorité organisée entraînant ces dernières. Une minorité de délégués, conduite par Blum et Jean Longuet, refonde aussitôt la SFIO,. Blum, lors de son intervention au congrès de Tours, condamne sévèrement les pratiques des bolcheviks qui lui apparaissent non comme la dictature du prolétariat, mais comme celle d'un petit groupe. Pour Blum, les thèses de Marx, dont il juge la métaphysique « médiocre » et la doctrine économique caduque, ne sauraient constituer le fondement du socialisme : récusant le matérialisme historique et le déterminisme sociologique, Blum conçoit le socialisme comme devant assurer « l'égal bien-être et le bonheur commun des hommes » en installant « la raison et la justice là où règnent aujourd'hui le privilège et le hasard ». Pour lui, si une phase transitoire de dictature du prolétariat est inévitable après une prise du pouvoir victorieuse et dans un contexte de vacance de la légalité, la révolution doit se comprendre comme la transformation de la société, et non comme la prise du pouvoir elle-même : en outre, une révolution n'a pas à être cruelle et sanglante, Blum ne la concevant pas comme une insurrection ou une guerre civile. Devenu le « chef moral » de la SFIO, il estime de son devoir de « garder la vieille maison » dans laquelle il espère voir la famille socialiste française se réunifier. Mais au cours des années 1920, les deux « frères ennemis » du socialisme français demeurent séparés par une hostilité grandissante. La SFIO reprend rapidement l'avantage par rapport au PCF, qui s'enferme dans des positions sectaires. Avec le reflux de la vague révolutionnaire en Europe, les communistes français perdent de nombreux militants : bien que gagnant certains bastions électoraux, ils sont nettement distancés par les socialistes lors des élections de 1924. Fait unique jusque-là, un parti formé d'exclus et de dissidents parvient à se reconstituer sur des bases solides et à dominer largement l'adversaire,.
En Norvège, le Parti travailliste adhère en 1919 à l'Internationale communiste mais rompt avec elle quatre ans plus tard, provoquant la scission du Parti communiste norvégien. Dans l'Allemagne de Weimar, le SPD perd un tiers de ses sièges lors des élections de 1920 et doit quitter la chancellerie ; il demeure cependant le parti le plus important en nombre de militants et revient au pouvoir en 1928. Tout en continuant d'utiliser un vocabulaire radical et des références marxistes, le SPD a abandonné toute perspective révolutionnaire ; il doit affronter sur sa gauche le KPD, devenu un parti de masse et qui lui est irrémédiablement hostile depuis les évènements de 1919,.

### Entre-deux-guerres et Seconde Guerre mondiale

#### Communistes contre socialistes
Durant l'entre-deux-guerres, la révolution d'Octobre et la création de l'Internationale communiste ont de profondes conséquences sur la mouvance socialiste et sur le mouvement ouvrier en général, qui se trouvent profondément divisés. L'URSS, via le Komintern, contrôle les partis communistes européens qu'elle entreprend de « bolcheviser » — soit de réorganiser à sa convenance — à partir de 1924. Des dissidences communistes, comme la gauche communiste hostile dès le début des années 1920 à l'autoritarisme léniniste (création de l'Internationale communiste ouvrière en 1921), l'Opposition communiste internationale créée en 1930, ou le trotskisme qui se fédère à partir de 1938 au sein de la Quatrième Internationale, ne parviennent pas à concurrencer l'hégémonie de l'URSS, dont Joseph Staline devient le principal dirigeant après la mort de Lénine. Le mouvement communiste mondial stalinien — dont l'idéologie officielle prend dans les années 1930 le nom de marxisme-léninisme — apparaît comme un système centralisé où le Parti communiste soviétique joue un rôle dominant.
Face à l'Internationale communiste, les socialistes doivent mieux définir leur identité propre, afin de conjuguer démocratie et émancipation sociale : le socialisme démocratique affirme dès lors progressivement sa singularité face au communisme, malgré d'importantes divisions en son sein. Au sortir de la Première Guerre mondiale, l'Internationale ouvrière est en effet très affaiblie : en 1921, plusieurs partis, dont la SFIO et le Parti social-démocrate d'Autriche, la quittent pour constituer une nouvelle Internationale, l'Union des partis socialistes pour l'action internationale, dite « Internationale deux et demi ». En 1922, une conférence censée réunir les trois Internationales échoue, confirmant le fossé entre les familles socialistes. Lors du congrès de Hambourg de 1923, l'Internationale ouvrière et l'Union des partis socialistes pour l'action internationale fusionnent pour donner naissance à l'Internationale ouvrière socialiste, qui regroupe la majorité des partis socialistes européens. Une grande partie des cadres de la nouvelle Internationale - dont Léon Blum lui-même - s'affirment encore révolutionnaires et partisans d'une dictature du prolétariat organisée de manière démocratique. Toutefois, Blum insiste sur la nécessité de transformer la société par des moyens légaux et ne conçoit l'arrivée au pouvoir que par le biais du processus électoral : tout en continuant d'affirmer leurs crédos marxistes, les partis socialistes continuent dans les faits d'évoluer, dans leur ensemble, vers le réformisme, ce qui prend l'aspect d'une victoire différée des thèses d'Eduard Bernstein,.
Un théoricien marxiste comme Karl Kautsky reconnaît de plus en plus, dans les années 1920-1930, la nécessité de la démocratie politique, : Kautsky consacre de nombreux écrits à l'analyse de la révolution russe, qui lui apparaît comme l'archétype de la révolution violente, et du gouvernement par la violence. Si les sociaux-démocrates envisagent toujours une violence défensive pour garantir les acquis de la révolution, ils n'en condamnent pas moins la révolution violente et le « modèle » russe. Otto Bauer, chef et théoricien du parti autrichien, condamne fermement l'expérience russe, considérant que « celui qui utilise la violence devient prisonnier de la violence » et que la dictature « ne nuit pas seulement à l'autre camp, elle nuit au prolétariat lui-même ». Dans cette optique, le parti doit donc attendre d'avoir conquis la majorité pour mettre en œuvre son programme de transformation radicale et, en attendant, proportionner ses objectifs au rapport de force politique.

#### Identités multiples du socialisme

##### Les socialistes à l'épreuve du pouvoir en Europe

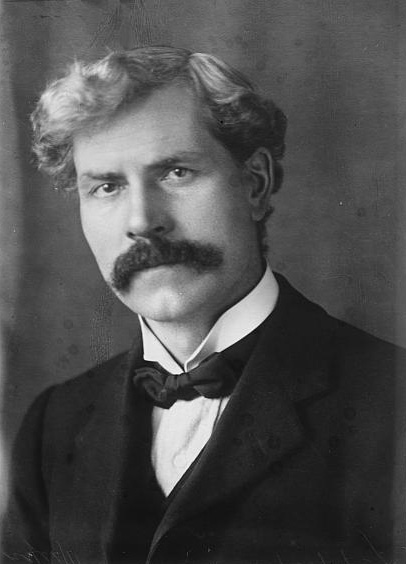
Ramsay MacDonald, premier chef de gouvernement travailliste du Royaume-Uni, doit rompre avec son parti du fait de sa politique économique orthodoxe.

Les partis socialistes doivent faire face, outre la concurrence des partis communistes, à la Grande Dépression née du krach de 1929, ainsi qu'à la montée du fascisme et des idéologies apparentées, dont la plus puissante est le national-socialisme (Nazionalsozialismus) en Allemagne.
En France, la SFIO participe à la coalition du cartel des gauches, qui remporte les élections de 1924 : elle s'abstient cependant de contribuer aux gouvernements qui se succèdent jusqu'à l'échec du cartel en 1926. Des partis socialistes, sociaux-démocrates et travaillistes accèdent au pouvoir dans plusieurs pays européens, et dans des contextes politiques très différents les uns des autres, mais qui vont tous dans le sens de l'évolution vers le réformisme. Outre l'Allemagne, où Friedrich Ebert est président du Reich jusqu'à sa mort en 1925 et où le SPD tient à nouveau la chancellerie de 1928 à 1930, le Royaume-Uni connaît son premier gouvernement travailliste avec Ramsay MacDonald, premier ministre de janvier à novembre 1924. Revenu au pouvoir en 1929, MacDonald doit gérer les effets de la crise économique mondiale et adopte en 1931 une politique économique orthodoxe, qui le conduit à rompre avec son parti.

##### La social-démocratie scandinave

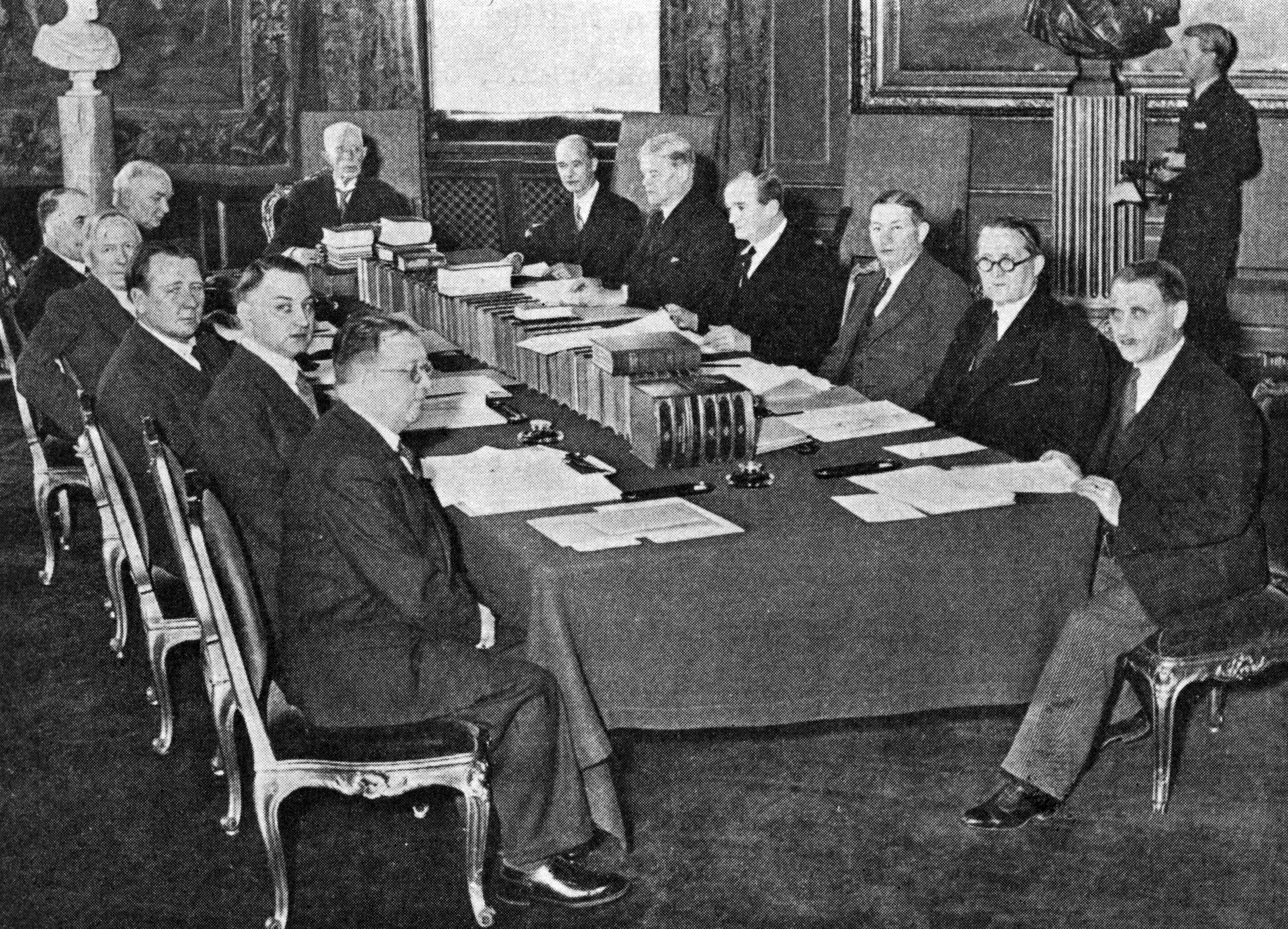
Une réunion du gouvernement social-démocrate suédois de Per Albin Hansson, sous la présidence du roi Gustave V (1938).

En Scandinavie (Suède, Norvège, Danemark), les partis sociaux-démocrates accèdent au pouvoir dans les années 1920-1930 et contribuent à la mise en place d'un système d'État-providence, plus tard désigné du nom de « modèle scandinave ». En 1924, Thorvald Stauning, chef du Parti social-démocrate, devient premier ministre du Danemark et jette les bases d'un État-providence, mais ne dispose pas d'une majorité absolue : les sociaux-démocrates danois doivent participer à des gouvernements de coalition et affronter l'opposition syndicale. En 1920, Hjalmar Branting prend la tête du premier gouvernement social-démocrate en Suède, mais à c'est à partir de 1932, quand Per Albin Hansson devient chef du gouvernement, que les sociaux-démocrates suédois entament une très longue période au pouvoir, quasi-ininterrompue jusqu'en 1976. Ayant pris depuis longtemps ses distances avec le marxisme et le socialisme révolutionnaire, la social-démocratie suédoise bénéficie d'une osmose entre parti et syndicats et instaure un État-providence sans équivalent, modelant la société sans doute la plus égalitaire de l'ensemble des pays industriels.
L'expérience suédoise se distingue d'emblée en dissociant le socialisme de la socialisation des moyens de production, et en rendant compatibles la politique sociale et l'efficacité économique. En 1935, le Parti travailliste norvégien, ayant rompu avec le bolchevisme, accède au pouvoir quand Johan Nygaardsvold devient chef du gouvernement : l'évolution du parti vers le réformisme est accélérée par sa pratique des affaires publiques et les travaillistes norvégiens bénéficient de la même osmose avec les syndicats que les sociaux-démocrates suédois pour bâtir leur propre Welfare State.

##### Autres formes de socialisme
Le socialisme italien, réduit à la clandestinité ou à l'exil, continue néanmoins de se développer dans la mouvance de l'antifascisme. En 1930, Carlo Rosselli publie à Paris l'ouvrage Socialisme libéral, qui constitue un texte théorique du mouvement antifasciste Giustizia e Libertà et dans lequel il prône un dépassement du marxisme et la convergence entre un libéralisme sensibilisé à la question sociale, ainsi qu'un socialisme à la fois non autoritaire et non utopiste.
Dans le monde arabe, encore pour l'essentiel colonisé, les idées socialistes pénètrent de plusieurs manières différentes : dans des milieux d'occidentaux expatriés et des colons, parmi des minorités musulmanes dont les revendications se marient volontiers avec le communisme et enfin au sein de mouvements de jeunesse au sein desquels le socialisme se mêle au nationalisme. Des intellectuels marxistes arabes et des partis communistes locaux s'intéressent aux contradictions sociales de l'Orient arabe et aux problèmes du sous-développement et de l'impérialisme. Aux Indes britanniques, le Parti du Congrès indépendantiste adopte des thématiques socialistes, son chef Nehru définissant pour sa part le socialisme comme un contrôle par l'État des ressources et des moyens de production. Nehru, influencé par le socialisme fabien et opposé à l'idée d'une révolution violente, se situe dans la ligne du socialisme démocratique : le socialisme indien, revendiqué par des partis opposés, connaît cependant, dans l'entre-deux-guerres et après, d'importantes variations quant à son identité. Au Mexique, le « socialisme » fait durant les années 1920 son apparition dans le vocabulaire du régime politique, au discours laïque et socialisant, en place depuis la révolution de 1910.

#### Le nazisme et le socialisme
Indépendamment de la social-démocratie, des partis socialistes démocratiques et du « socialisme réel » revendiqué par les communistes, le vocable « socialiste » continue d'être utilisé par les mouvements et dans les contextes les plus divers. En Allemagne, le Parti ouvrier allemand (DAP), fondé en 1919, se réclame d'un « socialisme germanique » mal défini, qui a pour but d'amener les ouvriers allemands vers le nationalisme, tout en les détournant de l'internationalisme marxiste. Le socialisme et l'anticapitalisme continuent ensuite de faire partie du discours du Parti national-socialiste des travailleurs allemands (NSDAP), qui succède au DAP : ces thèmes se retrouvent essentiellement au sein de l'aile gauche de ce nouveau parti. L'idéologie du NSDAP, conçue par Adolf Hitler, prend le nom officiel de national-socialisme (couramment abrégé en nazisme) : le national-socialisme n'entretient cependant aucune relation avec les mouvements socialistes et communistes, auxquels l'oppose une hostilité radicale, et qui sont interdits après l'arrivée au pouvoir d'Hitler. L'idéologie hitlérienne a en commun avec le fascisme mussolinien de réaliser des emprunts à la fois au nationalisme radical et au socialisme révolutionnaire. Le nazisme se distingue cependant du fascisme par un racisme et un eugénisme fondamentaux et repose avant tout sur une doctrine nationaliste, pangermaniste, militariste et antisémite. Hitler définit pour sa part dès 1922 le « socialisme » nazi comme un dévouement inconditionnel à la nation. Pour lui, le véritable « socialisme », dont le nom a selon lui été indûment « volé » par la « doctrine juive » du marxisme, est en réalité une « science de la prospérité collective », qui donne à l'État la mission de « satisfaire les légitimes besoins des classes laborieuses en se fondant sur la solidarité raciale » et vise à susciter « un esprit communautaire et social, s'épanouissant au sein d'une économie nationale fondée sur la responsabilité individuelle et encadrée par l'État ». Le nazisme s'oppose au « socialisme international », c'est-à-dire aux mouvements socialistes internationalistes, d'inspiration marxiste ou non, dont la vocation « antipatriotique » est à l'opposé du nationalisme pangermaniste hitlérien ; il les rejoint cependant dans l'opposition à certaines formes de capitalisme et dans la mise en avant de l'intérêt général au moyen d'une économie dirigiste subordonnée aux intérêts du peuple. Dans le projet nazi, la lutte des classes serait évitée par l'union des classes sociales au sein d'une « communauté du peuple » (Volksgemeinschaft) soudée par la solidarité nationale et raciale ; Joseph Goebbels présente ainsi le national-socialisme comme « le vrai socialisme », en ce qu'il permettrait aux classes de vivre ensemble au lieu de les dresser les unes contre les autres. Le national-socialisme se distingue également par l'adoption du Führerprinzip, qui consacre de manière officielle le primat absolu de l'autorité personnelle du chef — soit en l'espèce Adolf Hitler lui-même — en matière de gouvernement. Dès l'été 1930, l'aile gauche du NSDAP, menée notamment par Otto Strasser, est évincée de la direction du parti. Ceci contribue à éliminer les aspects « socialistes » — au sens traditionnel du terme — du nazisme ; le mot socialisme continue cependant de faire partie du vocabulaire nazi. L'historien Ian Kershaw range pour sa part le nazisme parmi les « mouvements extrémistes antisocialistes » et considère que la « fusion du nationalisme et du socialisme » proposée par Hitler ne repose sur aucun concept socialiste moderne, mais au contraire sur une forme primaire de darwinisme social et d'idées impérialistes héritées du XIXe siècle.

#### Des divisions de la gauche européenne aux Fronts populaires
Face à la montée du nazisme et des autres fascismes, les partis socialistes européens se montrent désorientés et incapables d'une action commune. L'Internationale ouvrière socialiste assimile tout d'abord l'ensemble des phénomènes fascistes à un phénomène de réaction issu de la Guerre mondiale. Le SPD espère un temps préserver sa légalité avant d'être dissout en 1933, la SFIO veut empêcher l'Allemagne de se réarmer et les Scandinaves souhaitent préserver leur neutralité. Le pacifisme des socialistes, marqués par les ravages de la Première Guerre mondiale, l'emporte sur les autres considérations : au sein de la famille socialiste, les partisans de la fermeté face à l'Allemagne sont les sociaux-démocrates autrichiens, les travaillistes britanniques ainsi qu'une minorité de la SFIO (dont Léon Blum, Jean Longuet et Jean Zyromski). Les partis communistes suivent quant à eux une ligne « classe contre classe » dictée par le Komintern et consistant à renvoyer dos à dos les fascistes et les « sociaux-traîtres » socialistes. Cette politique a des résultats désastreux en Allemagne, aboutissant à laisser le champ libre à l'accession au pouvoir d'Hitler : sociaux-démocrates et communistes sont interdits comme tous les autres partis. En Autriche, le Parti social-démocrate est interdit : la situation politique débouche sur la brève guerre civile de février 1934, à l'issue de laquelle le Front patriotique « austrofasciste » devient parti unique, tandis que les socialistes autrichiens sont réprimés. L'absence de stratégie cohérente de l'Internationale ouvrière socialiste conduit dans plusieurs pays européens à une résurgence du socialisme révolutionnaire. Une vague de scissions a lieu dans les partis socialistes européens : des nouveaux partis comme le Parti socialiste ouvrier d'Allemagne ou le Parti socialiste indépendant néerlandais apparaissent, signe de la crise du socialisme européen due à son impuissance face au danger. Des mouvements comme le Parti travailliste indépendant britannique (qui se détache du Parti travailliste) le Parti socialiste ouvrier d'Allemagne, ou le Parti ouvrier d'unification marxiste (scission du Parti communiste d'Espagne) se fédèrent à partir de 1932 au sein d'une nouvelle internationale, le Bureau international pour l'unité socialiste révolutionnaire (dit « Bureau de Londres »).
Parallèlement se développe, en France et en Belgique, une nouvelle ligne « révisionniste » connue sous le nom de néo-socialisme ; celle-ci se fait l'écho d'une controverse doctrinale ancienne, d'autant plus aigüe au moment où le socialisme peine à s'affirmer devant le danger nazi. Des socialistes s'interrogent à nouveau sur l'identité politique du socialisme, la place du marxisme, la dimension révolutionnaire et la prise en compte de l'évolution sociétale. Henri De Man, membre du Parti ouvrier belge, publie en 1926 le livre Au-delà du marxisme, dans lequel il analyse le décalage entre discours révolutionnaire et pratique politique et donne au facteur subjectif une importance primordiale par rapport à l'économique, considérant que le socialisme doit aider le peuple à « vaincre un complexe d'infériorité sociale ». Émile Vandervelde, chef du POB, critique vivement les thèses d'Henri De Man, considérant que l'exploitation capitaliste n'a pas disparu, mais ne prend pas en compte ses remarques sur l'évolution sociale du prolétariat et des classes moyennes. Les idées de De Man influencent en France Marcel Déat, étoile montante de la SFIO, qui se place dans une optique résolument réformiste de rassemblement anticapitaliste avec les classes moyennes. Combattues par Léon Blum et les partisans de ce dernier, les thèses de Déat sont au contraire soutenues par d'autres socialistes comme Adrien Marquet qui prône les devises « ordre, autorité, nation ». Les néo-socialistes français finissent par quitter la SFIO pour fonder le Parti socialiste de France-Union Jean Jaurès, qui donne ensuite naissance à l'Union socialiste républicaine. De Man et Déat évoluent ensuite tous deux, à l'approche du conflit mondial, vers un pacifisme de plus en plus affirmé. Déat finit par s'éloigner quant à lui du mouvement socialiste, son parcours l'amenant ensuite vers le fascisme et la collaboration durant l'occupation allemande.

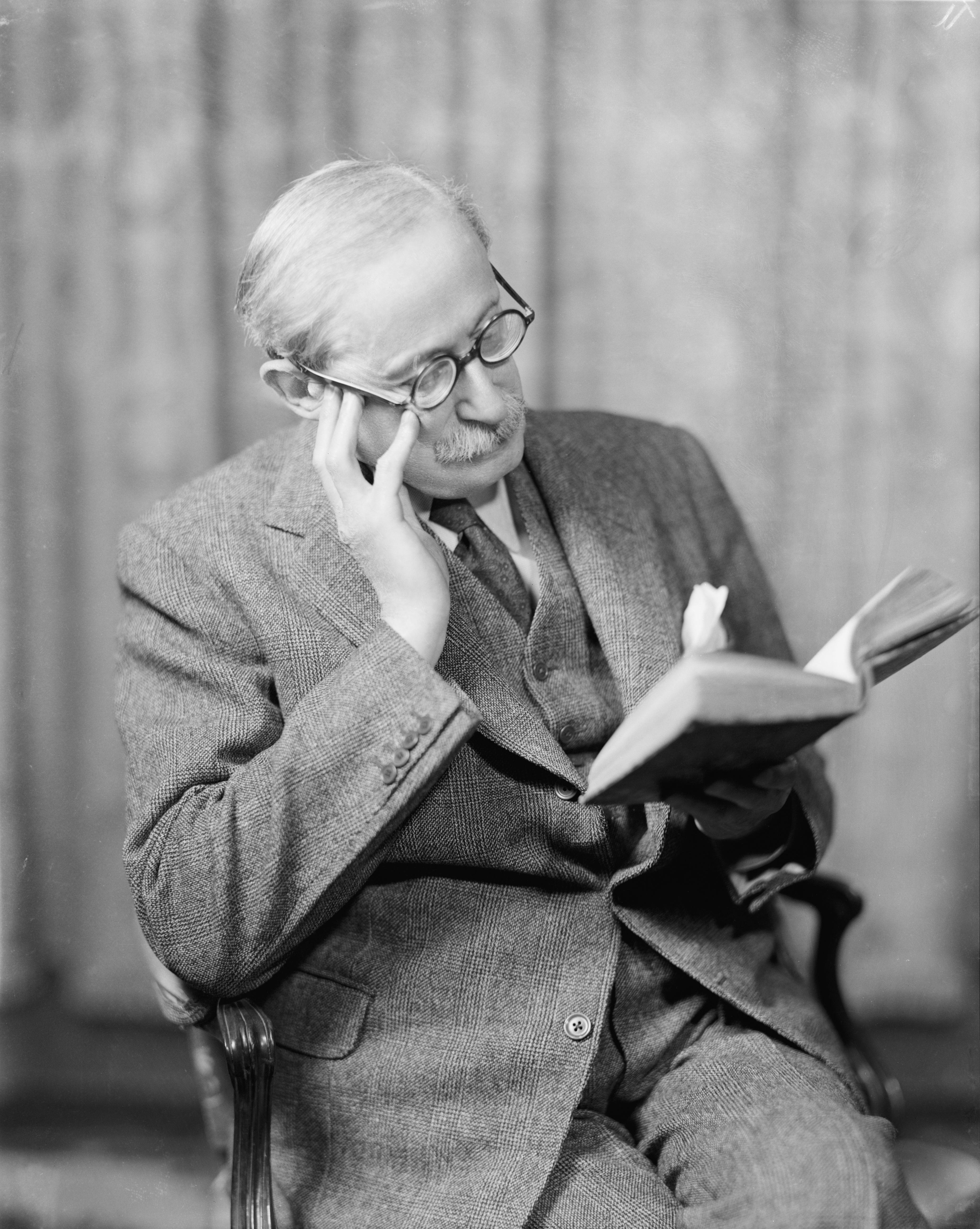
Léon Blum, dirigeant de la SFIO, met en œuvre en France une série de réformes sociales, sous le gouvernement du Front populaire.

Victoire du Front populaire français lors des élections législatives de 1936.

L'échec manifeste de la ligne « classe contre classe » conduit l'Internationale communiste à adopter, à partir de 1935, une politique de « fronts populaires », c'est-à-dire d'alliance de toutes les forces antifascistes. Les socialistes acceptent ces alliances, qui mettent fin aux attaques des communistes contre eux. En Espagne, le Front populaire constitué par le Parti socialiste ouvrier espagnol, le Parti communiste d'Espagne et divers autres mouvements dont des nationalistes galiciens et catalans, remporte les élections générales de février 1936. Le climat politique est particulièrement tendu en Espagne, les socialistes espagnols étant divisés entre modérés et radicaux : Francisco Largo Caballero, chef du PSOE et de l'Union générale des travailleurs, passé depuis 1934 du réformisme gouvernemental à l'affirmation révolutionnaire, multiplie les surenchères, ce qui lui vaut le surnom de « Lénine espagnol »,.
En France, le Front populaire, alliance défensive formée par la SFIO, le PCF et le Parti républicain, radical et radical-socialiste, remporte les élections législatives de 1936. Léon Blum devient président du conseil des ministres et met en œuvre une série de réformes qui modifient en profondeur la société française : les accords Matignon concernant le monde du travail, la semaine de 40 heures et les congés payés. Blum parvient en outre à faire triompher sa ligne modérée ; il fait accepter à l'extrême-gauche de la SFIO — notamment la Gauche révolutionnaire de Marceau Pivert — qu'un changement de régime, en l'absence des conditions requises et d'un mandat des électeurs en ce sens, n'est pas à l'ordre du jour. Il réussit dès lors à maintenir le mythe de la conquête du pouvoir tout en faisant admettre la réalité de son exercice tandis qu'il s'en tient, dans la continuité de la pensée de Jaurès, à une théorie de l'État démocratique.
Un troisième front populaire arrive au pouvoir durant la période, cette fois hors d'Europe : au Chili, le Front populaire, formé notamment par le Parti socialiste, le Parti communiste et le Parti radical, gouverne à partir de 1938, sous la présidence de Pedro Aguirre Cerda. Le Parti socialiste du Chili est divisé en diverses tendances, allant du socialisme modéré à l'anarcho-syndicalisme en passant par divers marxismes révolutionnaires : il s'affirme néanmoins dans son ensemble « marxiste » et partisan d'une dictature du prolétariat temporaire. Les ministres socialistes sortent cependant du gouvernement dès 1940 et l'entente des socialistes chiliens avec les communistes se brise à l'occasion de la polémique sur les causes de la guerre mondiale et sur la politique suivie par l'URSS en 1939-40.
En Espagne, la situation débouche sur une guerre civile après le soulèvement nationaliste de juillet 1936. Le gouvernement de Léon Blum, devant les crimes commis durant la terreur rouge, fait initialement taire ses sympathies pour les républicains et adopte une politique de non-intervention. Ce choix illustre la difficulté pour les socialistes de tenter d'allier antifascisme et pacifisme. Blum défend ensuite une politique de fermeté face au danger fasciste en Europe, mais il est écarté du pouvoir dès 1937. Le conflit espagnol, prélude à la Seconde Guerre mondiale, s'achève par la victoire des nationalistes espagnols : les partis socialiste et communiste espagnols sont interdits,.

#### Pendant la Seconde Guerre mondiale
Au cours de la Seconde Guerre mondiale, l'Internationale ouvrière socialiste se disloque : Camille Huysmans, réfugié à Londres, tente vainement de la maintenir à flot. Les socialistes européens, face à l'approche du conflit puis durant celui-ci, sont très divisés : certains, comme Henri De Man et le secrétaire général de la SFIO Paul Faure, défendent avec force le pacifisme. Une partie d'entre eux, durant l'occupation allemande de leur pays, conservent les mêmes priorités pacifistes qui leur avaient fait approuver les accords de Munich et vont parfois jusqu'à glisser dans la collaboration. Durant l'occupation, la SFIO se reconstitue clandestinement et est progressivement réorganisée par les socialistes partisans de la résistance; ces derniers gardent le contact avec Léon Blum emprisonné. Le soutien des socialistes au général de Gaulle contribue à fonder la légitimité de la France libre.
Dans l'ensemble des pays européens, des socialistes participent aux mouvements de résistance de l'intérieur et de l'extérieur. Le Parti socialiste italien, exilé depuis plus de vingt ans, prend part à la résistance contre les Allemands et les fascistes, intégrant le Comité de libération nationale créé en septembre 1943. Dans le milieu antifasciste italien se développe un courant distinct de celui de Giustizia e Libertà, intitulé « Libéralsocialiste », dont le principal théoricien est Guido Calogero. Le libéralsocialisme, dont les thèses sont fixées dans deux manifestes publiés en 1940 et 1941, ambitionne de créer une synthèse de la « part de vérité » du libéralisme et du marxisme, en promouvant un projet de société fondé sur la démocratie et l'économie mixte, où l'État assurerait un rôle de régulateur, en laissant une large part de contrôle à la société civile. Les deux courants socialistes libéraux convergent au sein du Parti d'action. En France, la SFIO participe au Conseil national de la Résistance. Les socialistes doivent cependant compter avec la présence des communistes : ceux-ci, profondément déstabilisés en 1939 par le pacte germano-soviétique, ont massivement rejoint la résistance après l'invasion de l'URSS par l'Allemagne en juin 1941, jusqu'à atteindre, dans certains pays, une position nettement majoritaire au sein des mouvements de libération nationale.

### Pendant la guerre froide

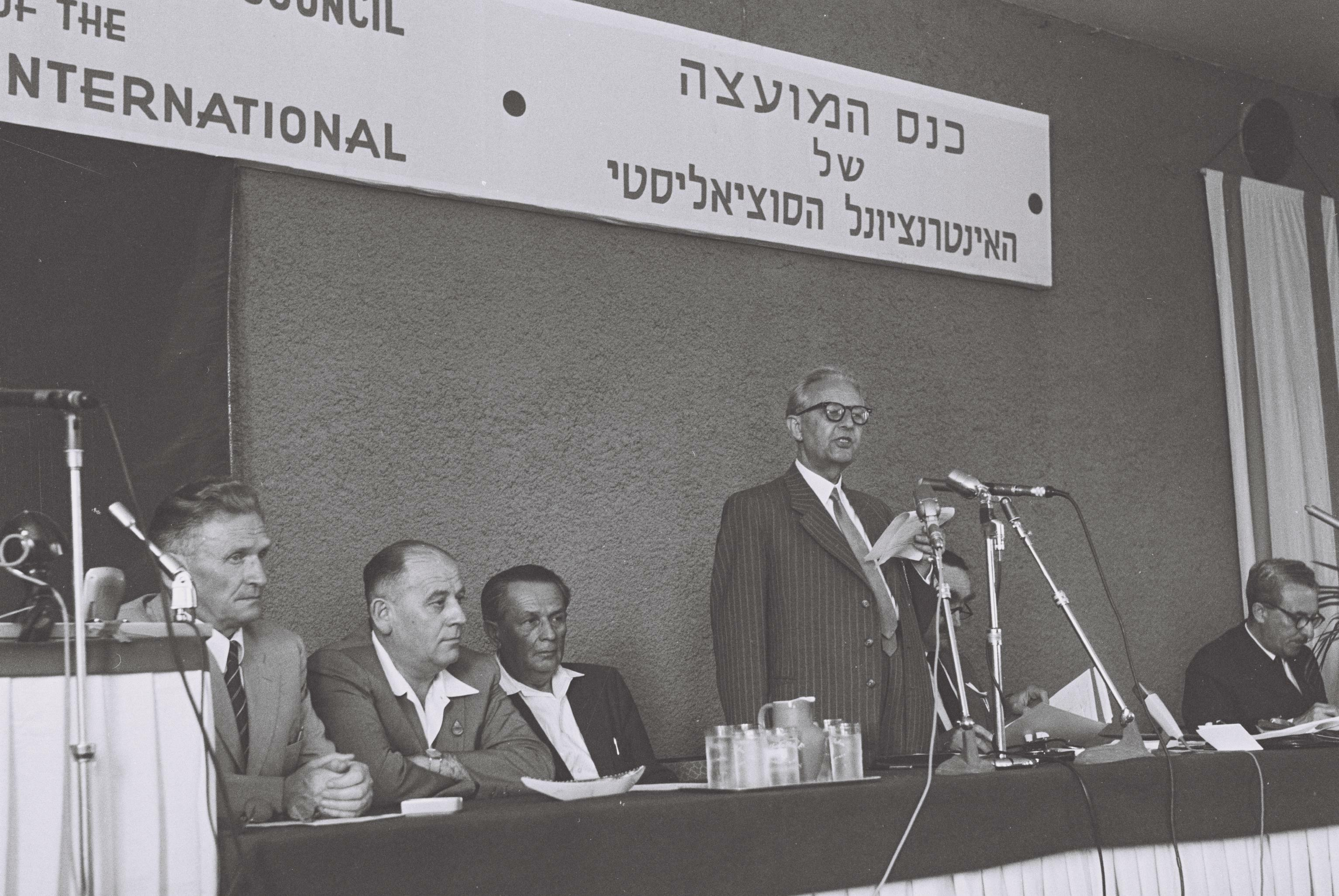
Alsing Andersen, président de l'Internationale socialiste, prononçant un discours lors du congrès de Haïfa (Israël) en 1960.

La période de l'après-Seconde Guerre mondiale est marquée par le déclenchement de la guerre froide, capitale pour l'évolution du socialisme européen. La prise de contrôle par l'URSS des pays d'Europe de l'Est s'accélère en 1947-1948, avec pour conséquence l'apparition d'une série de régimes communistes se réclamant du « socialisme réel » marxiste-léniniste. Les autres partis politiques, dont les partis socialistes, sont dissous, absorbés ou inféodés par les partis communistes au pouvoir, parfois avec la complicité d'une partie de leurs propres cadres. En Asie, des régimes communistes apparaissent également avec la proclamation de la république populaire de Chine présidée par Mao Zedong, et la naissance de la Corée du Nord dirigée par Kim Il-sung ; les partis chinois et nord-coréen donnent respectivement naissance au maoïsme et au juche, variations de la doctrine communiste. Des conflits armés éclatent dans le contexte des premières années de la guerre froide, comme la guerre civile grecque en Europe, ou la guerre de Corée et la guerre d'Indochine en Asie. En Europe, en Asie, en Afrique et aux Amériques, un ensemble de régimes communistes à parti unique — le titisme constituant en Yougoslavie, à partir de 1948, une dissidence du stalinisme — se réclame du socialisme et du marxisme, ce qui impose aux partis relevant du socialisme démocratique de redéfinir leur identité. Malgré la déstalinisation et les différentes phases de la détente, les régimes communistes demeurent des systèmes autoritaires, fondés sur le règne du Parti : la domination du modèle soviétique est réaffirmée lors de l'écrasement en 1956 de l'insurrection de Budapest et celui, en 1968, du printemps de Prague qui espérait amener à l'avènement, à l'Est, d'un « socialisme à visage humain ».
Les partis socialistes d'Europe occidentale, confrontés à cet essor du communisme, poursuivent à des rythmes divers leur évolution vers le réformisme. L'Internationale socialiste est fondée en 1951 dans une optique d'opposition résolue à la forme de socialisme revendiquée par le bloc de l'Est : la position des socialistes européens vis-à-vis des communistes passe cependant de l'opposition frontale à la recherche de la coexistence pacifique et de la coopération. Entre les années 1950 et 1990, les partis socialistes européens connaissent une évolution ultérieure en se convertissant, à des rythmes et des degrés divers, à une approche réformiste de l'économie de marché. Dans la majorité des pays européens, les socialistes et les sociaux-démocrates constituent la force dominante à gauche et au centre gauche. Les thèmes marxisants sont abandonnés au profit d'un discours centré sur la liberté et la démocratie.
Si, dans certains pays, notamment en France et en Italie, des références marxistes demeurent longtemps présentes, la plupart des partis européens, substituent dans leurs discours les thèses de Keynes et de Schumpeter à celles de Marx. Cette mue politique se fait cependant au prix d'une certaine déperdition de substance idéologique. Reconnus comme des partis de gouvernement, les mouvements socialistes participent, après des divisions initiales, à la construction de l'Union européenne. Parallèlement, à partir des années 1950, l'Internationale socialiste abandonne son optique européo-centrée pour se tourner vers les autres continents. Des formes de socialisme, distinctes de l'approche européenne et très différentes les unes des autres, se développent par ailleurs en Asie, en Afrique et en Amérique latine.
La référence au socialisme demeure également présente à l'extrême gauche. Des intellectuels, comme Cornelius Castoriadis et Claude Lefort — animateurs de la revue Socialisme ou barbarie et du groupe du même nom — ou Guy Debord, se réclament du socialisme et du communisme de conseils, tout en dénonçant à la fois le stalinisme et le socialisme réformiste. En outre, la référence au socialisme continue d'être utilisée par certains mouvements d'extrême droite apparentés au néofascisme : le courant nationaliste révolutionnaire se veut ainsi « économiquement socialiste » et partisan d'un « socialisme national ».

#### Évolutions et divisions du socialisme européen

##### De l'après-1945 à la construction européenne

###### Situation des partis socialistes après-guerre

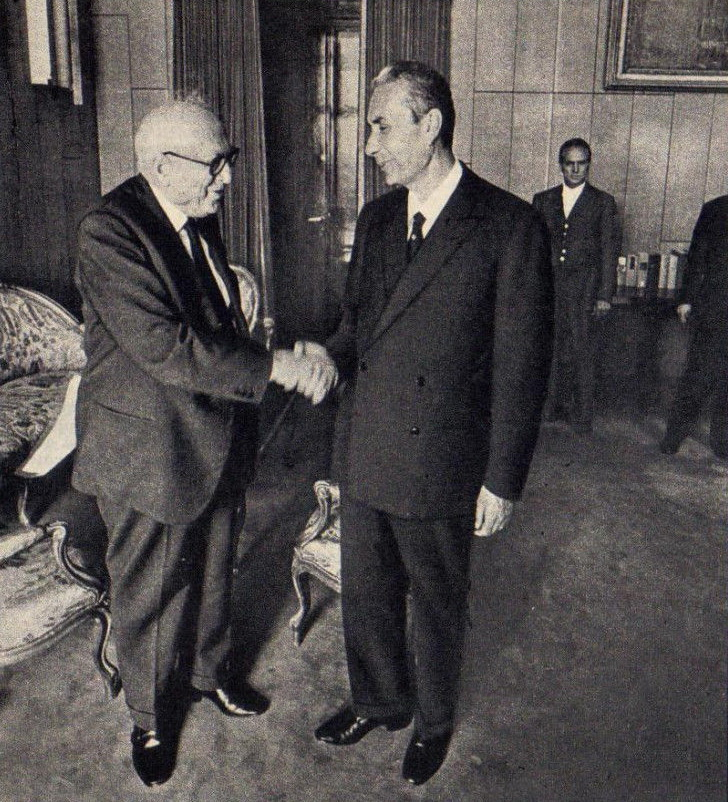
Pietro Nenni, chef du Parti socialiste italien (à gauche) en compagnie du leader démocrate-chrétien Aldo Moro.

Au sortir de la Seconde Guerre mondiale, les situations des socialistes européens sont très diverses. Au Royaume-Uni, alors que le conflit dure encore en Asie, le Parti travailliste gagne à la surprise générale les élections de juillet 1945, Clement Attlee devenant premier ministre. Le cabinet travailliste obtient la nationalisation de la sidérurgie mais doit faire face à des difficultés accrues, et réaliser des économies sur le système de santé. Les problèmes intérieurs et la tension internationale née notamment de la guerre de Corée contribuent à provoquer la défaite des travaillistes aux élections de 1951. En Europe continentale, la position des socialistes varie en fonction de leur implantation nationale, de leur participation à l'effort de guerre ou à la résistance et de la position des partis communistes nationaux. En Autriche, alors que le pays entame sa reconstruction, le Parti socialiste forme avec les conservateurs du Parti populaire une coalition qui dure jusqu'en 1966 ; aux Pays-Bas, le Parti social-démocrate des ouvriers fusionne avec d'autres partis pour donner naissance au Parti travailliste ; en Belgique, le Parti ouvrier belge laisse la place au Parti socialiste belge. Dans des pays comme la Belgique ou les Pays-Bas, les socialistes demeurent majoritaires à gauche, tandis qu'en France, en Italie ou en Tchécoslovaquie, les communistes bénéficient de leur participation à la résistance pour acquérir une position de premier plan sur le plan électoral.

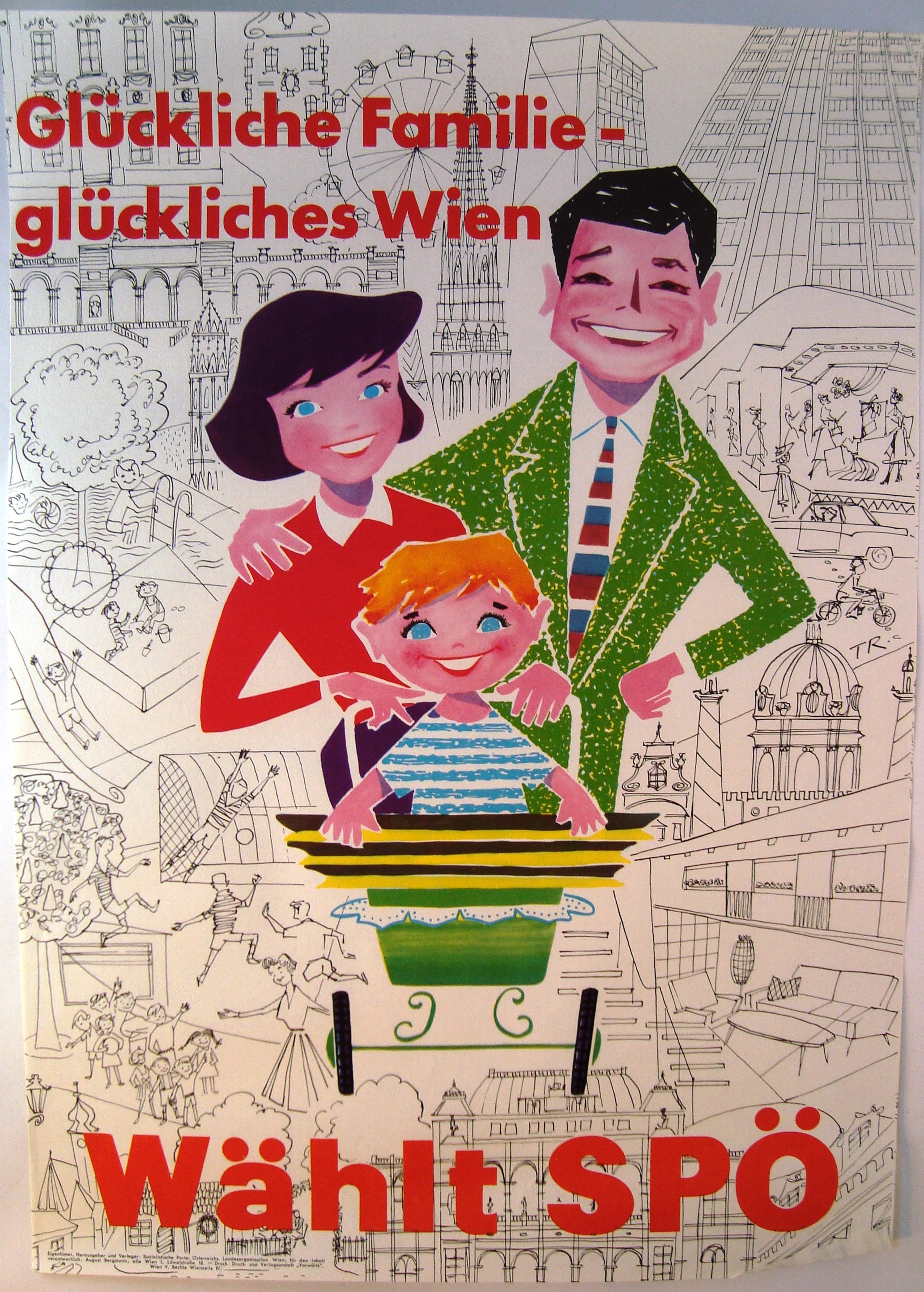
Affiche électorale du Parti socialiste d'Autriche (années 1950).

En Italie, le Parti socialiste - rebaptisé temporairement Parti socialiste italien d'unité prolétarienne - dont Rodolfo Morandi (it) et Pietro Nenni sont les principaux dirigeants, s'allie au Parti communiste contre la Démocratie chrétienne. Le Front démocratique populaire, coalition formée par le PCI et le PSI, est cependant nettement battu par la DC lors des élections de 1948. L'alliance PSI-PCI provoque la scission du Parti socialiste des travailleurs italiens (rebaptisé ensuite Parti socialiste démocrate italien) qui regroupe, autour de Giuseppe Saragat, les socialistes hostiles à la coalition avec les communistes et favorables à l'alliance de l'Italie avec les États-Unis. La politique du PSI varie grandement avec les années et, à partir de 1955, les socialistes italiens, sans rompre définitivement avec les communistes, se rapprochent de la Démocratie chrétienne et de leurs « frères ennemis » du PSDI. La déstalinisation et l'insurrection de Budapest accélèrent la rupture des socialistes italiens avec leurs alliés communistes ; en 1959, Nenni condamne publiquement le centralisme démocratique. Si la Démocratie chrétienne a, jusque dans les années 1980, le monopole de la présidence du conseil, les socialistes italiens conservent leurs positions électorales. Le PSI reste cependant très divisé, entre l'aile gauche qui souhaiterait relancer l'alliance avec les communistes et les tenants d'une social-démocratie à l'italienne qui souhaitent au contraire renouer des liens avec le PSDI. Par ailleurs, malgré la forte prégnance du marxisme sur la gauche italienne et la disparition du Parti d'action en 1947 à la suite de son échec électoral, un courant de pensée apparenté au socialisme libéral continue d'exister en Italie ; le philosophe Norberto Bobbio, issu du courant Libéralsocialiste, réfléchit sur les rapports entre socialisme, libéralisme et démocratie, préconisant l'alliance de ces trois systèmes de valeur et soulignant la nécessité absolue de la rencontre entre socialisme et démocratie,.
En France, la SFIO est distancée par le PCF lors des élections de 1945 : le parti socialiste tente alors un retour aux sources doctrinales et Daniel Mayer, socialiste modéré proche de Léon Blum, est remplacé au secrétariat général par Guy Mollet. Le parti s'éloigne alors de la redéfinition « humaniste » tentée par Blum et en revient aux références marxistes orthodoxes. Située politiquement entre le PCF et le MRP, la SFIO est dans une position électorale inconfortable durant la Quatrième République. Un socialiste, Vincent Auriol, occupe néanmoins le poste honorifique de président de la République française entre 1947 et 1954,. Malgré des tentatives comme celle d'André Philip pour promouvoir un socialisme d'inspiration au moins partiellement libérale, le courant du socialisme libéral tend quant à lui à marquer le pas en France dans la seconde moitié du XXe siècle, faute d'un véritable renouvellement théorique qui irait au-delà du seul positionnement antimarxiste.

###### Progrès du socialisme démocratique et déclin du marxisme

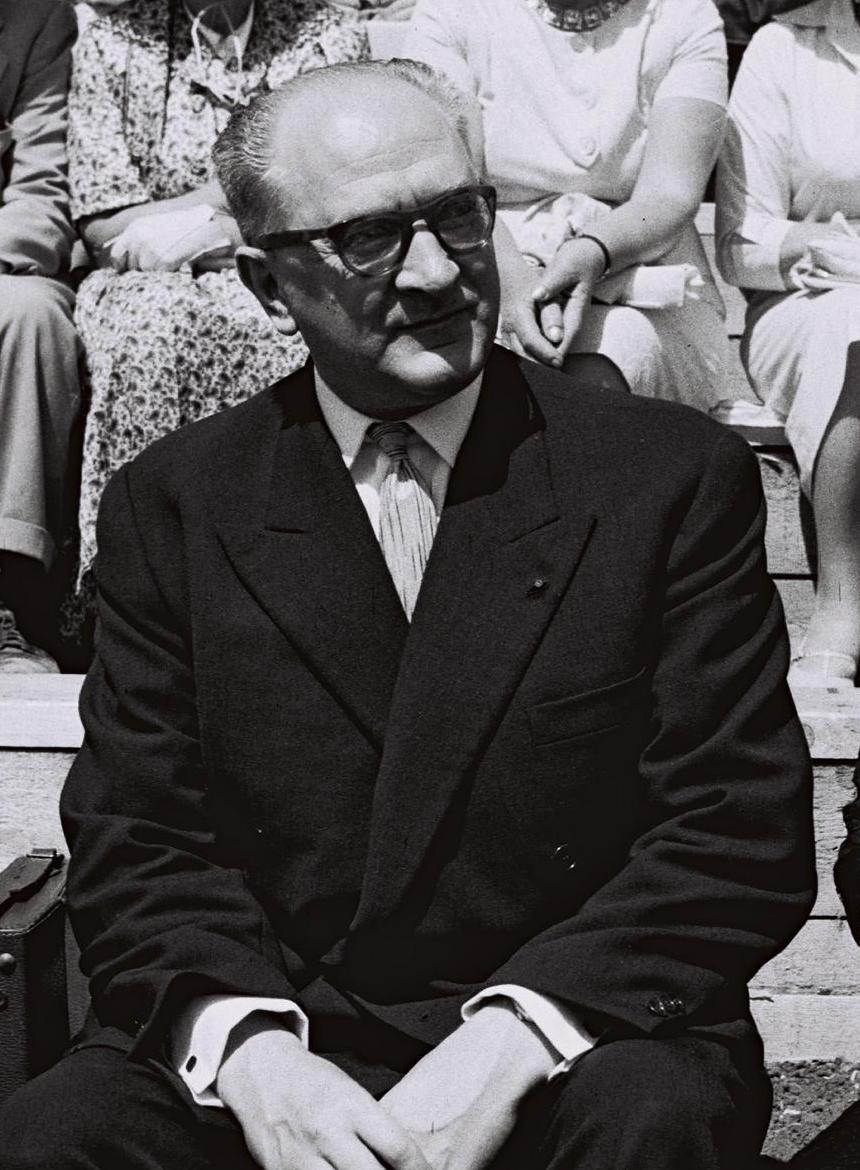
Le dirigeant socialiste français Guy Mollet, en 1959.

Face à la prise de pouvoir communiste en Europe de l'Est et à une situation internationale de plus en plus tendue, les partis socialistes européens entreprennent de s'organiser. L'initiative vient en grande partie des Britanniques, certains membres travaillistes du gouvernement Churchill ayant évoqué durant la guerre la reconstitution d'une nouvelle internationale. Une première conférence internationale a lieu en mai 1946 à Clacton-on-Sea à l'initiative du Parti travailliste britannique pour aborder différentes questions, dont celle de la réinsertion du Parti social-démocrate d'Allemagne dans le courant socialiste. En juin 1947, une nouvelle conférence a lieu à Zurich, où Kurt Schumacher, dirigeant du SPD, appelle les socialistes à s'unir pour aider à l'existence d'un « socialisme antitotalitaire ». En novembre de la même année, le SPD est réadmis parmi les partis socialistes européens. Un Comité international de la conférence socialiste (Committee of the International Socialist Conference, COMISCO) est créé à Londres pour assurer la liaison entre les partis. Les travaux du COMISCO (qui existe jusqu'en 1956) aboutissent en 1951 à la naissance d'une nouvelle organisation, l'Internationale socialiste, lors d'un congrès à Francfort-sur-le-Main, en Allemagne de l'Ouest. La nouvelle Internationale condamne explicitement le communisme et se rallie, dans le cadre de la guerre froide, au camp occidental et à l'alliance avec les États-Unis ; les partis socialistes européens évoluent vers l'adoption définitive d'une ligne socialiste démocratique. Le contexte de la guerre froide, de la lutte contre le communisme et de l'alliance américaine pousse les socialistes au compromis : les espoirs de transformation sociale nés de la libération de l'Europe sont renvoyés à plus tard,,.
En 1959, lors de son congrès extraordinaire à Bad Godesberg, le SPD consacre l'abandon de toute référence au marxisme et à la lutte des classes, le programme du parti mentionnant parmi ses références l'« éthique chrétienne », l'« humanisme » et la « philosophie classique ». L'ensemble des partis socialistes se convertit aux principes économiques du keynésianisme et de l'économie mixte. Dans tous les pays, l'électorat des partis socialistes évolue et se fait de moins en moins ouvrier et attire de plus en plus les votes et les adhésions des classes moyennes. Le parti socialiste ne s'adresse désormais plus au seul prolétariat : son spectre s'élargit aux intellectuels, aux salariés, aux employés du commerce et de l'industrie, ainsi qu'à une partie des agriculteurs et des ouvriers ; dans divers pays, le socialisme démocratique se rapproche désormais, sur le plan idéologique, des milieux d'inspiration chrétienne, comme en France la revue Esprit. Abandonnant la notion d'appropriation collective des moyens de production, même à titre d'objectif lointain, les partis socialistes continuent cependant à défendre une conception globale de l'ordre social et des valeurs qui doivent le fonder.
Au Royaume-Uni, les travaillistes mettent à profit leur période dans l'opposition pour redéfinir leurs positions : le chef du Labour, Hugh Gaitskell, souhaite rompre avec un programme qui juxtapose les réformes sociales et les nationalisations sans tracer de limites précises. Les « révisionnistes » travaillistes définissent l'idéal socialiste comme « une société dans laquelle la propriété est mixte » mais considèrent que, cet idéal étant lointain, la société a avant tout besoin « d'une fiscalité pour limiter les profits et les dividendes » : la tâche essentielle du socialisme est donc la réalisation d'une société plus égalitaire dans les revenus et l'éducation. La révision politique du Labour demeure cependant partielle, car butant sur la clause IV du programme travailliste, qui prévoit « la propriété commune des moyens de production » et que la gauche du parti impose de conserver. Mis en minorité au sein du Parti, Hugh Gaitskell fait cependant voter en 1960 une déclaration qui établit qu'une plus grande extension de la propriété publique ne pourra être décidée qu'au cas par cas, selon les circonstances.
En Italie, la Démocratie chrétienne réalise en février 1962 une ouverture à gauche quand le Parti social-démocrate italien entre dans le gouvernement d'Amintore Fanfani. Le PSI de Nenni décide ensuite de franchir le pas de l'alliance avec la DC et, en novembre 1963, les socialistes font leur entrée dans le gouvernement d'Aldo Moro. L'ensemble de la gauche italienne non communiste est désormais alliée avec la Démocratie chrétienne. Les socialistes italiens hostiles à l'alliance avec la DC quittent alors le PSI et fondent un parti qui reprend l'ancien nom de Parti socialiste italien d'unité prolétarienne. En 1964, Giuseppe Saragat, fondateur du PSDI, accède au poste, essentiellement honorifique, de président de la République italienne. En 1966, le PSI et le PSDI se réunifient sous le nom de Parti socialiste unifié (PSU). L'alliance des socialistes avec la Démocratie chrétienne aboutit cependant à leur faire perdre en crédibilité auprès de l'électorat de gauche, qui se tourne désormais davantage vers le Parti communiste. Mais le PSU, qui souffre sur sa gauche de la concurrence du PSIUP, connaît un échec aux élections de 1968 et, l'année suivante, le PSDI se sépare à nouveau du PSI.
Sur la défensive par rapport aux régimes communistes, l'Internationale socialiste est en outre divisée dans les premiers temps sur la question de la construction européenne, que soutient la SFIO mais, initialement, pas le Parti travailliste britannique ni le SPD ouest-allemand. Mais des dirigeants socialistes, comme le Belge Paul-Henri Spaak, l'italien Giuseppe Saragat, le français Guy Mollet - qui, avec Christian Pineau, négocie le traité de Rome en 1957 - comptent parmi les artisans majeurs de la construction européenne (les travaillistes britanniques étant nettement plus réticents). Les socialistes d'Europe continentale comptent, avec les démocrates-chrétiens, parmi les acteurs majeurs de la construction de la Communauté économique européenne.

##### Accélération de la mue réformiste

###### Expériences gouvernementales en Scandinavie, au Royaume-Uni et en Autriche

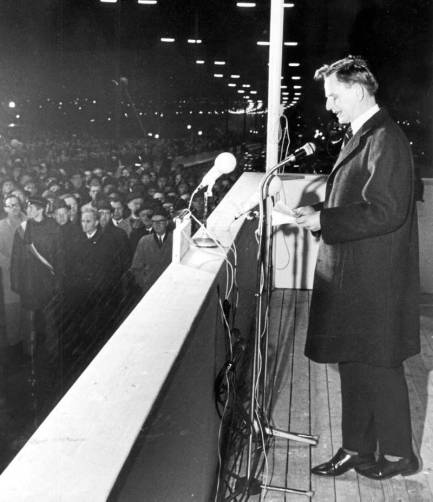
Olof Palme en 1966.

Durant la majeure partie des années 1950 et 1960, les partis socialistes européens sont éloignés du pouvoir dans la moitié de l'Europe de l'Ouest : dans les pays où les partis socialistes ne souffrent pas de la concurrence des partis communistes, le socialisme démocratique enregistre au contraire des progrès notables, comme au Royaume-Uni où Harold Wilson gouverne entre 1964 et 1970, ou en Scandinavie où les sociaux-démocrates gouvernent la majeure partie du temps. En Suède, Tage Erlander est chef du gouvernement de 1946 à 1969, suivi par Olof Palme de 1969 à 1976. En Norvège, les travaillistes gouvernent sans interruption de 1945 à 1963 puis alternent au pouvoir avec les autres partis. Au Danemark, les sociaux-démocrates gouvernent de 1953 à 1968. Au Royaume-Uni, Harold Wilson met à profit l'acquis « révisionniste » et, tout en renationalisant la sidérurgie, applique un programme qui vise essentiellement la modernisation de la société britannique : les travaillistes britanniques abolissent ainsi la peine de mort, légalisent l'avortement et dépénalisent l'homosexualité, mettant ainsi à bas une partie des règles sociales héritées de l'époque victorienne. En Autriche, le Parti socialiste d'Autriche (SPÖ, ex-SDAP), reste marqué par sa tradition de l'austromarxisme et conserve des liens étroits avec les syndicats. Après une longue participation au gouvernement de coalition de l'après-guerre, les socialistes autrichiens obtiennent pour la première fois la majorité absolue en 1970 : Bruno Kreisky devient chancelier et conserve ce poste jusqu'en 1983, gouvernant selon une pratique du compromis sur les plans économique et social pour appliquer des politiques directement inspirées du modèle suédois,.

###### Du déclin au renouveau du socialisme français
En France, la politique menée par Guy Mollet à la tête de la SFIO, puis du gouvernement en 1956-1957, contribue à affaiblir à long terme le parti, du fait de la dichotomie entre un discours marxiste orthodoxe très marqué à gauche et une pratique politique modérée et réformiste (voire, selon ses détracteurs, opportuniste). Le socialisme français apparaît handicapé, de manière durable, par le décalage entre l'élaboration de plans stratégiques pour accéder au pouvoir et l'absence de plans réalistes pour l'exercice de celui-ci, le tout étant aggravé par un manque de substance idéologique. L'échec de la SFIO dans le contexte de la décolonisation prend un tour tragique : le gouvernement Mollet connaît des succès avec le vote de la loi-cadre Defferre et la gestion des situations au Maroc et en Tunisie, mais ceux-ci sont occultés par les désastres de la participation à l'expédition de Suez et de la politique menée dans le cadre de la guerre d'Algérie qui crée un malaise durable dans les rangs socialistes français. En 1958, la SFIO connaît une scission lors de la création du Parti socialiste autonome (PSA), dirigé par Édouard Depreux ; le PSA fusionne deux ans plus tard avec d'autres groupes dissidents pour former le Parti socialiste unifié (PSU), qui ambitionne de se situer politiquement entre socialistes et communistes et d'incarner un « socialisme autogestionnaire »,,. Pierre Mendès France, en rupture avec les radicaux, participe au PSA, puis au PSU. Alors que la SFIO ne se montre guère ouverte au débat d'idées, le PSU se veut, avec la CFDT, le tenant de la « deuxième gauche », résolument antitotalitaire : ce courant contribue notamment, après Mai 68, à vulgariser le projet autogestionnaire.
La SFIO connaît un long dépérissement durant les années 1960, se regroupant entre 1965 et 1968 au sein de la Fédération de la gauche démocrate et socialiste, un rassemblement de partis de centre-gauche dirigé par François Mitterrand. Le déclin de la SFIO débouche sur l'échec cuisant de la candidature de Gaston Defferre lors de l'élection présidentielle de 1969, où le candidat socialiste n'obtient que 5,01 % des suffrages. Un mois plus tard, la SFIO cesse d'exister, pour laisser la place au Parti socialiste, d'abord dirigé par Alain Savary. En juin 1971, lors du congrès d'Épinay, Mitterrand prend le contrôle du Parti socialiste, qu'il entreprend de réorganiser. Le PS rassemble progressivement une grande partie de la gauche non communiste : en 1978, la moitié des adhérents du parti l'ont rejoint après le congrès d'Épinay. Le PSU conserve son indépendance mais perd son principal dirigeant, Michel Rocard, qui rejoint le PS en 1974. Michel Rocard continue ensuite de se positionner en tenant de la « deuxième gauche » non-marxiste, et prône un « néo-travaillisme » à la française qui verrait le PS s'adosser à la CFDT et au mouvement associatif. Il continue également de plaider pour l'autogestion, dans une perspective à la fois « anti-autoritaire » et non-violente. Une autre tendance du PS, le Centre d'études, de recherches et d'éducation socialiste (CERES) dirigée par Jean-Pierre Chevènement, prône au contraire un gauchissement du PS dans une optique « néo-léniniste » afin d'occuper le terrain du PCF et de prévenir une « dérive social-démocrate ». Au terme de révolution est désormais préféré l'expression « rupture avec le capitalisme », dont le sens peut par ailleurs varier.

###### Les progrès du réformisme à la fin de la guerre froide
Au fil du temps, l'attitude du socialisme européen face à la guerre froide évolue, dans le contexte de la période de relative détente qui suit la mort de Staline en 1953. La répression de l'insurrection hongroise en 1956 suscite un mouvement d'indignation dans les rangs socialistes, mais celui-ci ne dure pas ; les partis préfèrent par la suite employer la voie diplomatique dans le cadre de la recherche de la sécurité collective en Europe. Sans coopérer politiquement avec les communistes, les socialistes recherchent une coopération diplomatique avec le bloc de l'Est, pour favoriser la coexistence pacifique. Willy Brandt, dirigeant du SPD et maire de Berlin-Ouest au moment de la construction du mur de Berlin, est l'une des figures majeures de cette nouvelle stratégie des partis socialistes européens : devenu chancelier fédéral de l'Allemagne de l'Ouest en 1969, Brandt poursuit une politique d'ouverture vers l'Est (dite « ostpolitik ») qui amène en 1972 à la signature du traité fondamental par lequel Allemagne de l'Ouest et Allemagne de l'Est nouent des rapports sans pour autant se reconnaître,. La détente des relations avec les pays de l'Est touche les autres partis de l'Internationale, comme les PS belge et le français, dont des délégations effectuent des visites en URSS en 1975. En 1976, Brandt est élu à la tête de l'Internationale socialiste, qu'il s'emploie à réorganiser pour la faire fonctionner de manière plus démocratique. L'IS entreprend de se « déseuropéaniser » pour tourner une plus grande part de son attention vers les partis du tiers monde. À mesure que les partis socialistes accédant au pouvoir sont de plus en plus nombreux, les congrès de l'Internationale socialiste ressemblent de plus en plus à des rencontres de chefs d'État ou de gouvernement.
Les années 1970 voient par ailleurs s'amorcer un processus d'infléchissement idéologique général au sein des partis européens. La crise économique consécutive aux chocs pétroliers, face à laquelle le keynésianisme et l'État-providence apparaissent impuissants, entraîne une crise de l'identité sociale-démocrate traditionnelle ; les partis sont amenés progressivement à se convertir au libéralisme économique, évolution qui ne fera que s'accentuer au cours de la décennie suivante.

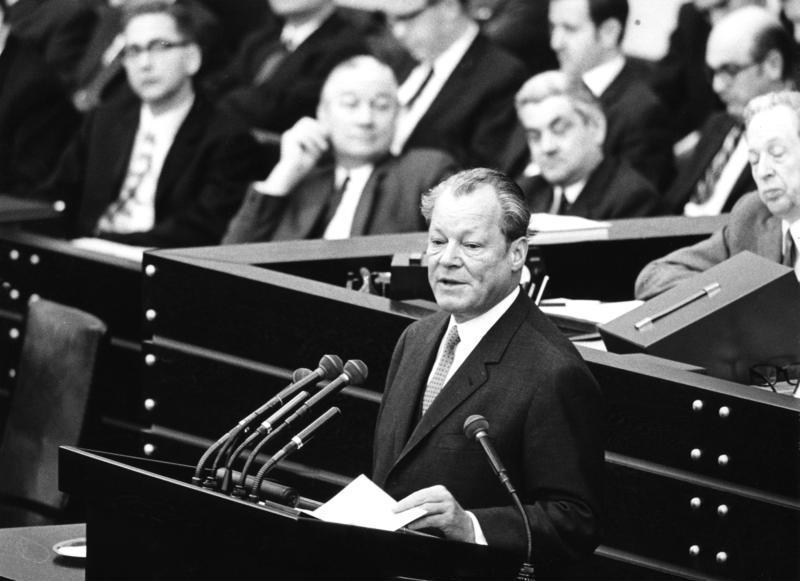
Willy Brandt en 1971.

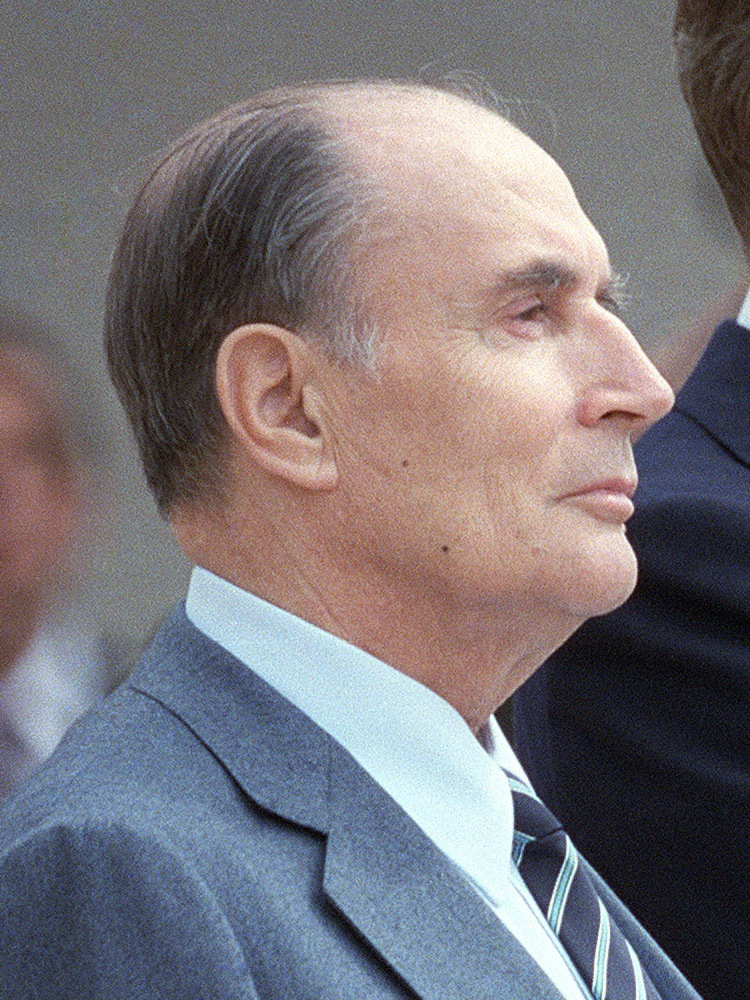
François Mitterrand en 1984.

La stratégie de coopération avec l'Est initiée par Willy Brandt porte ses fruits, dans la mesure où le monde communiste connaît à l'époque une série de morcellements et que la perspective de la construction européenne rééquilibre les rapports de force sur le plan politique : les partis communistes se rapprochent des partis socialistes, à l'image du Parti communiste français qui signe en 1972 avec le Parti socialiste un programme commun, rejoint par les radicaux de gauche. Le programme commun, qui prévoit toujours la « rupture avec le capitalisme », frôle la victoire à l'élection présidentielle de 1974. L'alliance entre socialistes et communistes français se défait après 1978 mais en 1981, François Mitterrand remporte l'élection présidentielle, devenant le premier président de la République socialiste de l'histoire de la Cinquième République ; son premier mandat se signale entre autres par une réforme du droit du travail via les lois Auroux. Les communistes intègrent le gouvernement français dans le cadre de l'Union de la gauche. Mais en 1983, l'adoption du tournant de la rigueur marque un infléchissement de la politique socialiste en France, dans le contexte d'une évolution de plus en plus marquée vers le réformisme et l'acceptation de l'économie de marché. Le PCF, qui connaît un essoufflement électoral, quitte le gouvernement en 1984, mais cette rupture de l'Union de la gauche n'enraye pas son déclin. Le Parti socialiste devient la force dominante de la gauche française au détriment du PCF ; mais si le PS s'impose en tant que parti de gouvernement, il le fait au prix d'une conversion au libéralisme économique qui entraîne un certain trouble de son identité politique. Le PS apparaît dès lors comme un « parti de système », bénéficiaire mécanique de l'alternance politique mais très éloigné de perspectives de réformes profondes de la société. Les chercheurs Alain Bergounioux et Gérard Grunberg jugent que l'exercice du pouvoir par le Parti socialiste français a entraîné « une déstructuration de son identité et non une véritable restructuration qui lui aurait permis de vivre de manière plus positive son rôle de parti au pouvoir ». Les thèmes de l'autogestion, de la planification et des nationalisations, tombent progressivement en désuétude. Battus aux élections législatives de 1986, les socialistes français reviennent au gouvernement en 1988 mais sont ensuite victimes de rivalités internes qui s'étalent notamment au grand jour lors du Congrès de Rennes de 1990 ; ils subissent une défaite sans appel aux élections de 1993, qui sanctionnent moins l'idée de socialisme que la politique menée par le PS,,. Le socialisme français, cependant, bénéficie malgré ses divisions d'une certaine stabilité, du fait de la domination très large du PS sur la gauche française : le parti ne subit à l'époque qu'une seule scission, en 1993, lors de la formation par Jean-Pierre Chevènement du Mouvement des citoyens, en réaction contre l'engagement pro-européen du PS.
En Italie, les scores du Parti communiste italien déclinent à partir des élections de 1979 tandis que le Parti socialiste italien regagne progressivement le terrain électoral perdu, en rompant ses derniers liens avec le marxisme. Bettino Craxi devient premier secrétaire du PSI en 1976 et l'oriente résolument vers la voie d'une forme de socialisme libéral : les socialistes italiens contribuent à pousser les communistes en crise dans leurs retranchements idéologiques. Craxi, président du conseil des ministres de 1983 à 1987, ambitionne de faire du PSI la force dominante du centre-gauche italien en s'inspirant ouvertement du modèle français, mais sans faire preuve d'une cohérence doctrinale particulière : les socialistes italiens se font les avocats du libéralisme au nord de l'Italie et de l'interventionnisme au sud du pays. En Espagne, le Parti socialiste ouvrier espagnol est à nouveau autorisé après la fin du franquisme et accompagne la transition démocratique. Son chef, Felipe González, rompt avec le marxisme dès 1979 et devient chef du gouvernement en 1982. Au Portugal, après la révolution des œillets et le retour à la démocratie, la constitution de 1976 inclut dans son préambule une référence au socialisme en proclamant la volonté d'« ouvrir la voie vers une société socialiste, dans le respect de la volonté du peuple portugais, afin de construire un pays plus libre, plus juste et plus fraternelle ». Le Parti socialiste portugais accède au pouvoir en 1983 et abandonne toute référence au marxisme, son chef Mário Soares étant encouragé en ce sens par les sociaux-démocrates allemands : les socialistes portugais mènent une politique d'austérité afin de rejoindre la communauté européenne.
La Grèce connaît, jusque dans les années 1970, une situation particulière du fait de l'absence d'un parti social-démocrate fort : la gauche grecque est alors dominée par un Parti communiste à l'orientation strictement pro-soviétique. Ce n'est qu'en 1974, après la chute de la dictature des colonels, qu'est créé le Mouvement socialiste panhellénique (PASOK) : le PS grec s'emploie cependant à faire concurrence aux communistes en reprenant une partie de leurs thèmes et de leurs discours « populistes », ce qui lui permet de devenir rapidement le premier parti d'opposition. En 1981, Andréas Papandréou, chef du PASOK, devient premier ministre ; il continue alors de se situer dans une mouvance de gauche aux accents nationalistes et populistes, très liée au secteur public. Progressivement, dans le courant de la décennie 1980, les socialistes grecs adoptent un discours plus modéré, à mesure que la Grèce doit suivre des politiques d'austérité,.
Au Royaume-Uni, le Parti travailliste, battu aux élections de 1979, adopte une tactique d'opposition frontale face au premier ministre conservateur Margaret Thatcher : dirigé par Michael Foot et Tony Benn (ce dernier subissant la pression de la tendance trotskiste du parti), le Labour adopte des positions radicalement orientées à gauche qui lui valent une défaite retentissante lors des élections de 1983. Neil Kinnock, nouveau chef des travaillistes, revient à ensuite un discours de gauche plus traditionnel : il s'emploie notamment à réduire l'influence de la Militant tendency, la minorité trotskyste du Labour,. Mais Kinnock échoue à nouveau aux élections de 1987, puis à celles de 1992 : sous les leaderships de John Smith puis de Tony Blair, le Parti travailliste britannique s'engage alors plus avant dans la voie du révisionnisme politique.

#### Hors d'Europe
Le socialisme progresse après la Seconde Guerre mondiale hors du continent européen, mais sous des formes très variées et parfois fort éloignées de celles qu'il peut connaître en Europe. Dans le tiers monde, les invocations du socialisme prennent parfois des formes vagues, confuses ou contradictoires, en rupture fréquente avec la ligne prônée par l'Internationale socialiste. Celle-ci, à la recherche de partenaires dans les pays du tiers-monde, doit composer avec des tendances très diverses, allant des partis traditionnels de notables locaux aux anciens mouvements de guérilla convertis à la démocratie. Si l'Internationale socialiste réussit son expansion hors d'Europe, ce succès ne s'accompagne pas d'une position internationale cohérente. Au sein ou en dehors de l'IS, l'identité « socialiste » est au fil des décennies revendiquée à des titres et dans des contextes très variés, par des dirigeants politiques extrêmement différents les uns des autres comme Léopold Sédar Senghor au Sénégal, Ahmed Sékou Touré en Guinée, Jawaharlal Nehru et sa fille Indira Gandhi en Inde, Habib Bourguiba puis Zine el-Abidine Ben Ali en Tunisie, Fidel Castro à Cuba, Gamal Abdel Nasser en Égypte, Saddam Hussein en Irak, Mouammar Kadhafi en Libye, Hafez el-Assad puis Bachar el-Assad en Syrie, Norodom Sihanouk au Cambodge, Ne Win en Birmanie, Salvador Allende au Chili, Daniel Ortega au Nicaragua, Michael Manley à la Jamaïque, Thomas Sankara au Burkina Faso, ou Walter Lini à Vanuatu.

##### Proche-Orient, Moyen-Orient et Monde arabe
Au Proche-Orient, David Ben Gourion, chef du parti socialiste et sioniste Mapaï créé en 1930 en Palestine mandataire, fait partie en 1948 des fondateurs de l'État d'Israël. Très présent dans les kibboutz, le socialisme est alors particulièrement influent en Israël, tant en politique que sur le plan socio-économique : le sionisme travailliste, courant dominant de la gauche israélienne, reste au pouvoir sans interruption jusqu'en 1977. Le Mapaï est remplacé en 1968 par le Parti travailliste israélien.

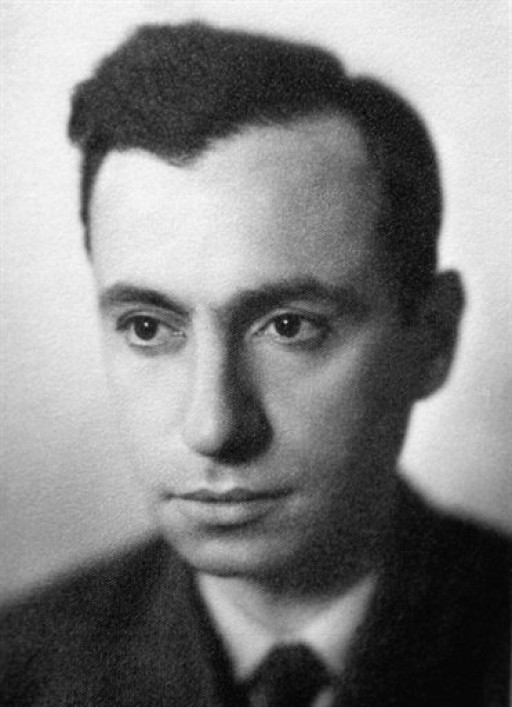
Michel Aflak, cofondateur du Parti Baas et théoricien du socialisme arabe.

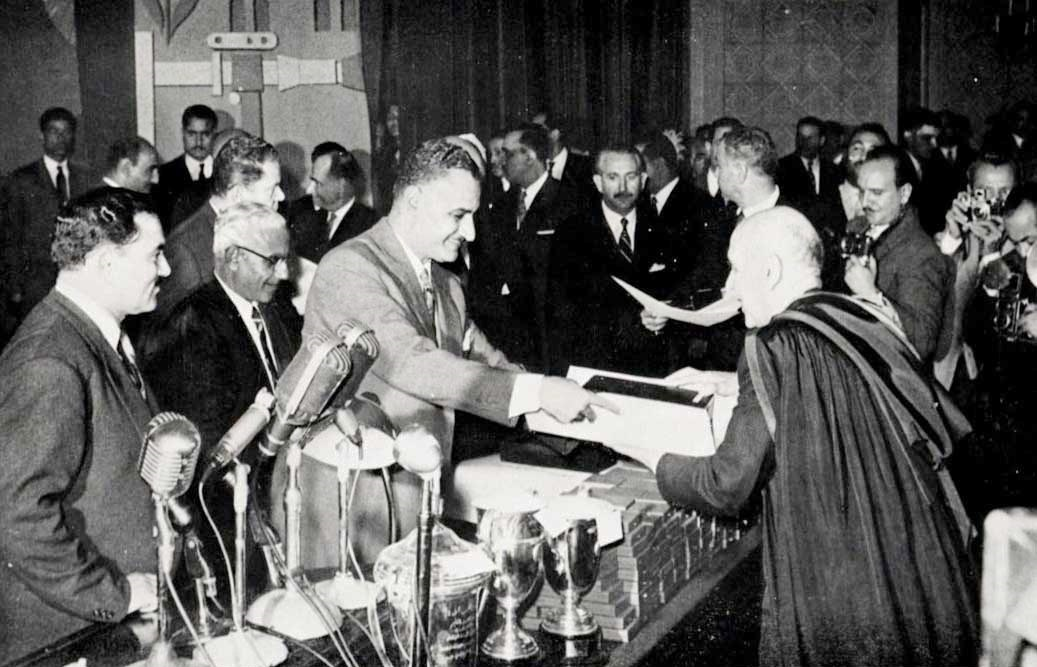
Gamal Abdel Nasser en 1960.

Dans le monde arabe, où le communisme éprouve des difficultés à s'imposer (un seul régime marxiste-léniniste, le Yémen du Sud, voit le jour en 1967), divers militants et intellectuels développent des visions non marxistes du socialisme, qu'ils visent à adapter aux réalités arabes. Le syrien Michel Aflak participe en 1947 à la fondation du Parti Baas arabe socialiste, mouvement aux objectifs panarabes qui devient l'une des principales incarnations du nationalisme arabe. Aflak théorise un socialisme arabe, qu'il conçoit comme le moyen technique d'organiser la société arabe afin que chacun puisse s'épanouir « selon les richesse de la vie ». Le socialisme arabe, qui prend avec le temps des formes multiples, devient l'un des éléments constitutifs des différentes tendances du nationalisme arabe ; il ne vise cependant pas l'égalité entre les individus par la répartition des richesses et défend au contraire la propriété privée. Tel que le Parti Baas d'Aflak, le socialisme a vocation à être réalisé par la participation du peuple à la construction nationale et à la marche de l'État, par le biais d'assemblées nationales et locales, ainsi que par la liberté de la presse. Sans viser l'égalitarisme, le socialisme envisagé par le Baas vise à « faire disparaître l'inégalité de classe et la discrimination ». L'arabisme du Parti Baas est explicitement présenté comme étant, en soi, un socialisme. Selon le discours officiel du Baas, « L'Unité arabe mettra fin à la désintégration, la liberté chassera l'oppression et le socialisme remédiera au retard du développement ». Des divisions se font néanmoins jour progressivement au sein du Baas, la tendance syrienne étant plus influencée par le marxisme tandis que la tendance irakienne se veut plus fidèle à la vision originelle d'Aflak.
En Égypte, Gamal Abdel Nasser se réclame de l'application du socialisme arabe, qu'il consacre en 1962 par une Charte d'union nationale panarabe : l'Union socialiste arabe devient le parti unique égyptien. Le programme de nationalisations de Nasser et ses rapports conflictuels avec l'Occident et Israël le conduisent à se rapprocher un temps de l'URSS. Mais, après sa défaite en 1967 lors de la guerre des Six Jours, le régime nassériste doit réfréner ses ambitions panarabes et se replie sur l'Égypte et sa culture islamique. Par ailleurs, un courant d'idées se réclamant du socialisme se développe dans les milieux islamistes, et plus précisément au sein des Frères musulmans : l'égyptien Sayyid Qutb théorise le rôle primordial de l'islam en tant que force opposée au matérialisme et à l'injustice sociale ; le syrien Moustapha Siba’i traduit à son tour le socialisme arabe prôné par Nasser en termes de « socialisme de l'islam ». En se fondant sur la tendance de l'islam à lutter contre l'injustice sociale et l'accumulation de capitaux par certains privilégiés, le socialisme islamique est considéré par ses partisans comme remontant aux sources de l'enseignement des prophètes : selon cette vision, le socialisme doit conduire à la solidarité entre les différentes catégories sociales, et non à la guerre entre les classes prônée par le communisme. Dans l'optique des Frères musulmans, l'État islamique moderne, arbitre et gestionnaire, veille à la redistribution des richesses et contraint les récalcitrants à payer la taxe-aumône. L'expression « socialisme arabe », telle que la définit Nasser lui-même, vise originellement à la fois à se démarquer du socialisme islamique des Frères musulmans et du socialisme marxiste : mais par la suite, le nassérisme est partagé entre deux orientations, l'une se réclamant davantage d'un socialisme arabe pénétré d'un marxisme tiers-mondiste, et l'autre influencée par le socialisme islamique, à mesure que les références religieuses sont à nouveau privilégiées par le pouvoir en place.
Le libyen Mouammar Kadhafi, arrivé au pouvoir en 1969, se proclame par la suite seul et authentique héritier du nassérisme, et se réclame à la fois du socialisme arabe et du socialisme islamique qu'il présente comme étant une seule et même doctrine. Si Nasser veillait à l'association des valeurs de fraternité arabes et islamiques, Kadhafi systématise les références religieuses. Dans les années 1970, Kadhafi met au point sa propre doctrine politique, baptisée du nom de troisième théorie universelle et conçue comme une « troisième voie » entre le capitalisme et le communisme. Le dirigeant libyen prône, sur le plan politique, la pratique de la démocratie directe et, sur le plan économique, un « socialisme » défini comme une répartition « à peu près équitable » des produits de la nature. L'application de la doctrine kadhafiste, promue idéologie officielle de la Grande Jamahiriya arabe libyenne populaire et socialiste et parfois comparée à certaines formes de « socialisme utopique », a conduit à l'interdiction en Libye des professions libérales et du petit commerce et à la prise en main des entreprises par des « comités élus » selon des principes officiels d'autogestion et d'abolition du salariat. La pratique de la « démocratie directe » par le régime de Kadhafi débouche dans les faits sur un régime dictatorial et autocratique : à partir de 1979, le dirigeant libyen gouverne en dehors de tout cadre légal ou constitutionnel,.
D'autres tendances du socialisme arabe, moins hétérodoxes que celle de Kadhafi, arrivent au pouvoir dans plusieurs pays du Moyen-Orient et d'Afrique du Nord, mais toutes conduisent à la mise en place de régimes autoritaires. Le chercheur Olivier Carré souligne que les régimes politiques baasistes, en Irak sous les présidences d'Ahmad Hassan al-Bakr et surtout de Saddam Hussein, en Syrie sous celle de Hafez el-Assad, ont rapidement évolué vers des systèmes dictatoriaux qui, tout en continuant à se réclamer du socialisme, apparaissent « sans base ni objectif que le groupe dirigeant lui-même et ses intérêts familiaux et communautaires ». En Irak, le socialisme est défini par une économie étatisée, défendue par un nationalisme jaloux ; en Syrie, le régime élargit le secteur public mais s'appuie autant sur le capitalisme national, fortement soutenu par l'État, que sur les coopératives.
Dans le Maghreb décolonisé, des régimes se réclamant du socialisme se mettent en place en Tunisie et en Algérie : en Tunisie, le Néo-Destour, parti du président Habib Bourguiba, devient en 1964 le Parti socialiste destourien ; en Algérie, le Front de libération nationale se réclame d'un socialisme indissociable d'une idéologie nationaliste et tiers-mondiste où la structure d'État est défendue en tant que corps social.
En Turquie, le courant dit du socialisme turc apparaît dans les années 1960, dans le contexte de libéralisation politique qui suit le coup d'État de 1960, à la suite duquel l'armée rend le pouvoir aux civils. Mehmet Ali Aybar, dirigeant du Parti des travailleurs de Turquie, théorise un socialisme propre à la Turquie, qui se caractériserait par son caractère « démocratique » (le pouvoir étant atteint exclusivement par des voies légales et parlementaires), « populiste » (c'est-à-dire fondé sur une alliance de l'ensemble des classes laborieuses et des intellectuels « honnêtes ») et « indépendant » (c'est-à-dire attaché à la défense de la souveraineté de la Turquie et dégagé de toute influence étrangère). Malgré la présence de références marxistes dans le discours d'Aybar, le socialisme turc se veut résolument distinct du marxisme-léninisme et opposé au totalitarisme. Le concept de socialisme turc est bientôt adopté par des groupes concurrents de celui d'Aybar : des intellectuels de gauche turcs, réunis autour du journal Yön, fondent la Société pour la culture socialiste, qui se réclame d'un socialisme turc nettement identifié à l'héritage du kémalisme, moins anticapitaliste que la tendance d'Aybar, et qui s'appuierait davantage sur les classes moyennes plus que sur les classes laborieuses. Le putsch de 1980 met un coup d'arrêt aux activités de l'ensemble des groupes de gauche.

##### Afrique noire

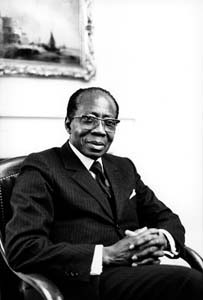
Léopold Sédar Senghor en 1987.

En Afrique noire, après la décolonisation, des partis se réclamant à titres divers du socialisme arrivent au pouvoir, en sus des régimes communistes comme ceux de l'Angola, du Mozambique, de la Somalie, de l'Éthiopie, du Bénin ou du Congo-Brazzaville. En Afrique francophone, diverses tendances issues du Rassemblement démocratique africain s'identifient comme socialistes, au Sénégal, au Mali et en Guinée. Le président sénégalais, Léopold Sédar Senghor théorise en 1961 une « voie africaine du socialisme », où des influences marxistes se marient avec celles de Pierre Teilhard de Chardin. Pour Senghor, la victoire de la négritude se confond avec celle du socialisme, conçu comme un « socialisme existentiel » non communiste dont la lutte des classes est exclue car contraire à la tradition africaine d'unanimité et de conciliation. En Guinée, Ahmed Sékou Touré instaure un régime autoritaire fondé sur une planification ultra-centralisée, proche des conceptions staliniennes. En Afrique anglophone, les influences socialistes, davantage marquées par le socialisme chrétien et par un panafricanisme radical, sont revendiquées par des régimes comme ceux de Kwame Nkrumah au Ghana et de Julius Nyerere en Tanzanie. Nyerere théorise un socialisme africain spécifique au continent qui, dans le cadre de communautés villageoises autogérées et égalitaires - les villages Ujamaa - respecterait les traditions africaines et lutterait contre les inégalités, tout en revenant aux sources de l'esprit communautaire ébranlé par l'individualisme de l'époque coloniale. L'existence d'un socialisme spécifiquement africain ne fait cependant l'objet d'aucun consensus chez les socialistes du continent. Dans des anciennes colonies portugaises et françaises se mettent par ailleurs en place, dans les années 1970, des régimes autoritaires influencés par le marxisme soviétique.

##### Asie de l'Est et du Sud
En Asie, des dirigeants comme Soekarno en Indonésie, Nehru en Inde ou Norodom Sihanouk au Cambodge se réclament à des degrés divers du socialisme. Sihanouk, qui exerce jusqu'à son renversement en 1970 un pouvoir proche de l'autocratie sur le Royaume du Cambodge, se rapproche dans les années 1960 des pays communistes dans le cadre de ses efforts pour éviter la tutelle américaine et met en place un programme de nationalisations et de réformes sociales, qu'il baptise du nom de « socialisme royal ». En Birmanie, le général Ne Win impose comme idéologie officielle, à partir de 1962, un mélange d'idées marxistes et de principes bouddhistes, présenté comme la « Voie birmane vers le socialisme » ; le Parti du programme socialiste birman est proclamé parti unique. La période de la Voie birmane vers le socialisme débouche sur un désastre économique pour le pays et prend fin au moment des évènements de 1988.
Au Japon, le Parti socialiste japonais se situe dans une posture d'« opposition perpétuelle » face au Parti libéral-démocrate qui détient une position hégémonique après 1955 : éloigné de toute perspective d'accès au pouvoir, le PSJ, très lié aux syndicats les plus à gauche, campe sur des positions radicales voire « sectaires ». Il adopte en 1964 un programme rejetant toute tentation réformiste et prônant une révolution socialiste pacifique mais inspirée des principes marxistes-léninistes. Le Parti socialiste japonais bénéficie d'une « rente de situation » en tant que parti d'opposition permanent et remporte 32,9 % des voix en 1958 : ses résultats électoraux déclinent ensuite jusqu'à atteindre 19,3 % en 1979. Devenu en 1996 le Parti social-démocrate et politiquement recentré, l'ex-PSJ ne parvient pas à profiter des difficultés du Parti libéral-démocrate, le leadership au centre-gauche lui échappant au profit du Parti démocrate du Japon.
En 1972, la constitution du Sri Lanka dispose le principe d'une « démocratie socialiste », entendue comme une société fondée sur le plein-emploi, l'égalité des citoyens et le développement du pays. Dans sa constitution de 1978, le pays prend comme nom officiel République démocratique socialiste du Sri Lanka : le socialisme sri lankais, tel qu'il est pratiqué par l'administration et les acteurs politiques du pays, est compris comme une forme d'État-providence garantissant un niveau de service public relativement élevé pour un pays en voie de développement.
En Inde, durant la période de l'état d'urgence, Indira Gandhi fait adopter un programme en vingt points comportant un ensemble de réformes sociales et affirmant une ligne politique socialiste démocratique ; en 1976, la constitution est modifiée pour inclure dans son préambule des références au socialisme, entendu comme une recherche du bien-être commun. L'Inde se présente désormais officiellement comme une « République souveraine socialiste laïque et démocratique »,.

##### Amérique

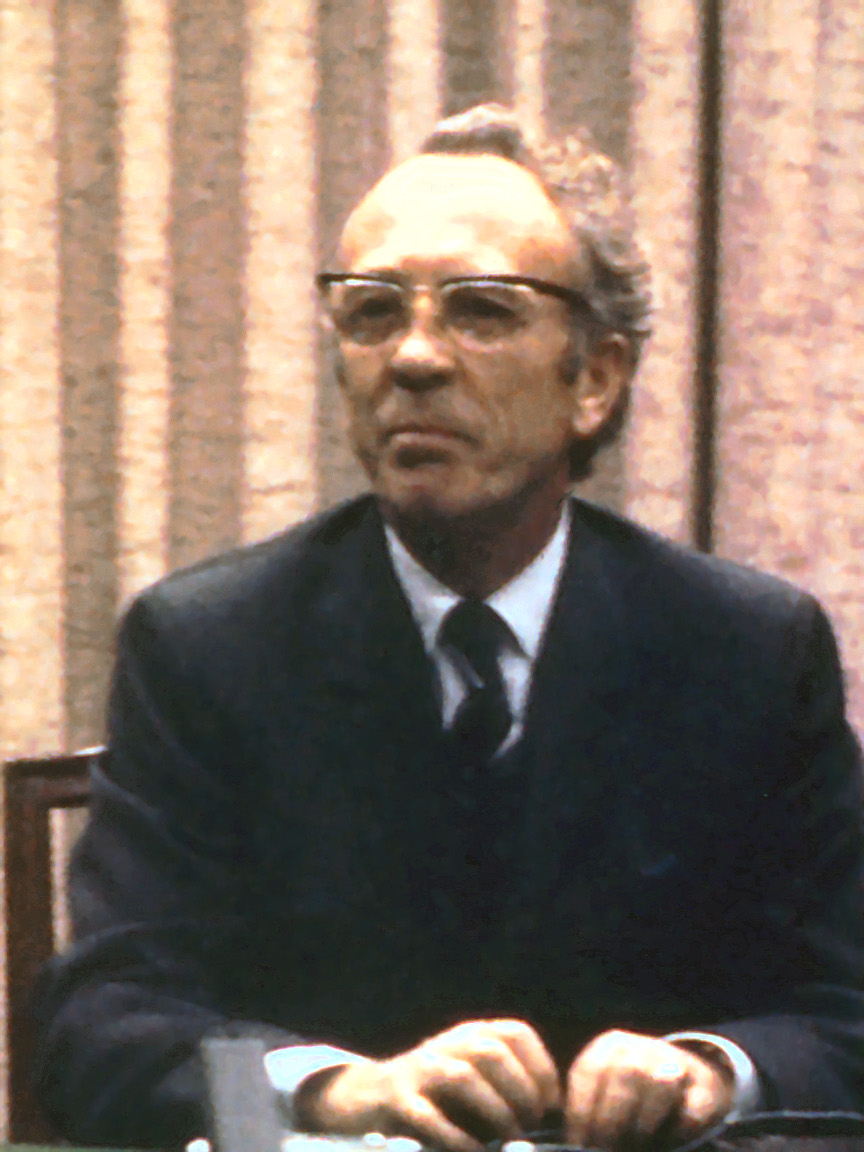
Tommy Douglas, chef du Nouveau Parti démocratique, en 1971.

Sur le continent américain, le socialisme connaît des fortunes diverses. Aux États-Unis, la Guerre froide, et notamment la période du maccarthysme au début des années 1950, contribuent à marginaliser le courant socialiste : déjà très minoritaire, il est désormais amalgamé au communisme dans une partie de l'opinion publique.
L'influence des idées socialistes aux États-Unis est historiquement faible, notamment en comparaison des pays européens, au point d'avoir été considérée par les sociologues et les historiens comme constitutive de l’« exception américaine ». Pour le politologue conservateur Seymour Martin Lipset, cette particularité tenait à plusieurs faits majeurs : « la nature du système politique américain (l’hégémonie de deux partis, un seul tour pour l’élection présidentielle, un collège électoral privilégiant le vote des États et le suffrage universel indirect, etc.) ; une classe ouvrière hétérogène (fruit des vagues successives d’immigration) ; l’absence historique de toute alliance solide et durable entre les partis politiques et les syndicats ; et, enfin, un attachement « culturel » à des valeurs individualistes contraires aux idées socialistes ». Le sociologue Werner Sombart soutient que les travailleurs américains, parce qu’ils aspiraient à s’affranchir de leur classe, ne concevaient pas l’idée que celle-ci pourrait les accompagner dans leur ascension sociale : ils raisonnaient en termes d’amélioration individuelle, et non d’action collective.
Au début du XXe siècle cependant, le Parti socialiste d'Amérique eut une certaine influence, son candidat à l'élection présidentielle de 1912, Eugene Victor Debs, obtenant près d'un million de voix (6 % du total). Mais les quelques succès du parti restèrent sans lendemain. Après l’entrée des États-Unis dans la Première Guerre mondiale (1917), Debs et la plupart des dirigeants socialistes, opposés à la guerre, sont emprisonnés. La révolution russe provoque d'importantes divergences au sein d’un parti déjà affaibli par la répression, car un grand nombre de socialistes américains s'inspirent bien davantage du christianisme social que du marxisme.
Sur le reste du continent, que ce soit en Amérique du Sud ou en Amérique du Nord, le socialisme continue d'être présent en tant que force politique, mais en adoptant des visages très différents. Au Canada, la Fédération du commonwealth coopératif (Co-operative Commonwealth Federation, CCF), fondée en 1932, est la principale force politique socialiste. Le parti remporte dès 1944 l'élection générale de la Saskatchewan : Tommy Douglas devient le chef du gouvernement de la province, formant le premier gouvernement socialiste d'Amérique du Nord. La CCF — qui, en 1955, change son nom français en Parti social démocratique du Canada — gagne en importance grâce à son alliance avec la principale confédération syndicale du pays, le Congrès du travail du Canada : en 1961, le parti devient le Nouveau Parti démocratique (NPD), qui bénéficie d'un poids important à l'échelle fédérale. Le NPD, dirigé par Tommy Douglas jusqu'en 1971, continue de remporter des majorités dans certaines provinces, pesant sur certains gouvernements minoritaires sans jamais cependant parvenir à conquérir lui-même le pouvoir fédéral.

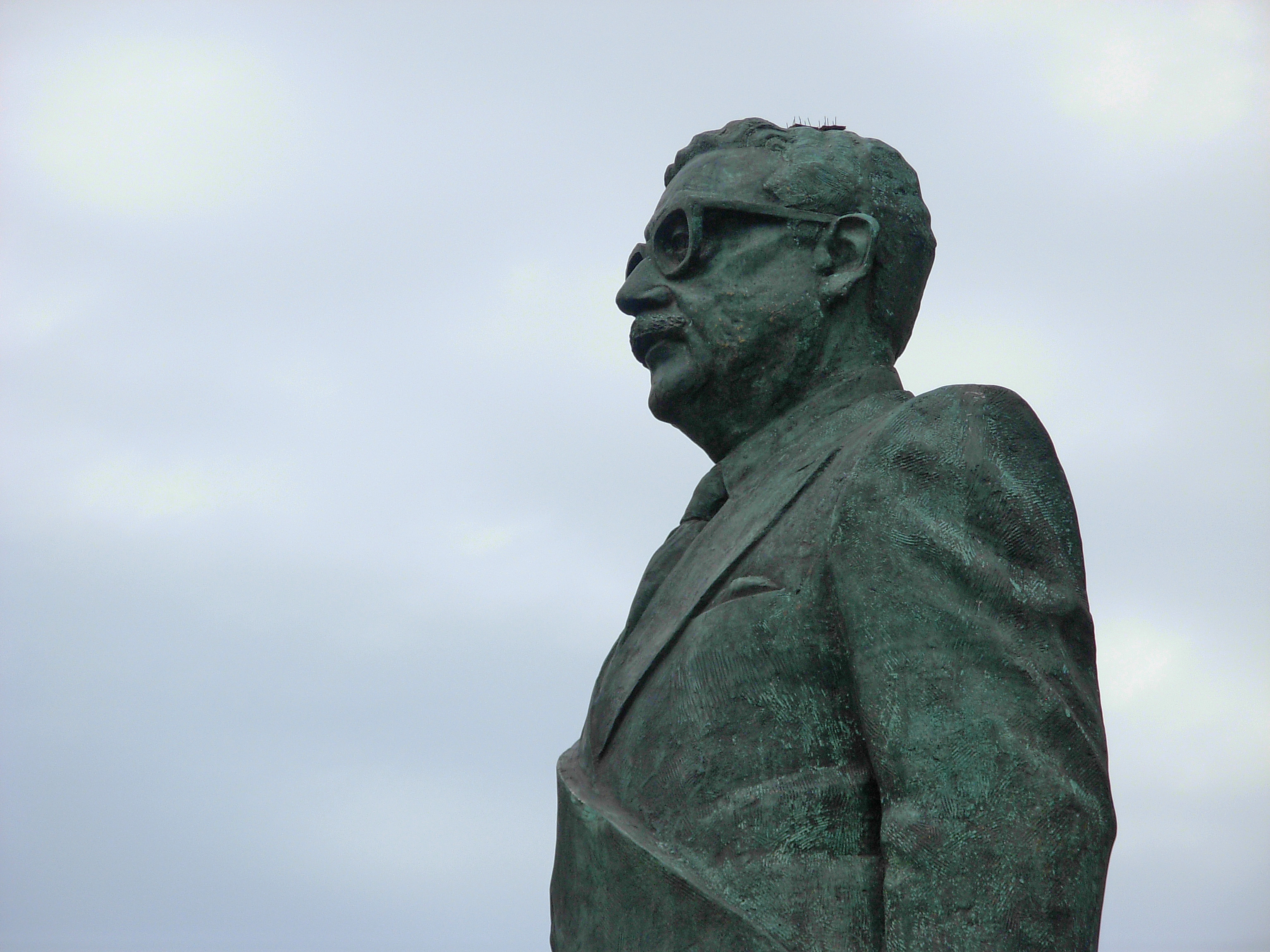
Statue de Salvador Allende.

En Amérique latine, les partis socialistes se heurtent dans les années 1950 à diverses difficultés d'ordre social et politique : l'industrialisation du continent entraîne une urbanisation et l'accroissement d'un prolétariat souvent peu qualifié, que les partis socialistes peinent à toucher. Les partis « populistes » du continent tendent en outre à monopoliser l'espace politique. Les consignes pro-américaines de l'Internationale socialiste créent des difficultés supplémentaires aux partis socialistes, qui concilient difficilement cette ligne avec celle de la pleine libération du sous-continent. Les partis socialistes ont, quantitativement, souvent moins d'influence que certains groupuscules d'extrême-gauche. L'arrivée au pouvoir de Fidel Castro à Cuba permet en outre à un communisme populiste et tiers-mondiste d'acquérir une aura importante dans les milieux de gauche latino-américains. Au Chili, le Parti socialiste parvient à dépasser l'audience traditionnelle des partis modérés en renouant son alliance avec le Parti communiste et en présentant, dès 1956, Salvador Allende à l'élection présidentielle. Allende remporte l'élection de 1970 sous la bannière de la coalition de l'Unité populaire, mais sa politique est bientôt gênée tant par l'ingérence de Cuba et par la radicalisation de l'extrême-gauche chilienne qui prône l'instauration d'un « pouvoir populaire », que par l'opposition de la droite et de l'extrême-droite ; le coup d'État du 11 septembre 1973, mené par l'armée chilienne, met brutalement un terme au gouvernement socialiste d'Allende et au projet cyber-socialiste Cybersyn. Au Nicaragua, un régime d'inspiration socialiste se met en place en 1979 quand le Front sandiniste de libération nationale réussit à renverser le dictateur Somoza. Le chef des sandinistes, Daniel Ortega, bénéficie du soutien de Cuba et d'autres régimes communistes mais son gouvernement, s'il connaît une dérive autoritaire, ne va pas jusqu'à interdire l'opposition ni à collectiviser totalement l'économie. Les sandinistes, qui restent au pouvoir jusqu'à leur défaite électorale de 1990, font preuve d'une inspiration politique éclectique qui mêle le castrisme, le maoïsme, le communisme soviétique, la social-démocratie européenne, la théologie de la libération et une touche d'anarcho-syndicalisme,.
Les pays anglophones des Caraïbes connaissent, eux aussi, des gouvernements d'inspiration socialiste : Michael Manley, chef du Parti national du peuple, devient Premier ministre après avoir remporté les élections de 1972 sur un programme de réformes sociales. Si le PNP affiche sa fidélité aux valeurs du socialisme démocratique, son aile gauche et ses alliés d'extrême-gauche tendent à le faire évoluer vers des positions plus radicales. L'échec de la politique économique du gouvernement Manley lui vaut de perdre les élections de 1980. Le Parti national du peuple revient cependant au pouvoir lors des élections de 1989. À la Grenade, le New Jewel Movement, parti d'inspiration socialiste ayant rapidement évolué vers le communisme, réalise un coup d'État en 1979 et instaure un « Gouvernement révolutionnaire populaire », dirigé par Maurice Bishop : le nouveau pouvoir entreprend une transition vers le socialisme et se rapproche très vite de Cuba, puis des autres pays communistes. En 1983, un putsch interne au parti plonge le pays dans le chaos, provoquant l'invasion de l'île par les États-Unis et la fin du régime.

##### Océanie
En Océanie, les partis de centre-gauche héritiers des traditions occidentales comme le Parti travailliste australien et le Parti travailliste néo-zélandais existent de longue date ; les partis australien et néo-zélandais occupent dans les échiquiers politiques de leurs pays respectifs une place comparable à celle de leur homologue de l'ancienne métropole britannique. Par ailleurs, une idéologie spécifique à la région apparaît dans les années 1980 avec le socialisme mélanésien théorisé par Walter Lini, premier ministre du Vanuatu : ambitionnant pour son pays un rôle de leader dans la région, Lini envisage le socialisme de la Mélanésie comme une idéologie « post-coloniale » où la coutume deviendrait le moteur d'une évolution « progressiste » de la société vanuataise. Le socialisme mélanésien est alors présenté comme devant permettre la coopération entre États mélanésiens et la définition d'une politique étrangère commune : dans cette optique, Walter Lini soutient les revendications indépendantistes du Front de libération nationale kanak et socialiste en Nouvelle-Calédonie.

### Depuis la fin duXXesiècle

#### Le socialisme occidental et son évolution vers le centre

##### Années 1980-2000

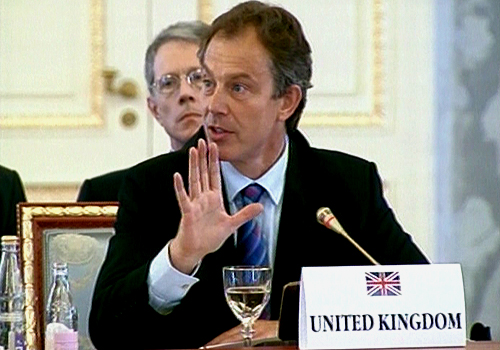
Tony Blair en 2003.

Avec la fin de la guerre froide et la chute du bloc communiste, les partis socialistes européens acquièrent de manière durable une position dominante à gauche. La social-démocratie, au sens de socialisme démocratique, apparaît après la chute de l'URSS et de ses alliés européens comme l'« horizon indépassable » à la gauche de l'échiquier politique. Avec la fin des régimes communistes, une partie des anciens PC au pouvoir, auto-dissous, donnent naissance à de nouveaux partis à l'identité socialiste et réformiste : le Parti communiste bulgare devient ainsi le Parti socialiste bulgare, le Parti socialiste ouvrier hongrois le Parti socialiste hongrois, le Parti ouvrier unifié polonais la Social-démocratie de la république de Pologne ; l'ancien Parti socialiste unifié d'Allemagne, au pouvoir en RDA, donne naissance au Parti du socialisme démocratique qui devient ensuite Die Linke. Les régimes communistes restants continuent par ailleurs de se réclamer du socialisme : la république populaire de Chine, largement convertie aux mérites de la mondialisation économique, met en pratique depuis les années 1990 une « économie socialiste de marché ». Le fait d'être libérés de la pression sur leur gauche permet à certains partis ouest-européens d'afficher de manière plus ouverte leur identité réformiste. Pierre Mauroy, alors premier secrétaire du Parti socialiste français, déclare ainsi en 1991 : « Le Parti socialiste peut être pleinement lui-même, c'est-à-dire social-démocrate. (…) Nous l'étions depuis toujours, mais sous la pression d'un fort Parti communiste, nous ne pouvions pas l'être complètement ».
Les partis socialistes européens poursuivent dans les années 1980-1990 la mue réformiste entamée depuis le début de l'après-guerre. La crise identitaire des partis socialistes démocratiques, déjà entamée avant la chute du communisme, se poursuit alors que s'accentuent les conversions au libéralisme économique. En 1989, l'Internationale socialiste adopte une nouvelle déclaration de principe qui ne mentionne plus l'abolition du capitalisme comme but suprême du socialisme. L'ensemble des partis, à des degrés divers en fonction, se convertit ouvertement à l'économie de marché. Wim Kok engage dès 1986 le Parti travailliste néerlandais sur la voie du recentrage. Paavo Lipponen, chef du Parti social-démocrate de Finlande, multiplie les professions de foi libérales. Le Parti socialiste d'Autriche, d'abord réticent face aux idées libérales, est poussé à les adopter par le défi de la construction européenne : cette conversion conduit l'ancien chancelier Bruno Kreisky, président d'honneur à vie du parti, à démissionner de son poste. Le parti autrichien se rebaptise ensuite Parti social-démocrate d'Autriche. Le Parti social-démocrate suédois des travailleurs se convertit également à un certain degré de libéralisme tout en restant à gauche de la social-démocratie européenne. Le Parti socialiste ouvrier espagnol adopte, rapidement après son arrivée au pouvoir en 1982, une orientation néo-libérale. Le Parti travailliste norvégien, dans l'opposition entre 1981 et 1986, abandonne dans l'intervalle toute référence à une « société socialiste » au profit de « valeurs de base » comme la liberté, l'égalité et la démocratie. Au sein du Parti socialiste belge, la tendance réformiste est menée par le courant dit des « nouveaux réalistes ». Le Parti social-démocrate d'Allemagne réalise sa mue centriste sous les leaderships de Rudolf Scharping, puis de Gerhard Schröder, qui prône l'orientation vers un « nouveau centre ». En Grèce, le PASOK adopte des positions plus modérées qu'auparavant lors de son retour au pouvoir en 1993 : le recentrage du parti est poursuivi par Kóstas Simítis, successeur d'Andréas Papandréou. La situation de l'Italie est particulière : au début des années 1990, l'Opération Mains propres entraîne la chute de Bettino Craxi et la fin du PSI ; l'espace au centre gauche est alors occupé par l'ancien Parti communiste italien, auto-dissous et refondé sous le nom de Démocrates de gauche (parti affilié à l'Internationale socialiste et, en 2006, fusionné au sein du Parti démocrate). Les fidèles de Craxi se réunissent au sein du Nouveau PSI, allié au leader de la droite Silvio Berlusconi, puis reforment en 2007 un Parti socialiste italien.

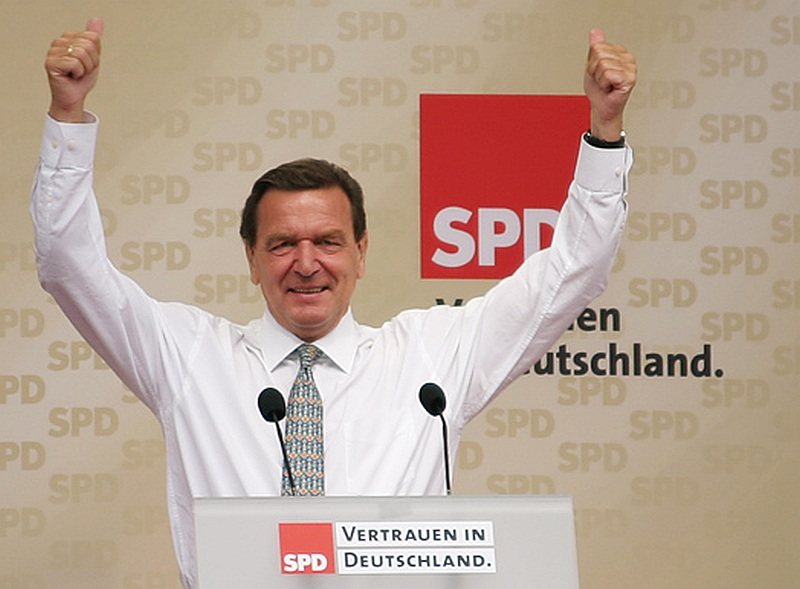
Gerhard Schröder en 2005.

Au Royaume-Uni, l'évolution du Parti travailliste (Labour Party) est particulièrement spectaculaire. Le Labour, dans l'opposition entre 1979 et 1997, s'éloigne de son ancienne identité strictement ouvriériste pour s'orienter, en s'appuyant sur une étude de l'état concret de la société britannique, vers une « troisième voie », théorisée notamment par le sociologue Anthony Giddens, et qui se situerait entre la social-démocratie classique, étatique et redistributive, et le néolibéralisme dérégulateur. Tony Blair, chef du Parti travailliste à partir de 1994, vise à unifier les deux grands courants de la pensée de centre gauche, le socialisme démocratique et le libéralisme, dont il juge que le divorce a affaibli la pensée progressiste en Occident durant le XXe siècle. Sa réflexion, qui s'appuie sur un ensemble d'intellectuels et de think tanks, s'inspire également de l'exemple des Nouveaux démocrates américains liés à Bill Clinton : elle aboutit à une métamorphose en profondeur du travaillisme britannique, sur le plan du discours comme sur celui des fondements idéologiques. La clause IV du programme travailliste est révisée, supprimant la notion de propriété collective des moyens de production. La période dite du New Labour a des répercussions bien au-delà du seul milieu politique britannique : le courant d'idées de Tony Blair, désigné du nom de blairisme et qui revendique sa parenté avec le social-libéralisme, s'affirme bientôt comme l'un des principaux axes du centre-gauche européen. Ayant gagné les élections de 1997, Tony Blair devient premier ministre et occupe ce poste jusqu'en 2007, devenant le premier dirigeant travailliste britannique à effectuer plusieurs mandats consécutifs en tant que chef du gouvernement.

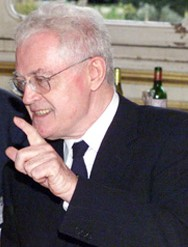
Lionel Jospin en 2000.

Le Parti socialiste français, où la « deuxième gauche » de Michel Rocard n'a pas réussi à s'imposer durablement, suit la même voie de recentrage que ses homologues européens, mais cette conversion ne s'accompagne pas d'un débat public de fond, ni même d'échanges d'idées importants. Revenu au pouvoir après les élections législatives de 1997 qui amènent Lionel Jospin à la tête du gouvernement, le Parti socialiste poursuit dans cette voie mais n'adopte pas ouvertement de thèses comparables à celles de Tony Blair. Plusieurs de ses dirigeants, comme Laurent Fabius ou Dominique Strauss-Kahn - ce dernier prônant le passage d'un « socialisme de la redistribution » à un « socialisme de la production » qui ferait figure de troisième voie entre le socialisme redistributif traditionnel et le socialisme libéral - font cependant figure de tenants du libéralisme économique au sein du PS. Le gouvernement de Lionel Jospin, s'il ressuscite sous le nom de gauche plurielle l'ancienne union de la gauche avec le PCF en y incluant les Verts et mène plusieurs mesures comme la loi sur les 35 heures, est marqué par un décalage entre un discours de principe antilibéral et la pratique effective du pouvoir. Bien que Lionel Jospin ait signé en avril 1997 une déclaration de principe avec le PCF s'engageant à stopper les privatisations, celles-ci sont, dans les faits, plus nombreuses que sous toutes les majorités précédentes. En l'absence de réflexion de fond menée sur les orientations du Parti, la période 1997-2002 entraîne une nouvelle forme de déperdition de sens quant à l'identité socialiste en France. Candidat à l'élection présidentielle de 2002, Lionel Jospin déclare « je suis socialiste d'inspiration mais le projet que je propose au pays, ce n'est pas un projet socialiste », phrase destinée à rassembler au centre mais analysée par la suite par François Hollande comme ayant fait « beaucoup de dégâts » dans l'opinion,.
Entre la fin des années 1990 et le début des années 2000, le continent européen connaît une forte proportion de gouvernements socialistes et de centre-gauche. En sus des gouvernements de Lionel Jospin en France et de Tony Blair au Royaume-Uni, Romano Prodi remporte en 1996 les élections générales en Italie au nom de la coalition de L'Olivier qui comprend les Démocrates de gauche (Prodi doit néanmoins céder sa place dès 1998 à Massimo D'Alema, lui-même remplacé en 2000 par Giuliano Amato à la suite de la déroute de la gauche italienne aux élections régionales). Gerhard Schröder devient chancelier fédéral en Allemagne après la victoire du centre-gauche aux élections fédérales de 1998 et mène une politique nettement libérale, se trouvant en porte-à-faux avec Oskar Lafontaine, président fédéral du SPD. Cette période dite d'« Europe rose » est marquée par une certaine opposition sur le plan des idées entre Tony Blair et Gerhard Schröder d'une part et Lionel Jospin de l'autre. Blair et Schröder publient en 1999 un manifeste commun fortement empreint d'idées libérales et plaidant pour « une Europe flexible et compétitive ». Lionel Jospin, lui se positionne à l'encontre de cette « troisième voie » trop ouvertement libérale,. L'« Europe rose » disparaît dans le courant des années 2000, avec la défaite du centre-gauche italien aux élections générales de 2001, celle de Lionel Jospin à l'élection présidentielle de 2002 et celle de Gerhard Schröder aux élections fédérales de 2005.

##### Depuis 2000

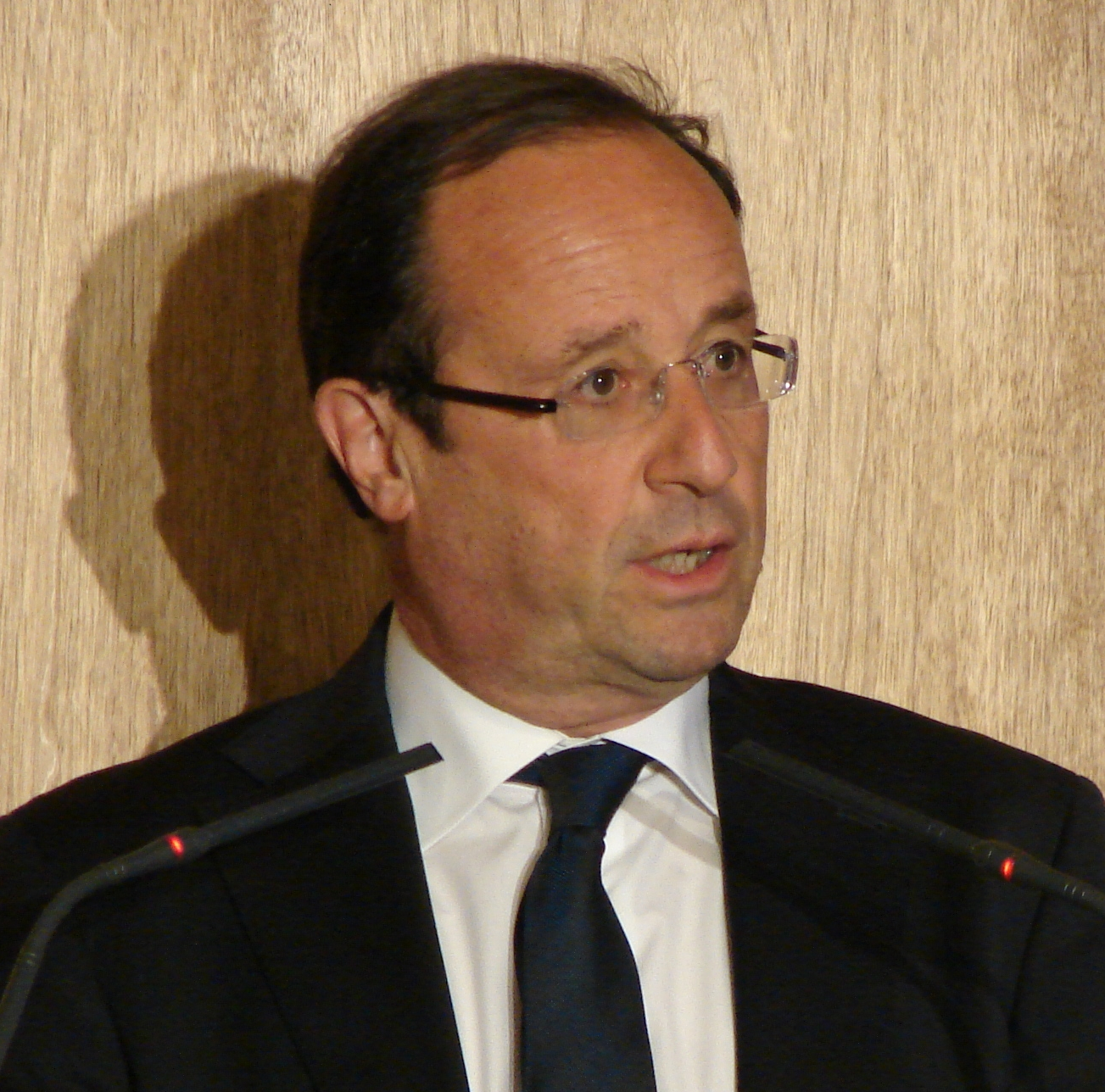
François Hollande en 2012.

Les partis socialistes démocratiques demeurent néanmoins, dans une grande partie du continent européen, les principales forces au centre-gauche de l'échiquier politique de leurs pays respectifs et les bénéficiaires mécaniques des alternances politiques. Ainsi, parmi d'autres exemples européens, José Luis Rodríguez Zapatero, chef du PSOE, est chef du gouvernement en Espagne de 2004 à 2011, José Sócrates, chef du Parti socialiste portugais, premier ministre du Portugal de 2005 à 2011, Giórgios Papandréou, chef du PASOK, dirige le gouvernement de la Grèce de 2009 à 2011, Helle Thorning-Schmidt, présidente des Socialdemokraterne, est premier ministre du Danemark de 2011 à 2015, Elio Di Rupo, président du Parti socialiste belge, est choisi comme premier ministre de la Belgique en 2011 pour mettre fin à la crise politique et François Hollande, candidat du Parti socialiste français, remporte l'élection présidentielle de 2012.
Les grands partis de centre-gauche ne sont cependant pas épargnés par l'usure du pouvoir face aux crises sociales et économiques et par la défiance croissante d'une partie de l'électorat vis-à-vis des forces politiques traditionnelles. Le Parti socialiste ouvrier espagnol perd les élections de 2011 puis est talonné aux élections suivantes par Podemos. En Grèce, le PASOK, confronté à une très grave crise économique, est battu aux élections de 2012 et distancé, puis marginalisé lors des scrutins suivants, par la coalition de gauche radicale SYRIZA. En France, le Parti socialiste sort profondément affaibli du quinquennat de François Hollande, qui renonce à se représenter à la présidentielle 2017 ; le mauvais score de son candidat Benoît Hamon, largement dépassé par le centriste Emmanuel Macron (qu'ont rejoint de nombreux cadres socialistes) et par le candidat de gauche radicale Jean-Luc Mélenchon, souligne ensuite l'ampleur de la crise du PS. Lors des législatives 2017, le Parti socialiste français réalise le pire score de son histoire, au profit notamment de La République en marche ! mais aussi, sur sa gauche, de La France insoumise.

#### Les autres visages du socialisme

##### L'écosocialisme
L'idée de socialisme continue de connaître en Occident des variations et de se marier à différents courants, comme l'écologie politique : ainsi, le concept d'écosocialisme, résumé en 1975 par Joël de Rosnay comme « une convergence des grandes politiques économiques et sociétales vers la protection de l'environnement »,, est ensuite défini comme une forme de socialisme qui prendrait en compte les impératifs écologiques du XXIe siècle. L'écosocialisme fait partie du vocabulaire utilisé par différentes tendances de gauche, et d'extrême-gauche, ainsi que par des auteurs altermondialistes.

##### Les gauches radicales en Europe
L'orientation de centre-gauche des partis socialistes européens continue de créer en leur sein des divergences, qui vont parfois jusqu'à la scission pour exprimer les tendances plus radicales de la gauche : Oskar Lafontaine, ancien président du SPD, en désaccord avec la politique menée par Gerhard Schröder, quitte en 2005 le parti social-démocrate et, avec d'autres socialistes dissidents, fonde un nouveau parti, l'Alternative électorale travail et justice sociale. Le parti des déçus du SPD s'allie ensuite au Parti du socialisme démocratique, héritier de l'ancien parti communiste est-allemand, pour former le nouveau parti Die Linke. En France, Jean-Luc Mélenchon, ancien ministre du gouvernement Jospin, quitte le PS pour fonder en 2009 le Parti de gauche, qui s'allie au Parti communiste français et à sept autres petits partis de la gauche antilibérale pour former la coalition du Front de gauche ; Jacques Généreux, alors secrétaire à l'économie du Parti de gauche, théorise en 2009 un « socialisme néomoderne » fondé sur le développement humain, la justice sociale, l'écologie, la laïcité, la démocratie économique et l'internationalisme. Jean-Luc Mélenchon fait concurrence à François Hollande lors de l'élection présidentielle de 2012,. Lors de celle de 2017, Mélenchon, qui se présente cette fois sous l'étiquette La France insoumise, se classe quatrième au premier tour en distançant largement le candidat socialiste Benoît Hamon. La France insoumise dépasse ensuite le PS à l'Assemblée nationale.
En Grèce, dans les années 2010, la coalition de gauche radicale SYRIZA surclasse largement le PASOK,. En Espagne, Podemos, une formation altermondialiste se réclamant du socialisme démocratique, fait concurrence au PSOE. En septembre 2015, le Parti travailliste britannique élit à sa tête Jeremy Corbyn, un représentant de la gauche radicale, adversaire du blairisme et partisan du retour à des conceptions socialistes plus traditionnelles,.

##### Chute ou déclin des régimes socialistes arabes
Dans le monde arabe, durant les années 2000 et 2010, plusieurs gouvernements se réclamant à divers titres du socialisme sont renversés : en 2003, le régime de Saddam Hussein en Irak prend fin lors de l'invasion militaire du pays. Par la suite et dans un contexte différent, plusieurs chefs d'État arabes sont renversés durant la période dite du « Printemps arabe » : au cours de l'année 2011, Zine el-Abidine Ben Ali en Tunisie et Hosni Moubarak en Égypte sont contraints par des contestations populaires à quitter le pouvoir. Leurs partis respectifs sont exclus de l'Internationale socialiste. Cette même année, en Libye, Mouammar Kadhafi est tué à l'issue d'une révolte contre son régime. En Syrie, le régime de Bachar el-Assad, confronté lui aussi à une insurrection, tente de se réformer et promulgue en 2012 une nouvelle constitution qui élimine toute référence au socialisme.

##### Les socialismes latino-américains

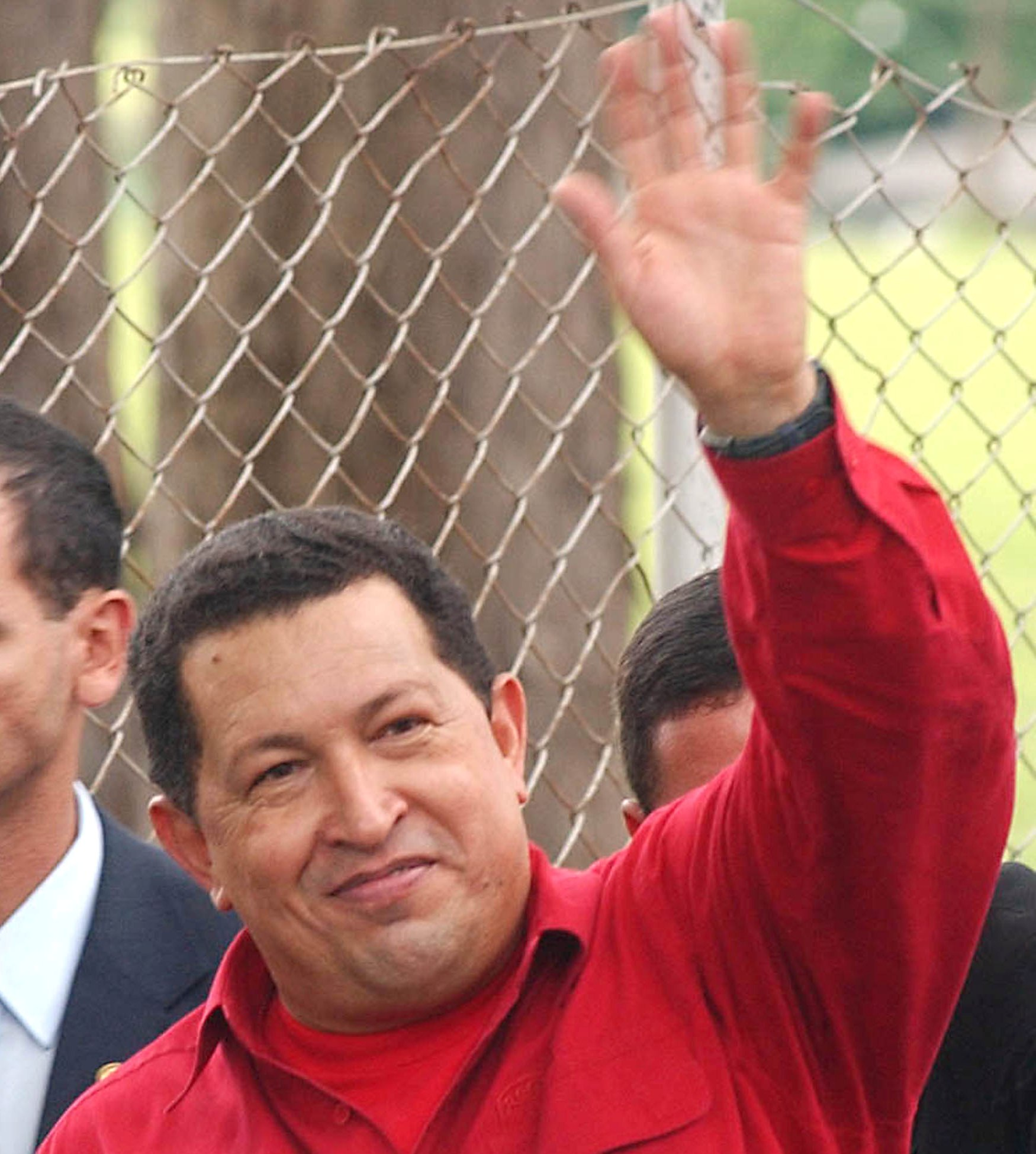
Hugo Chávez en 2006.

En Amérique latine, la fin des années 1990 et l'ensemble des années 2000 voit l'élection d'une série de dirigeants se réclamant, à des degrés divers et sur des registres politiques variés, du socialisme. En décembre 1998, Hugo Chávez est élu président du Venezuela, inaugurant un nouveau cycle « populiste de gauche » en Amérique latine. Chávez se fait le promoteur d'une « révolution bolivarienne » appuyée sur des organisations de masse et nourrie de références non seulement bolivariennes et tiers-mondistes, mais également volontiers maoïstes et castristes. Le président vénézuélien plaide pour l'instauration d'un « socialisme du XXIe siècle », qui reposerait sur le « pouvoir populaire », l'État prenant un rôle accru dans l'économie. Chávez, qui reste à la tête du Venezuela jusqu'à son décès en mars 2013, s'emploie à diffuser son influence à l'échelle du continent. En 2005, il impulse la création de l'Alliance bolivarienne pour les Amériques, un organisme de coopération entre gouvernements latino-américains d'orientation socialiste : Cuba, très proche du Venezuela chaviste, participe également à cette organisation,. En 2003, Luiz Inácio Lula da Silva, candidat du Parti des travailleurs d'orientation socialiste (les composantes de ce parti, situé dans son ensemble au centre gauche, vont de la social-démocratie au trotskisme) est élu président du Brésil. Evo Morales, candidat du Mouvement vers le socialisme, est élu président de la Bolivie en 2005 ; Daniel Ortega, chef du Front sandiniste de libération nationale, redevient en 2007 président du Nicaragua ; Rafael Correa, candidat de l'Alianza País, parti socialiste et bolivarien, est élu la même année président de l'Équateur ; Mauricio Funes, candidat du Front Farabundo Martí de libération nationale, ancienne guérilla marxiste reconvertie en parti social-démocrate, devient en 2009 président du Salvador ; Ollanta Humala, candidat du Parti nationaliste péruvien, d'orientation socialiste et nationaliste, devient en 2011 président du Pérou. Au début des années 2010, une majorité des gouvernements d'Amérique latine se situent à gauche ou au centre-gauche, avec cependant une nette diversité en ce qui concerne l'idéologie des dirigeants et les contextes nationaux. Les gouvernements socialistes sud-américains subissent cependant eux aussi l'usure du pouvoir et, après la mort d'Hugo Chávez, le Venezuela présidé par son successeur Nicolás Maduro s'enfonce dans une profonde crise économique et politique.

## Critiques

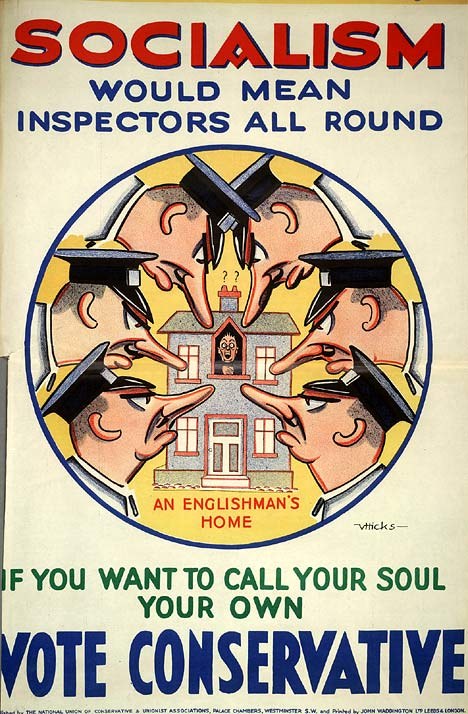
Le socialisme signifierait des inspecteurs dans tous les coins. Si tu veux appeler ton âme la tienne, votez conservateur : affiche du Parti conservateur britannique (1929).

Du fait de la polysémie du terme socialisme et de l'évolution importante des formes politiques que recouvre cette dénomination, les critiques portées au socialisme sont elles aussi très diverses. Au XIXe siècle, pendant et après les révolutions de 1848, le socialisme a été considéré par ses opposants comme un facteur de désordre, de subversion et de haine sociale. Au sein de la mouvance socialiste, les polémiques ont été particulièrement nombreuses : les « socialistes utopiques » ont été ainsi dénommés par les marxistes qui leur reprochaient le peu de crédibilité de leurs théories. Les différents courants socialistes ont continué, après 1848, de s'opposer vivement les uns aux autres : les partisans de Proudhon puis ceux de Bakounine ont affronté ceux de Marx, auxquels ils reprochaient leurs conceptions autoritaristes.
Le socialisme a été critiqué comme pouvant, dans ses formes extrêmes, s'opposer à la liberté et à la démocratie, parce qu'il suppose de contraintes. Du fait de l'opposition entre socialisme et libéralisme, la critique du socialisme a notamment été une tendance lourde de la pensée économique libérale. Friedrich Hayek, théoricien d'un libéralisme économique , dénonce dans son essai La Route de la servitude le socialisme comme « le plus grave danger pour la liberté », qui n'aurait été adopté comme « le drapeau de la liberté » que par un extraordinaire paradoxe. Hayek considère, en remontant jusqu'à Saint-Simon, que les idées socialistes sont porteuses d'une conception autoritaire de la société qui ne peut conduire qu'à la dictature, socialisme et fascisme étant pour lui des régimes à la parenté « évidente » : selon cette vision, le projet socialiste de lutte contre le libéralisme et de contrôle de la société porterait en lui les racines du national-socialisme, qui en serait la continuation logique.
Du côté opposé de l'échiquier politique, les communistes ont dénoncé, en des termes parfois particulièrement virulents, les socialistes comme des « sociaux-traîtres » - voire, au moment de la ligne « classe contre classe » du Komintern, des « sociaux-fascistes » - et ont revendiqué le monopole du véritable socialisme. La référence commune au socialisme de ces deux familles politiques a par ailleurs encouragé la confusion et l'amalgame entre socialistes et communistes, le terme socialisme étant associé à la forme de gouvernement des régimes communistes, à leurs pratiques dictatoriales, voire totalitaires, et à l'échec de leurs économies planifiées,,.
Le terme de social-démocratie a, quant à lui, acquis dans certains discours une charge négative, en ce qu'il supposerait une forme « molle » de réformisme, synonyme de l'abandon de « véritables perspectives socialistes ». Les méthodes de gouvernement inspirées des idées socialistes ont quant à elle fait l'objet d'oppositions, du fait de leur recherche de l'égalité sociale, qui aboutit parfois à un phénomène de nivellement. La Suède a ainsi, durant les longues années de gouvernement social-démocrate, pratiqué la redistribution des richesses par un impôt sur le revenu particulièrement fort et progressif : la social-démocratie suédoise a donc cherché à éliminer non seulement la pauvreté, mais également les grandes fortunes, et cette pression fiscale a contribué à motiver l'opposition, jusqu'à aboutir à la défaite électorale des sociaux-démocrates dans les années 1970, après plusieurs décennies au pouvoir.
S'agissant du socialisme contemporain, la forme moderne du socialisme démocratique, associé au concept sinon à la dénomination de social-démocratie, fait l'objet de critiques pour son manque de véritable substance idéologique : l'abandon de la doctrine marxiste, qui n'a pas forcément donné lieu à une réflexion théorique, aurait ainsi débouché, sur fond de conversion au libéralisme économique, sur une absence de réelle identité politique, au profit de la seule évocation de valeurs consensuelles comme la liberté ou la démocratie. Le journaliste politique Éric Dupin note ainsi en 2002 que « curieusement, le socialisme s'est souvent plus défini par ses moyens que par ses buts. Au temps du marxisme triomphant, c'est l'appropriation collective des moyens de production qui faisait figure d'alpha et d'oméga de la pensée socialiste. L'identité social-démocrate s'est parallèlement confondue avec la défense et le perfectionnement de l'État-providence. Le but ultime de la gauche était renvoyé dans les brumes d'un horizon idéologique indistinct, « communisme » pour les uns, « socialisme » pour les autres. L'écroulement de ces schémas de pensée conduit la gauche à tenter de se redéfinir autour de « valeurs » ; pour l'auteur, le besoin pour la gauche de redéfinir son identité et son projet reste intact. » Le constitutionnaliste et politologue Dmitri Georges Lavroff note pour sa part en 1999 que si les partis socialistes européens se sont imposés en tant que force de gouvernement, ils n'ont « pratiquement plus aucune originalité théorique ou idéologique », le succès du socialisme démocratique s'étant fait « au prix du renoncement à la plupart des thèses qui faisaient autrefois son originalité. Les partis socialistes sont devenus des « partis attrape-tout » (Catch All Parties). L'idéologie a cédé devant le pragmatisme ».
D'un point de vue conceptuel, le socialisme reste obéré, selon l'ouvrage que lui consacre en 2015 le philosophe et sociologue Axel Honneth, par trois présupposés communs à ses premiers penseurs : la primauté donnée à l'organisation de l'économie, qui a conduit à négliger notamment la question des libertés politiques ; une identification postulée aux intérêts d'une force sociale déjà établie, le dispensant de vérification empirique ; la croyance en une forme de nécessité historique, en vertu de laquelle il s'est détourné de l'expérimentation. L'ancrage de ces conceptions dans le contexte social et intellectuel de la révolution industrielle explique leur obsolescence après la Seconde Guerre mondiale, face à la complexification des sociétés modernes. Revitaliser l'idée première, qui réside pour l'auteur dans la volonté de réaliser conjointement les trois principes de la Révolution française, passe selon lui par une révision dans le sens d'un expérimentalisme historique qui reviendrait notamment sur l'assimilation du marché au capitalisme, et d'une forme de vie démocratique qui intégrerait les différentes sphères de la vie sociale et leurs interactions.

#### Ouvrages de précurseurs du socialisme
- Étienne-Gabriel Morelly, Code de la Nature (1755)
- Robert Owen, Observations sur les effets du système manufacturier (1815)
- Jean de Sismondi, Études sur l'Économie politique (1821)
- Henri de Saint-Simon, L'Organiseur (1820), Du Système industriel (1821), Le Nouveau christianisme (1825)
- Charles Fourier, Le Nouveau monde industriel et sociétaire (1822), Pièges et charlatanisme des deux sectes de Saint-Simon et d'Owen qui promettent l'association et le progrès (1831)
- Lamennais, De la Religion dans ses rapports avec l'ordre politique et civil (1825), L'Esclavage moderne (1839)
- Étienne Cabet, Voyage en Icarie (1840), Mon credo communiste (1842)
- Pierre Leroux, De l'individualisme et du socialisme, La Revue encyclopédique, (1834)
- Victor Considerant, Manifeste de l'école sociétaire (1841), Principes du socialisme (1847)
- Auguste Blanqui, La Critique sociale, recueil posthume
- Louis Blanc, Organisation du travail (1838), Le Socialisme. Droit au travail. (1842)
- Pierre-Joseph Proudhon, Qu'est-ce que la propriété ? (1840)
- Moses Hess, Socialisme et communisme (1843)
- Karl Marx et Friedrich Engels, Manifeste du Parti communiste, Londres, 1848. La Social-démocratie allemande, Paris, UGE, 1975.

#### Ouvrages de théoriciens ou de dirigeants socialistes
- Vincent Auriol, Journal du septennat, éd. Tallandier, 2004.
- Mikhaïl Bakounine, Le Socialisme libertaire, Denoël, 1973.
- Léon Blum, Textes socialistes 1919-1920, éd. Bruno Leprince, 2003.
- Léon Blum, À l'échelle humaine, éd. Gallimard, 1945 ; rééd., 1971.
- Willy Brandt, Bruno Kreisky, Olof Palme, La Social-démocratie et l'avenir, Éditions Gallimard.
- Cornelius Castoriadis, Le Contenu du Socialisme, 10/18, 1979.
- Jacques Généreux, Le socialisme néomoderne ou l'avenir de la liberté, Éditions du Seuil, 2009.
- Keir Hardie, De la servitude au socialisme (traduit et préfacé par Hervé Picton), Editions Edilivre, 2025.
- Jean Jaurès, De primis socialismi germanici lineamentis apud Lutherum, Kant, Fichte et Hegel, 1891 consultable sur le site de la Bibliotheca Augustana
- Pierre Kropotkine, L'anarchie (1896, réédité en 2006), L'Entraide, un facteur de l'évolution (1902).
- Rosa Luxemburg, Réforme ou révolution ?, 1899.
- Rosa Luxemburg, La Crise de la social-démocratie, 1916.
- François Mitterrand, Ma part de vérité. De la rupture à l'unité, éd. Fayard, 1969.
- William Morris (1834-1896), News from Nowhere (extrait) (1889) et autre extrait
- William Morris, Les espoirs de la civilisation et autres écrits socialistes (traduit et préfacé par Hervé Picton), La fabrique, 2024.
- Olof Palme, Socialisme à la Scandinave, Plon, 1971.
- Anton Pannekoek, La Propriété publique et la propriété commune, 1947.
- Michel Rocard, Le P.S.U. et l'avenir socialiste de la France, Seuil, 1969.
- Bertrand Russell, Socialism, Anarchism and Syndicalism, Cornwall Press, Inc, Cornwall NY, 1918.
- Léopold Sédar Senghor, Liberté 2 : Nation et Voie africaine du Socialisme, discours, conférences, Éditions du Seuil, 1971.
- Léopold Sédar Senghor, Liberté 4 : Socialisme et Planification, discours, conférences, Éditions du Seuil, 1983.
- Gerald A. Cohen, Pourquoi pas le socialisme ?, L'Herne, 2010.

#### Ouvrages historiques et études
- Serge Audier, Le Socialisme libéral, La Découverte, 2006, 121 p. (ISBN 978-2-7071-4711-0)
- Alain Bergounioux et Bernard Manin, Le Régime social-démocrate, Presses universitaires de France, 1989, 189 p. (ISBN 978-2-13-042884-8).
- Georges Bourgin et Pierre Rimbert, Le Socialisme, PUF, coll. « Que sais-je ? », 1986.
- Gilles Candar, Le Socialisme, Milan, coll. « Les essentiels », 1996 (ISBN 978-2-84113-462-5).
- Olivier Carré, Le nationalisme arabe, Fayard, 1993 (ISBN 978-2-213-03043-2).
- Noëlline Castagnez-Ruggiu, Histoire des idées socialistes en France, La Découverte, coll. « Repères », 1997 (ISBN 978-2-7071-2737-2).
- Edward Castleton, Quand les socialistes inventaient l’avenir, 1825-1860, La Découverte, 2015.
- Vincent Chambarlhac et Romain Ducoulombier, Les socialistes français et la Grande Guerre : Ministres, militants, combattants de la majorité (1914-1918), Dijon, Editions Universitaires de Dijon, 2008, 200 p. (ISBN 978-2-915611-01-4)
- Philippe Chanial, "La délicate essence du socialisme. L'association, l'individu et la République", Le Bord de l'eau éditions, 2009.
- Maurice Chrétien (dir.), Le Socialisme à la britannique, Penseurs du XXe siècle, Paris, Economica, 2002.
- Collectif, Histoire de la IIe Internationale, vingt-trois vol., Genève, Minkoff Reprint, 1976-1985.
- Henri Desroche, Marxisme et religions, Presses universitaires de France, 1962
- Michel Dreyfus, L'Europe des socialistes, Complexe, 1991, 349 p. (ISBN 978-2-87027-405-7, lire en ligne).
- Jacques Droz (directeur), Histoire générale du socialisme, tome 1 : des origines à 1875, Presses universitaires de France, 1972, 658 p. (ISBN 978-2-13-036150-3).
- Jacques Droz (directeur), Histoire générale du socialisme, tome 2 : de 1875 à 1918, Presses universitaires de France, 1974 (ISBN 978-2-13-036369-9).
- Jacques Droz (directeur), Histoire générale du socialisme, tome 3 : de 1918 à 1945, Presses universitaires de France, 1977 (ISBN 978-2-13-034875-7).
- Jacques Droz (directeur), Histoire générale du socialisme, tome 4 : de 1945 à nos jours, Presses universitaires de France, 1978, 705 p. (ISBN 978-2-13-035368-3).
- Jean-Numa Ducange, Razmig Keucheyan et Stéphanie Roza (dir.), Histoire globale des socialismes, XIXe – XXIe siècle, Paris, PUF, 2021.
- Romain Ducoulombier, Les socialistes dans l'Europe en guerre : Réseaux, parcours, expérience, 1914-1918, Paris, L'Harmattan et Fondation Jean Jaurès, 2010, 232 p. (ISBN 978-2-296-12051-8, lire en ligne)
- Éric Dupin, Sortir la gauche du coma : comprendre les racines d'un désastre, Flammarion, 2002, 275 p. (ISBN 978-2-08-067382-4).
- Émile Durkheim, Le Socialisme, sa définition, ses origines, la doctrine Saint-Simonienne, 1928, Paris.
- Léo Figuères, Capitalisme, socialisme(s), communisme : leçons d'une histoire et regards d'avenir, Pantin, Le Temps des Cerises, 2010, 145 p. (ISBN 978-2-84109-829-3)
- Juliette Grange et Pierre Musso, Les socialismes : [actes du colloque de Cerisy-la-Salle tenu du 27 juin-4 juillet 2012], Lormont, Le Bord de l'eau, 2012, 387 p. (ISBN 978-2-35687-158-9)
- Élie Halévy, Histoire du socialisme européen, Paris, Éditions Gallimard, 1974
- Axel Honneth (trad. de l'allemand par Pierre Rusch), L’Idée du socialisme : Un Essai d’actualisation, Paris, Gallimard, coll. « NRF Essais », 2017, 170 p. (ISBN 978-2-07-017883-4). 
traduit de (de) Die Idee des Sozialismus, Suhrkamp, 2015
- Ulla Jeanneney, Le Socialisme suédois, une expérience, éd. Hatier, 1976.
- Leszek Kołakowski, Histoire du marxisme, deux vol., éd. Fayard, 1987.
- Annie Kriegel, Le Pain et les Roses. Jalons pour une histoire des socialismes, PUF, 1968 ; rééd. Union générale d'éditions, coll. « 10/18 », 1973.
- Dmitri Georges Lavroff, Les Grandes étapes de la pensée politique, Dalloz, coll. « Droit public, science politique », 1999 (ISBN 978-2-247-02466-7).
- Mathieu Léonard, L’Emancipation des travailleurs : Une histoire de la Première Internationale, La Fabrique, 2011
- Daniel Ligou, Histoire du socialisme en France. 1871-1961, PUF, 1962.
- Gaspard-Hubert Lonsi Koko et Jacques Laudet, Socialisme : un combat permanent - Vol. 1 : Naissance et réalités du socialisme, Les Éditions de l'Égrégore, mai 2008.
- Jean Maitron (dir.), Dictionnaire biographique du mouvement ouvrier français, Éditions de l'Atelier, cédérom, 1997.
- Jean Maitron et alii. (dir.), Dictionnaire biographique du mouvement ouvrier international, Éditions de - l'Atelier : L'Autriche, 1971 ; Le Japon, deux vol., 1978 ; La Grande-Bretagne, deux vol., 1979-1986 ; La Chine, 1985 ; L'Allemagne, 1990 ; Le Maroc, 1998.
- Louis Mexandeau, Histoire du Parti socialiste (1905-2005), éd. Tallandier, 2005.
- André Nataf (dir.), Gérard Adam et al., Dictionnaire du mouvement ouvrier, Paris, Éditions Universitaires, coll. « Dictionnaires de culture », 1970, 541 p.
- Albert Samuel, Le socialisme : Histoire, courants, pratiques, Synthèse, 1994
- Alois Schumacher, La social-démocratie allemande et la IIIe République : Le regard de la revue Die Neue Zeit, Paris, CNRS Editions, 1998, 223 p. (ISBN 978-2-271-05624-5).
- Joseph Schumpeter, Capitalisme, Socialisme et Démocratie, Payot, 1990 (réed)
- Jean Touchard, Histoire des idées politiques, tome 2, Presses universitaires de France, 1958 (ISBN 978-2-13-055053-2).  (réédition de 2005)
- Pierre Vayssière, Les révolutions d'Amérique latine, Éditions du Seuil, 2001, 367 p. (ISBN 978-2-02-052886-3).
- Michel Winock, Le Socialisme en France et en Europe : XIXe – XXe siècle, Éditions du Seuil, 1992, 426 p. (ISBN 978-2-02-014658-6).
- (en) Warren Breckman, Marx, the Young Hegelians, and the Origins of Radical Social Theory : Dethroning the Self, Cambridge University Press, 2001.
- (en) David Priestland, The Red Flag : Communism and the making of the modern world, New York, Allen Lane/Penguin Books, 2009, 675 p. (ISBN 978-0-8021-4512-3).
- (en) Donald Sassoon (ca), One Hundred Years of Socialism : The West European Left in the Twentieth Century, I.B. Tauris, 2014
- (en) Robert Service, Comrades. Communism : a World History, Pan Books, 2007, 571 p. (ISBN 978-0-330-43968-8).
- (en) Manfred Steger (en), The Quest for Revolutionary Socialism : Eduard Bernstein and Social Democracy, Cambridge, Cambridge University Press, 1996.
- (en) Axel van den Berg, The Immanent Utopia : From Marxism on the State to the State of Marxism, New Brunswick, Transaction Publishers, 2003.
- (en) Immanuel Wallerstein, The Modern World-System IV : Centrist Liberalism Triomphant (1789-1914), University of California Press, 2011.
- (en) Alan Whitehorn, Canadian Socialism, Oxford University Press, 1992
- François Jarrige, Dompter Prométhée : Technologies et socialismes à l'âge romantique (1820-1870), Besançon, Presses universitaires de Franche-Comté, 2016, 288 p. (ISBN 978-2-84867-801-6 et 978-2-84867-560-2, ISSN 2967-8080 et 1771-8988, DOI 10.4000/BOOKS.PUFC.22364)..

#### Articles de recherche
- Klauspeter Blaser (de), « Le christianisme social avant le socialisme chrétien », Autres Temps. Cahiers d'éthique sociale et politique, no 61,‎ 1999, p. 78-89 (lire en ligne).
- François Fourn, « Les brochures socialistes et communistes en France entre 1840 et 1844 », Cahiers d'histoire. Revue d'histoire critique, nos 90-91,‎ 2003, p. 69-83 (lire en ligne).
- Jean Sagnes, « « Parti communiste » et « parti socialiste » : genèse d'une terminologie », Revue française de science politique, nos 4-5,‎ 1982, p. 795-809.